# Friedrich August Stüler

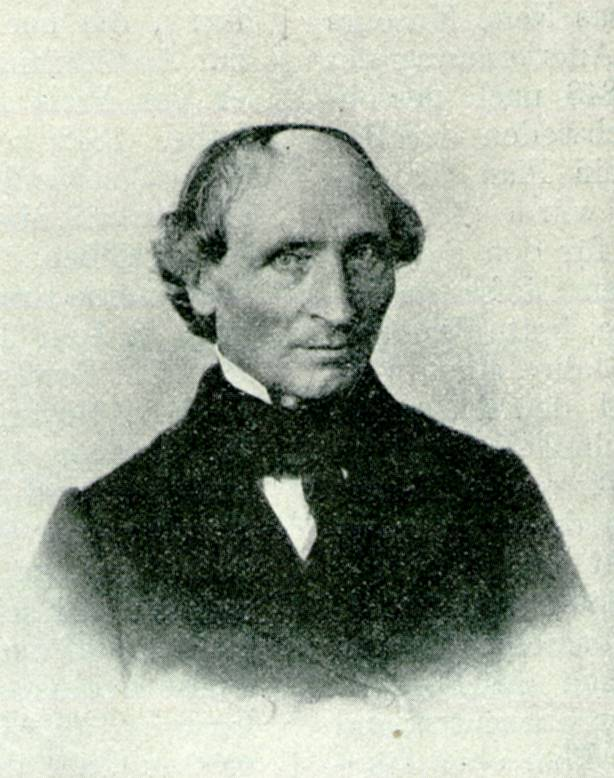
Friedrich August Stüler, 1863

Friedrich August Stüler (* 28. Januar 1800 in Mühlhausen/Thüringen; † 18. März 1865 in Berlin) war ein deutscher Architekt, der als hochrangiger preußischer Baubeamter zu den maßgebenden Baumeistern seiner Zeit gehört. Als seine bedeutendste Schöpfung gilt das Neue Museum in Berlin. Auch der Kuppelbau auf dem Triumphbogen des Hauptportals des Berliner Schlosses mit der Schlosskapelle ist sein Werk.

## Leben

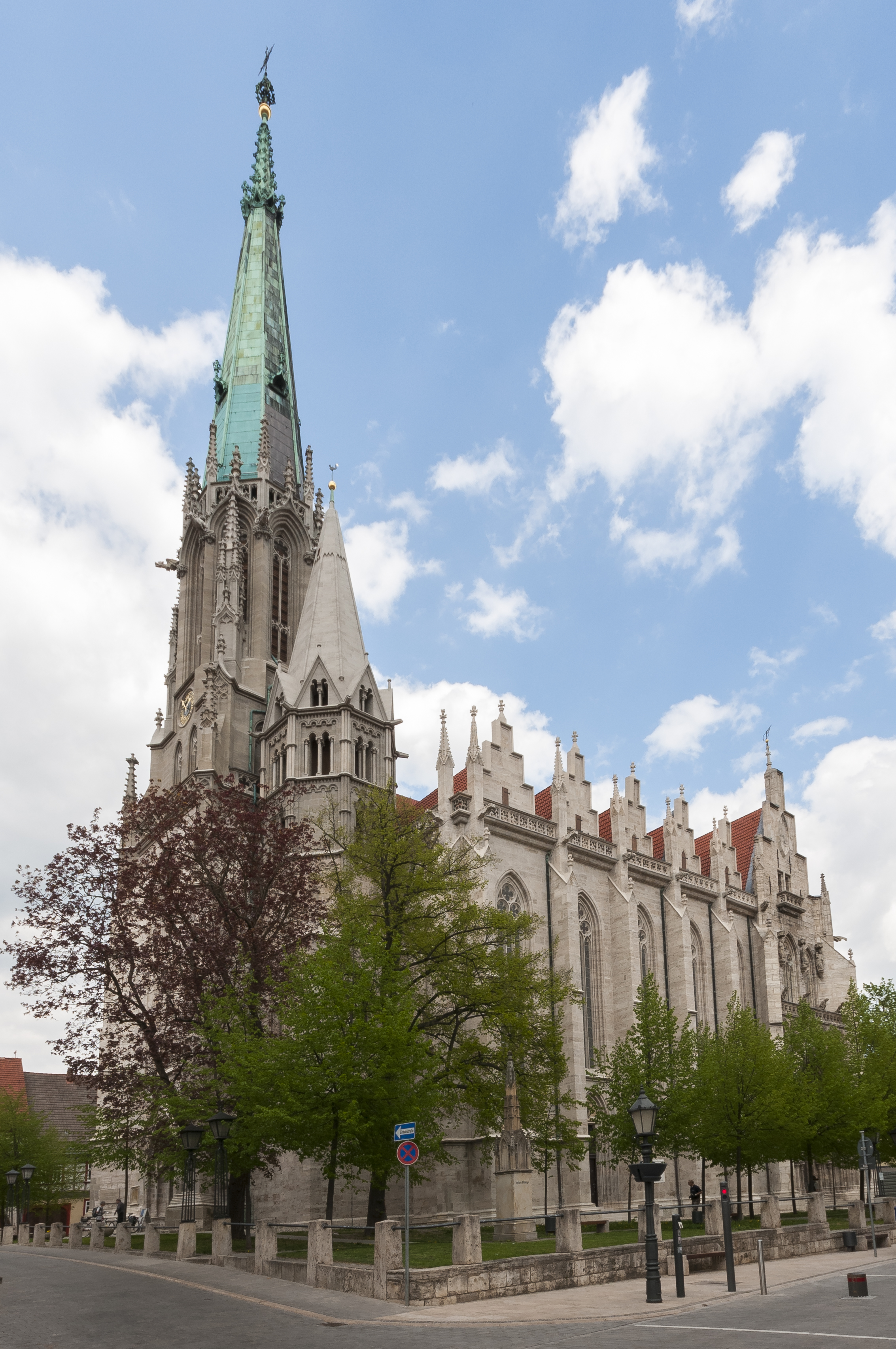
Die Marienkirche in Mühlhausen, wo sein Vater Pfarrer war

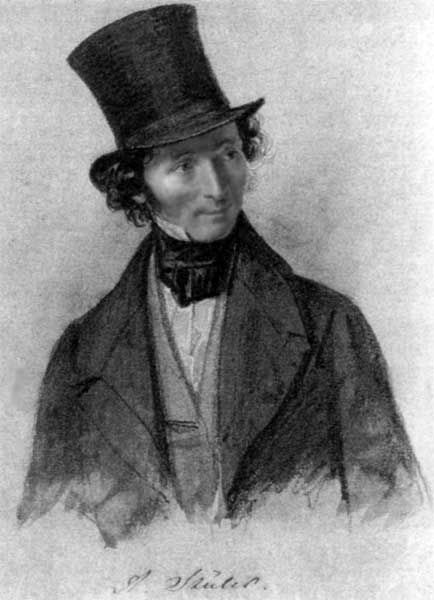
Friedrich August Stüler, 1840

Friedrich August Stüler stammte aus einem alten Patriziergeschlecht. Seine Vorfahren waren einflussreiche Kaufleute und Senatoren und Ratsherren der Stadt Mühlhausen in Thüringen. Der lutherische Kirchenlieddichter Ludwig Helmbold zählt ebenfalls zu seinen Vorfahren. Seine Eltern waren Johann Gottfried Stüler (1753–1821) und Johanna Friedericke Henriette Stüler geb. Reinhold (1773–1827).
Stüler studierte ab 1818 in Berlin und gehörte zu den Schülern Karl Friedrich Schinkels. 1829 und 1830 bereiste er zusammen mit dem befreundeten Eduard Knoblauch und dem Dresdner Architekten Woldemar Hermann (1807–1878), den er in Berlin kennengelernt hatte, Frankreich und Italien. Mit Heinrich Strack reiste er 1831 nach Russland. Er wurde dann Hofbauinspektor und 1832 preußischer Hofbaurat und Direktor der Schlossbaukommission. 1837 fertigte er Pläne zum Wiederaufbau des Winterpalasts in Sankt Petersburg an. Diese wurden aber nicht ausgeführt, weil Zar Nikolaus I. anstatt des von Stüler geplanten romantischen Neorenaissance-Neubaus das ursprünglich barocke Schloss wiederaufbauen ließ. Unter König Friedrich Wilhelm IV. eröffnete sich ihm ein bedeutender Wirkungskreis, 1842 wurde er von ihm zum Architekten des Königs ernannt. Er gehört zu den Gründern des Architektenvereins zu Berlin.
In Gesamtkonzeption seiner Kirchenbauten (etwa in der Ausformung von Basilika und Campanile) ging Stüler auf die Vorstellungen Friedrich Wilhelm IV. ein, der durch Beschäftigung mit der Architektur Italiens, geprägt von seiner ersten Italienreise 1828 und angeregt vom 1822–1828 von Johann Friedrich Cotta in München herausgegebenen Stichwerk Denkmale der christlichen Religion, aufgenommen von den Architecten J. G. Gutensohn und J. M. Knapp, Formen der Antike und Renaissance im „Preußischen Arkadien“ umzusetzen suchte.
Auch in der Rückbesinnung auf frühchristliche Motive, die Urkirche und ihre Liturgie sah der König einen Ausweg aus (kirchen)politischen Problemen. Wie der Campanile der römischen Kirche Santa Maria in Cosmedin für die Potsdamer Friedenskirche als direktes Vorbild fungierte, gibt es auch andere Beispiele nach dieser Art. Stüler übernahm bei der Ausführung der Friedenskirche nach dem Tod von Ludwig Persius die Oberbauleitung. Auch durch seine gemeinsame Reise mit Friedrich Wilhelm IV. nach Italien im Winter 1858/1859 (ebenso wie mit Eduard Knoblauch bereits 1829/1830) war Stüler selbst geprägt von den Bauten des italienischen Mittelalters und Quattrocento. Ideen für gusseiserne Säulen (etwa in der Kapelle des Domkandidatenstifts eingesetzt) oder die im Neuen Museum angewandten Techniken dürften dabei eher auf seine vom König initiierte Studienreise 1842 nach Großbritannien zurückgehen. Die klassische Form der altchristlichen Basilika mit erhöhtem Mittelschiff und niedrigeren Seitenschiffen, der halbrunden Apsis im Osten und einem am Narthex im Westen vorgelagerten  Atrium ist zum Beispiel beim Berliner Domkandidatenstift an der Oranienburger Straße im Wesentlichen umgesetzt.
Vorbilder mehr oder weniger frei variierend, findet sich die Form des abgesetzten Glockenturms bei Stüler an einigen seiner Kirchenbauten für Berlin, unter anderem bei der 1844–1845 erbauten St.-Jacobi-Kirche an der Oranienstraße. Mit Pfarr- und Schulhaus am Atrium entlang der Straße gelegen, gibt der Ziegelbau auch einen vagen Eindruck vom Erscheinungsbild des im Zweiten Weltkrieg zerstörten Domkandidatenstifts. Nur äußerlich wiederhergestellt, vermittelt der in den 1950er Jahren durch Paul Emmerich und dessen Sohn Jürgen Emmerich neugestaltete Innenraum nicht mehr den „frühchristlichen Geist“, der der Gestaltung nach Vorbild von Santi Quattro Coronati in Rom ursprünglich zugrunde lag.
Vergleichbar, da nach dem Krieg von denselben Architekten umgestaltet, ist die St.-Matthäus-Kirche am heutigen Kulturforum in Berlin-Tiergarten, die Stüler im selben Jahr wie die St.-Jacobi-Kirche in Angriff nahm. Direkt durch einen Kirchenbauverein der Nachbarschaft beauftragt, löste sich Stüler dort etwas von puristischen Vorbildern, orientierte sich in der Dachform eher an Danziger Kirchen und gliederte den Turm, auch aufgrund begrenzten Raums, in das Mittelschiff ein.
Weitere Kirchenbauten Stülers sind, neben der zerstörten und für den Bau der Stalinallee abgetragenen Markuskirche, die 1854–1858 am Königstor in Nähe des Friedrichshains errichtete St.-Bartholomäus-Kirche (äußerlich mit nicht mehr dreigeteiltem Dach erhalten), die Kirche St. Peter und Paul auf Nikolskoe (bereits 1834–1837 mit Albert Dietrich Schadow), die 1860 eingeweihte Trinitatiskirche in Köln und zahlreiche Dorfkirchen wie die am Stölpchensee (1858–1859).
Gerade die neogotisch geprägte Kirche St. Bartholomäus zeigt, dass Stüler auch als Architekt des Übergangs bezeichnet werden kann, nämlich zwischen Klassizismus und Historismus. Bei seinen 1844–1856 entstandenen Erweiterungsbauten für die Johanniskirche in Berlin-Moabit (Portikus, Pfarr- und Schulhaus mit Arkadenverbindung und freistehendem Glockenturm) als Ergänzung einer der Berliner Vorstadtkirchen Schinkels, zeigte Stüler erneut das vom König favorisierte Prinzip und erwies sich als „würdiger Nachfolger“ seines Lehrers, wobei er selbst das bis heute übliche Etikett des Schülers ablehnte.
Nicht verwirklicht hingegen wurden die Pläne Stülers für den Neubau des Berliner Doms, neben dem Weiterbau des Kölner Doms auch eine der „Herzensangelegenheiten“ Friedrich Wilhelms IV. Nach ersten klassischen Basilika-Entwürfen 1842 stand am Ende ein Entwurf mit Kuppel, dessen Finanzierung und Ausführung, so der Apsisfundamentierung in der Spree, bereits begonnen war, bevor Wilhelm I. die Planungen seines nun umnachteten Bruders nach ersten Stockungen infolge der Revolution 1848 zehn Jahre später einstellen ließ.
Über die Zusammenarbeit mit dem König sagte Stüler 1861 in einer Rede auf dem Schinkelfest: „Bei … den meisten Bauten begnügte sich der König nicht damit, dem Künstler nur Aufgaben zu stellen und die Bearbeitung seinem Talent zu überlassen, es drängte ihn zur lebendigsten Teilnahme an der Bearbeitung, wenn nicht zur Leitung derselben. So liebte er, die Grundidee der auszuführenden Bauwerke, mehr oder minder ausgearbeitet, in kleinem Maßstab selbst zu skizzieren und die weitere Ausarbeitung dem Architekten zu übertragen.“

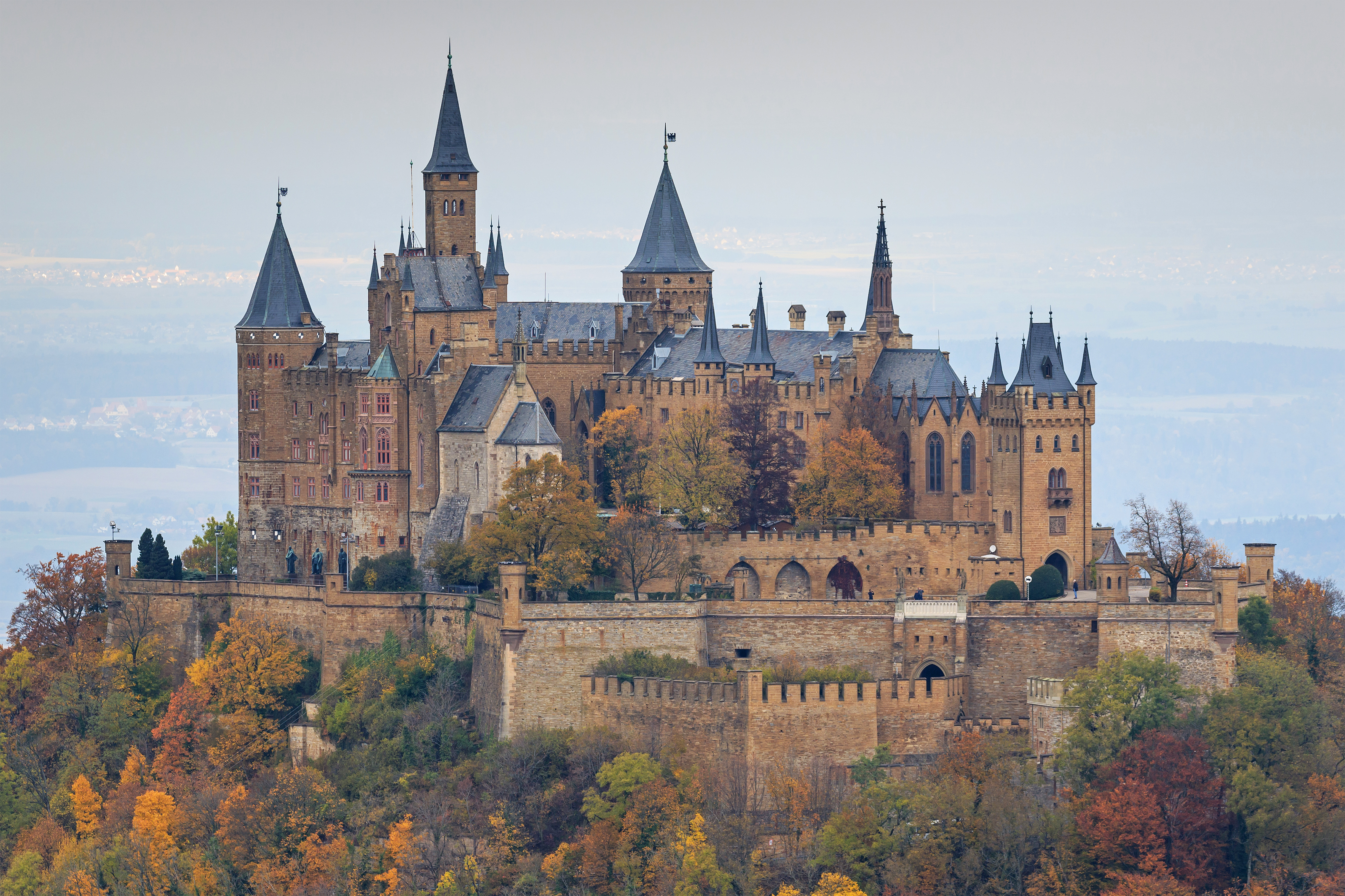
Burg Hohenzollern bei Hechingen

Als besonderes Prestigeobjekt kann der Wiederaufbau der Burg Hohenzollern bei Hechingen ab 1850 betrachtet werden. Den Auftrag dazu erteilte ihm König Friedrich Wilhelm IV. 1844, die Planung und Ausführung legte Stüler in einer eigenen Schrift 1867 nieder. Es handelt sich dabei um die Stammburg des gleichnamigen Fürstengeschlechts, aus dem auch die preußischen Könige hervorgegangen sind. Die Auftraggebung und Finanzierung erfolgten zu zwei Dritteln durch das preußische Königshaus und zu einem Drittel durch das Haus Hohenzollern-Sigmaringen. Parallel zu diesen Arbeiten fertigte Stüler auch die Pläne für die evangelische Pfarrkirche St. Johannes in Hechingen (vollendet 1857) an.
Weitere Berliner Profanbauten in Stülers Werk sind die üblicherweise als „Stülerbauten“ bezeichneten Gardekasernen des Gardes-du-Corps-Regiments gegenüber dem Schloss Charlottenburg, das im Rahmen seiner Gesamtplanungen für die Museumsinsel entstandene Neue Museum und die nach seinem Tod durch Johann Heinrich Strack ausgeführte Alte Nationalgalerie – in den Worten Friedrich Wilhelms IV. eine „ästhetische Kirche“. Als Architekt des Königs entwarf Stüler auch die Kuppel des Stadtschlosses.
Einer der engsten Mitarbeiter Stülers war der „Hof-Zimmermaler“ Georg Sievers, Schwiegersohn von Schinkels bevorzugtem Hoftischler Karl Wanschaff und Großvater des bekannten Schinkel-Forschers und Kunsthistorikers Johannes Sievers.

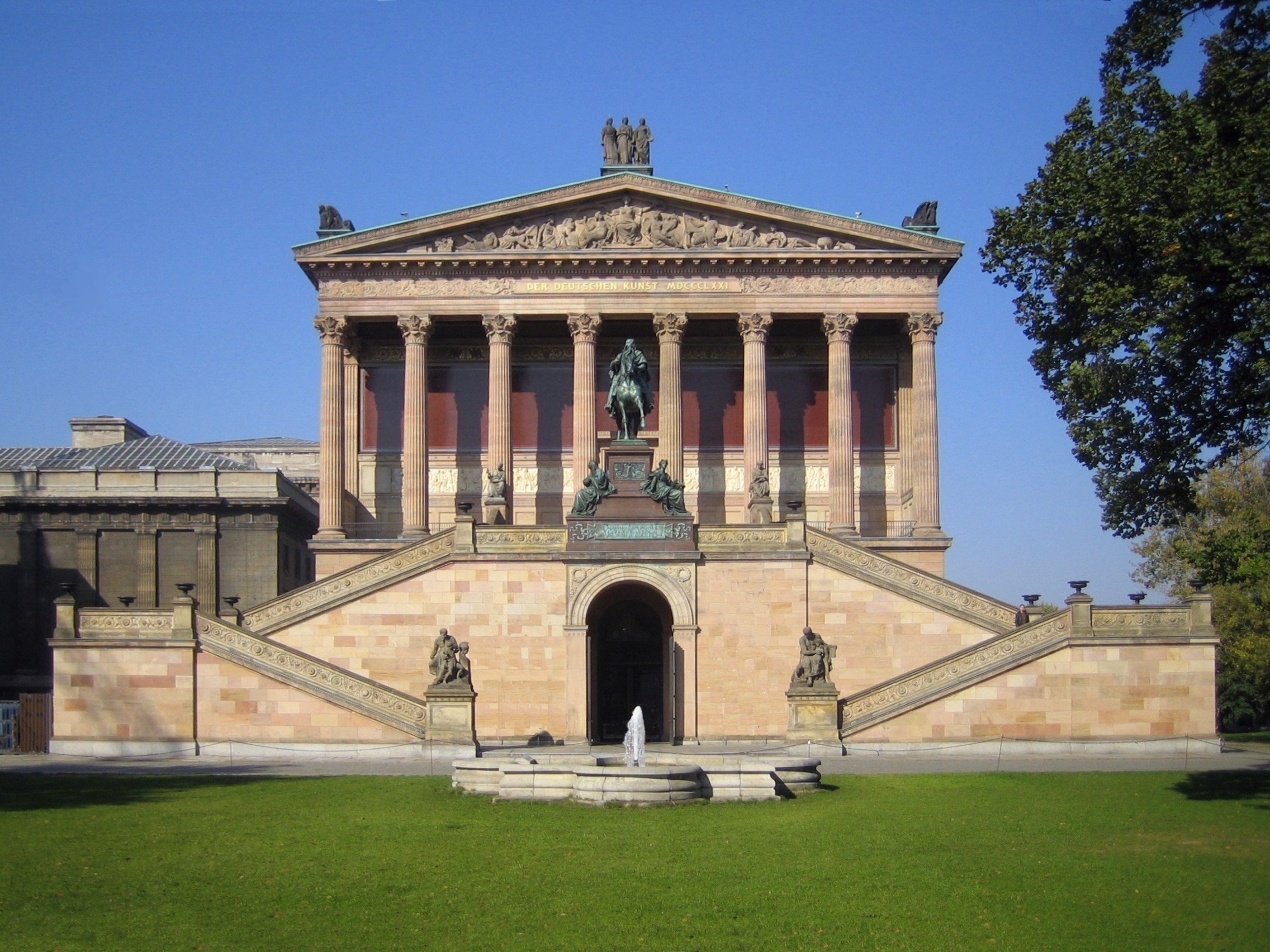
Alte Nationalgalerie, Berlin

Andere Bauten Stülers sind die Alte Börse am Paulsplatz in Frankfurt am Main (1843), mehrere Prachtanlagen im Park von Sanssouci, die Nikolaikirche zu Potsdam, das Lutherhaus in Wittenberg, die Vollendung des großherzoglichen Schlosses zu Schwerin, der Neubau der Albertus-Universität Königsberg am Paradeplatz, der Turm der Marienkirche in seiner Heimatstadt Mühlhausen sowie der neugotische Turmhelm des Schlossturms in Königsberg, das Schwedische Nationalmuseum in Stockholm und die Ungarische Akademie der Wissenschaften in Budapest. Außerdem lieferte er eine Menge dekorativer Zeichnungen für Gusswerke, Porzellangefäße, Silberarbeiten und andere kunsthandwerkliche Arbeiten.
Der König von Bayern Maximilian II. Joseph stiftete anlässlich seines Geburtstages am 28. November 1853 den Maximiliansorden für Wissenschaft und Kunst. Friedrich August Stüler gehörte zu den deutschen Gelehrten und Künstlern, die noch am Tag der Stiftung ausgezeichnet wurden.
Neben seiner Auszeichnung mit der Royal Gold Medal des Royal Institute of British Architects (RIBA) im Jahr 1858 wurde Stüler am 17. August des gleichen Jahres Mitglied des preußischen Ordens Pour le Mérite für Wissenschaft und Künste. Seit 1847 war er assoziiertes Mitglied der Académie royale des Sciences, des Lettres et des Beaux-Arts de Belgique in Brüssel. 1864 wurde er als auswärtiges Mitglied in die Pariser Académie des Beaux-Arts aufgenommen.
Stüler war von 1849 bis zu seinem Tod einer der Direktoren der Berliner Bauakademie. Ihn ereilte „ein plötzlicher Tod am Abend des 18. März [1865] im Saale der Akademie […], wohin er sich eben zu einer Senatssitzung in voller Gesundheit begeben hatte“.
Stülers Grabstätte – heute ein Ehrengrab der Stadt Berlin – befindet sich auf dem Friedhof der Dorotheenstädtischen und Friedrichswerderschen Gemeinden in der Abteilung CAL, G2. An Stüler erinnert die nach ihm benannte Stülerstraße im Berliner Regierungsviertel. In seiner Geburtsstadt Mühlhausen existiert ebenfalls seit 1887 eine Stülerstraße. 2012 wurde für wissenschaftliche Projekte, die die Arbeit der Mühlhäuser Museen unterstützen, vom Freundeskreis der Mühlhäuser Museen erstmals der „Friedrich-August-Stüler-Förderpreis“ vergeben.

## Familie

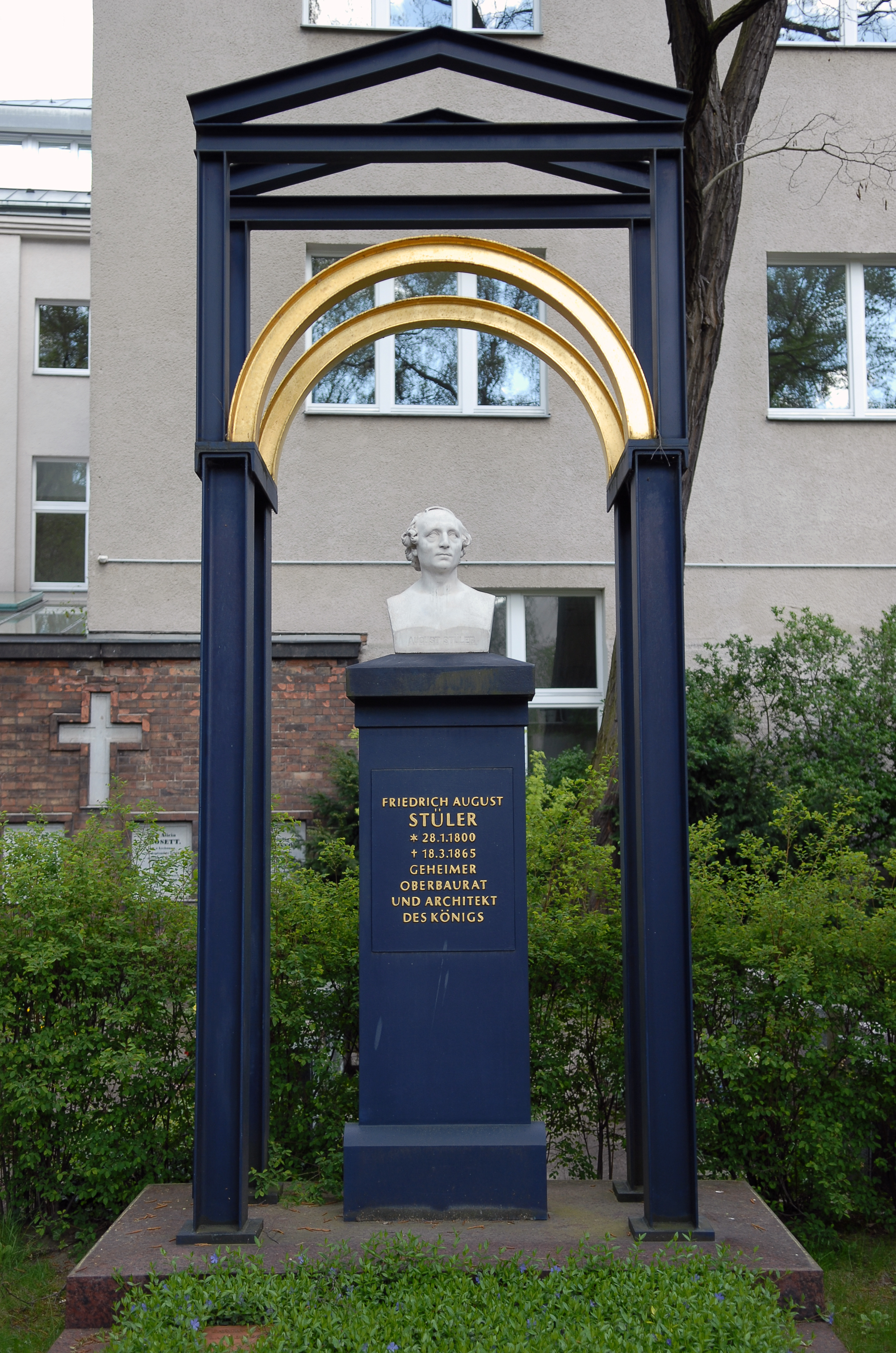
Grab Stülers

Stüler heiratete 1834 in Aschaffenburg Caroline von Mieg (1807–1880), die Tochter des bayerischen Diplomaten und Politikers Arnold Friedrich von Mieg (1778–1842) und Nichte der Erzieherin Philippine Stüler (1784–1862). Aus der Ehe gingen drei Töchter und vier Söhne hervor, von denen einer früh verstarb.
- Elisabeth (1840–1905)
- Arnold (1841–1914), Architekt in Berlin, Düsseldorf, Posen und Koblenz, Postbaurat, Geheimer Oberbaurat
- Marie (1844–1913), Malerin
- Hermann (1846–1914), Architekt in Berlin, Entomologe
- Therese (1847–1928), Malerin, Sängerin, Pianistin, verheiratet mit Hermann Martin Müller (1838–1901), Architekt in Berlin (Enkel: Dietrich Müller-Stüler)
- Franz (1852–1943), Arzt in Niemegk (Kreis Belzig) und Berlin, Geheimer Medizinalrat

Die Söhne Arnold, Hermann und Franz waren mit drei Töchtern des Mühlenbauingenieurs und ersten Rektors der Technischen Hochschule Berlins Hermann Wiebe verheiratet.

## Werk

### Bauten und Entwürfe

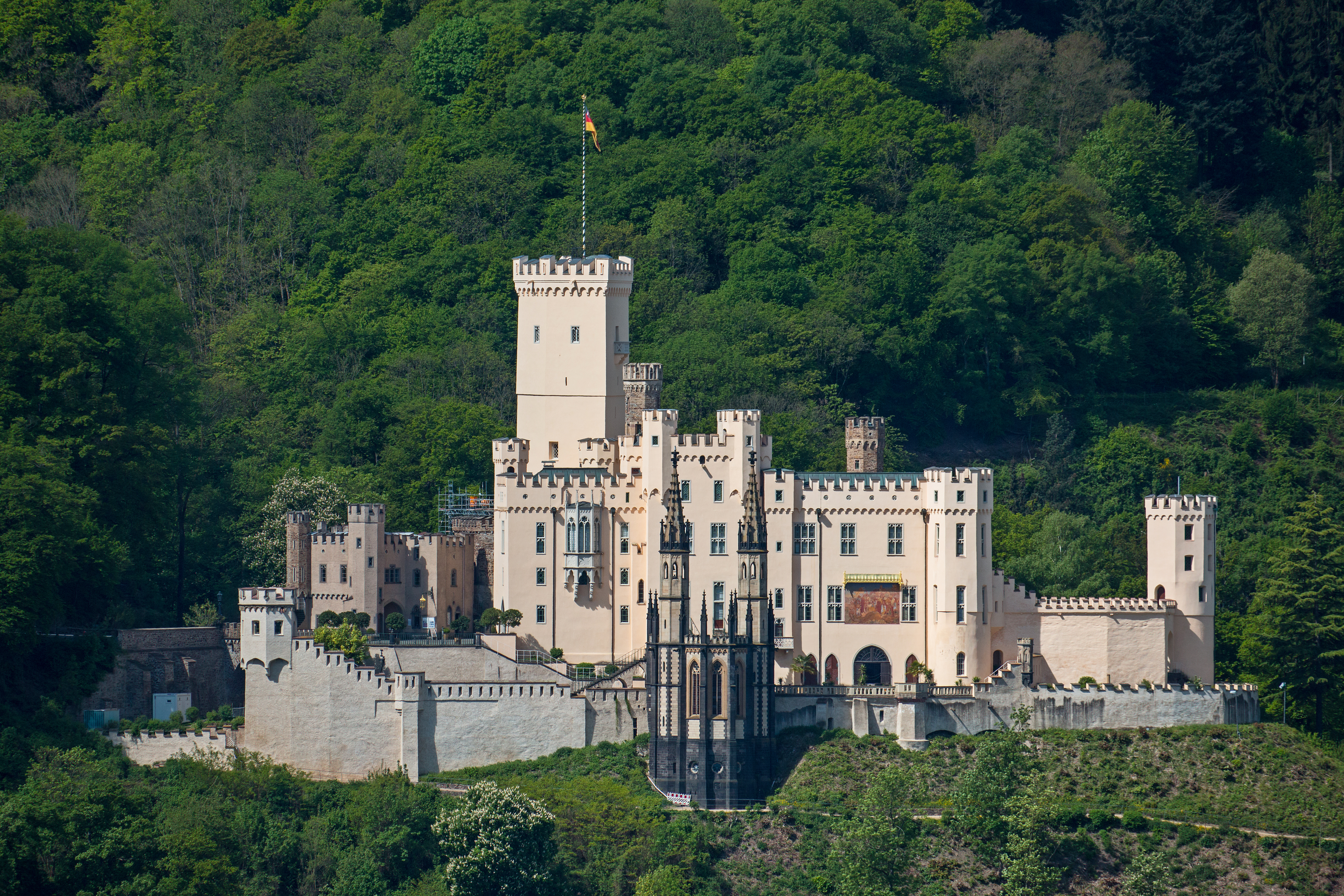
Schloss Stolzenfels bei Koblenz

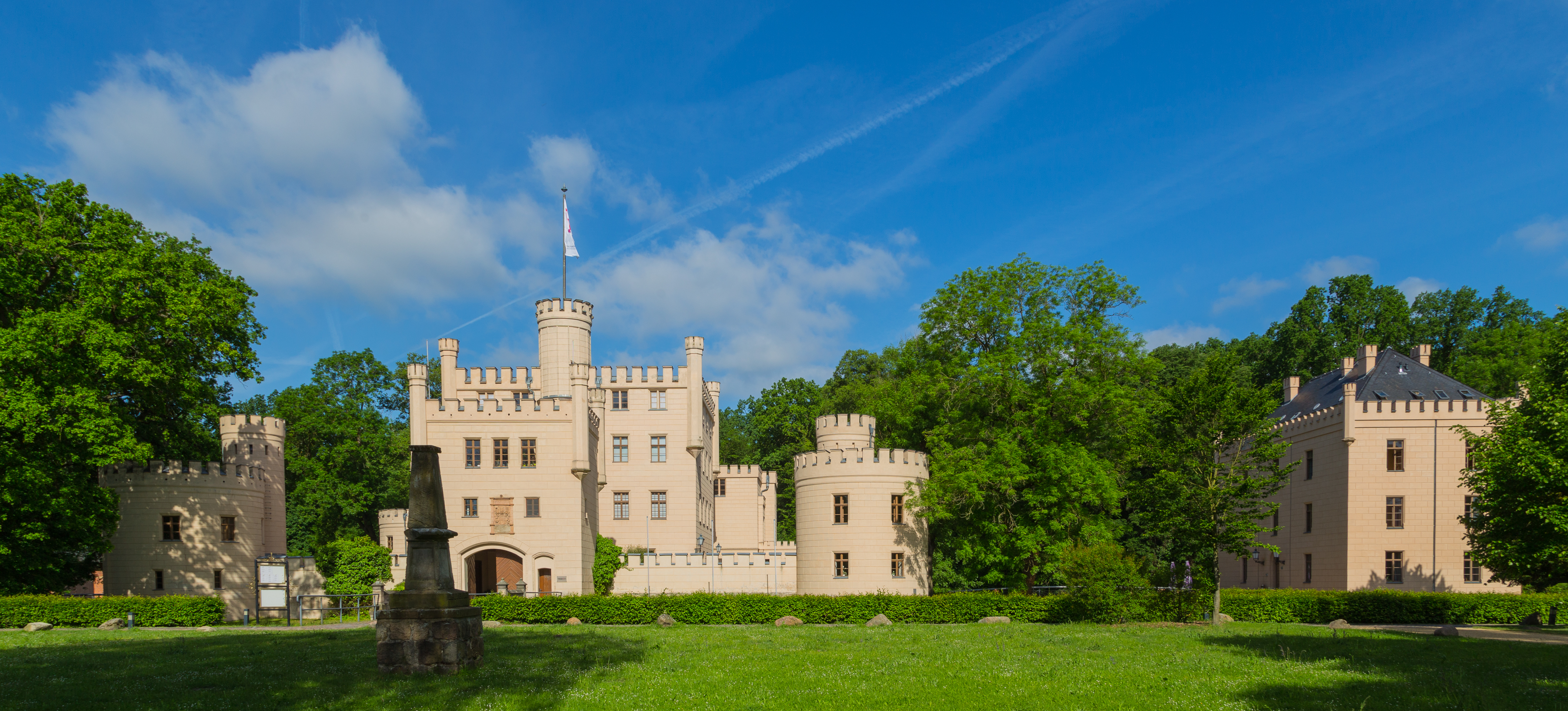
Jagdschloss Letzlingen

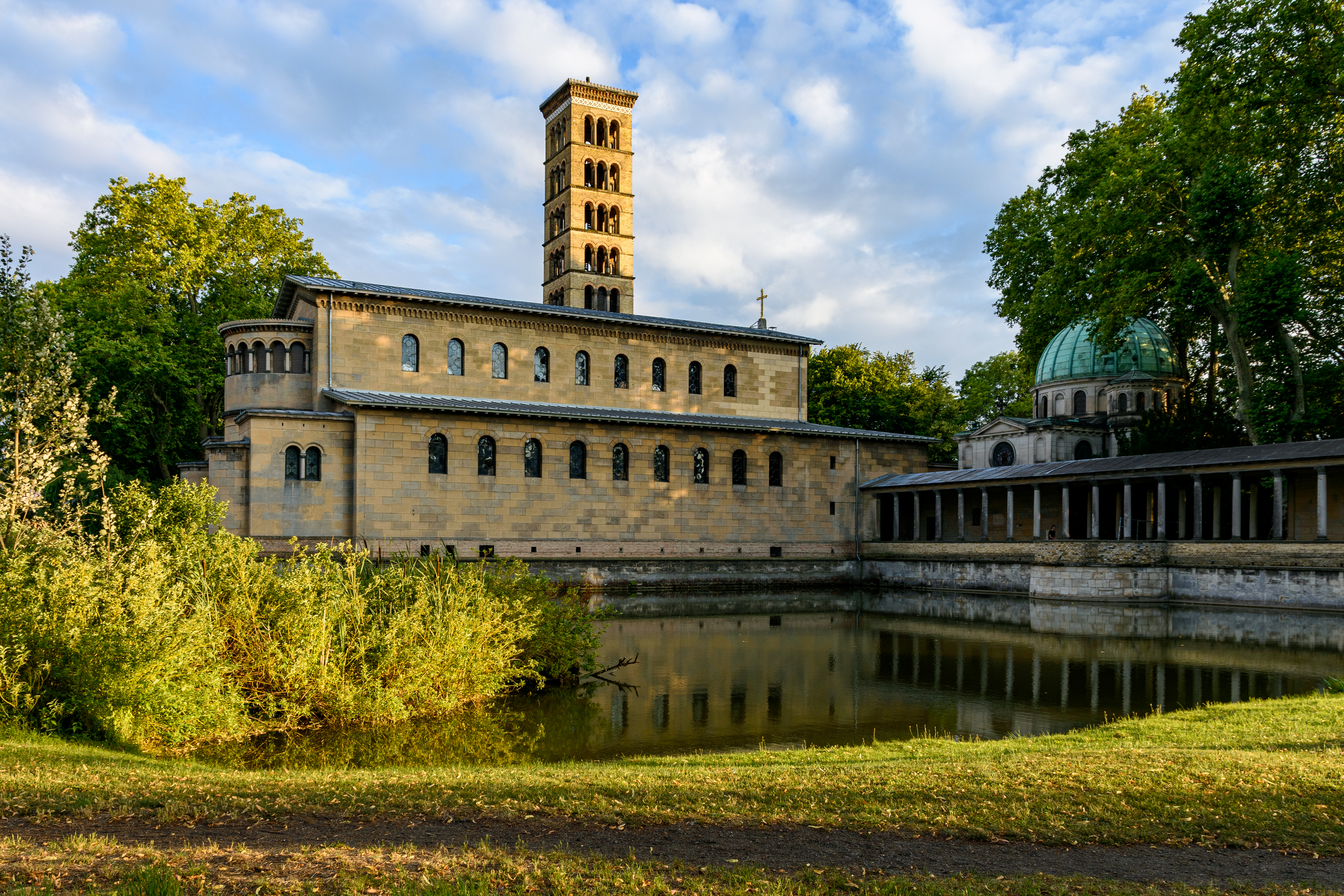
Friedenskirche (Potsdam)

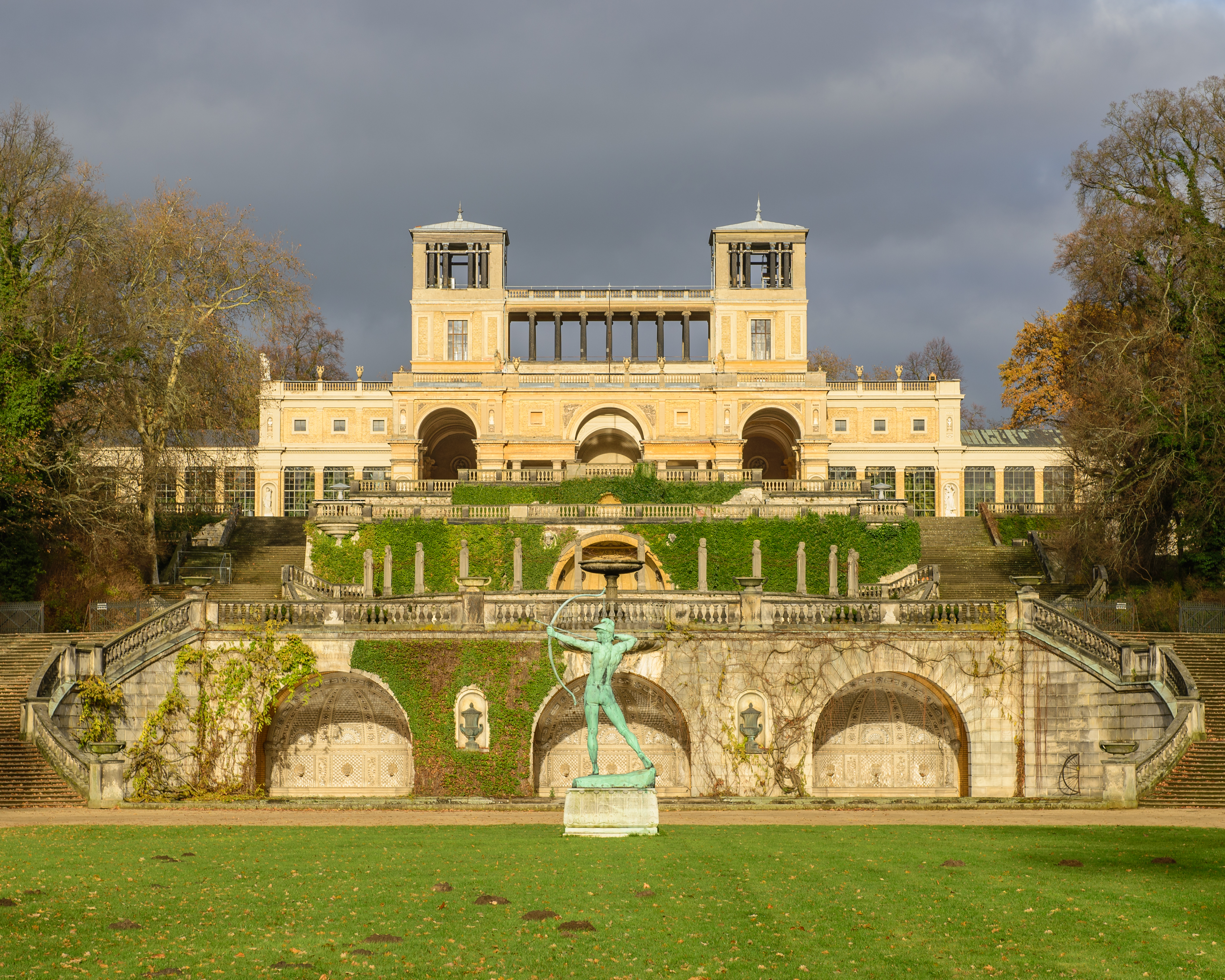
Orangerie in Potsdam

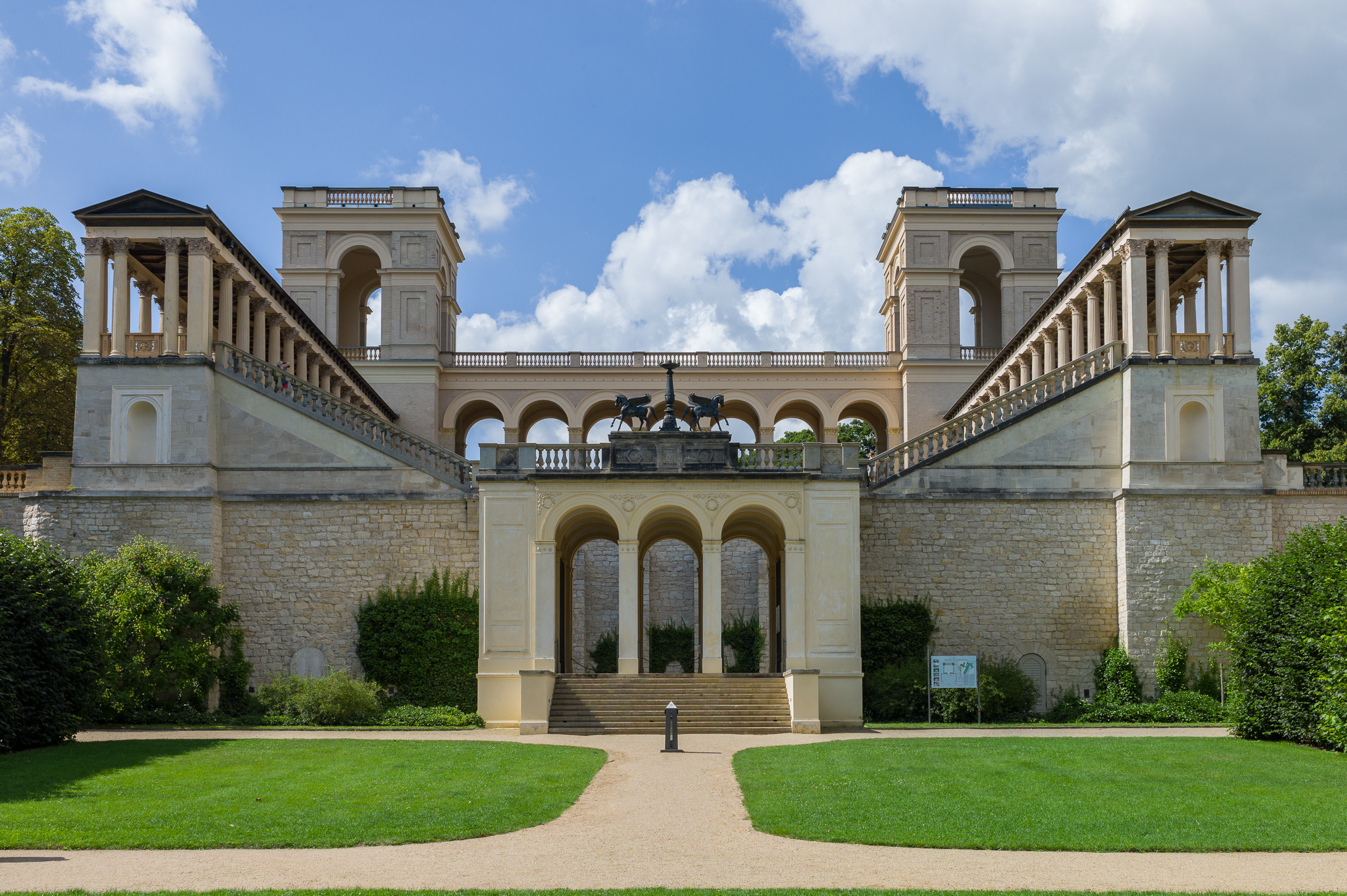
Belvedere auf dem Pfingstberg, Potsdam

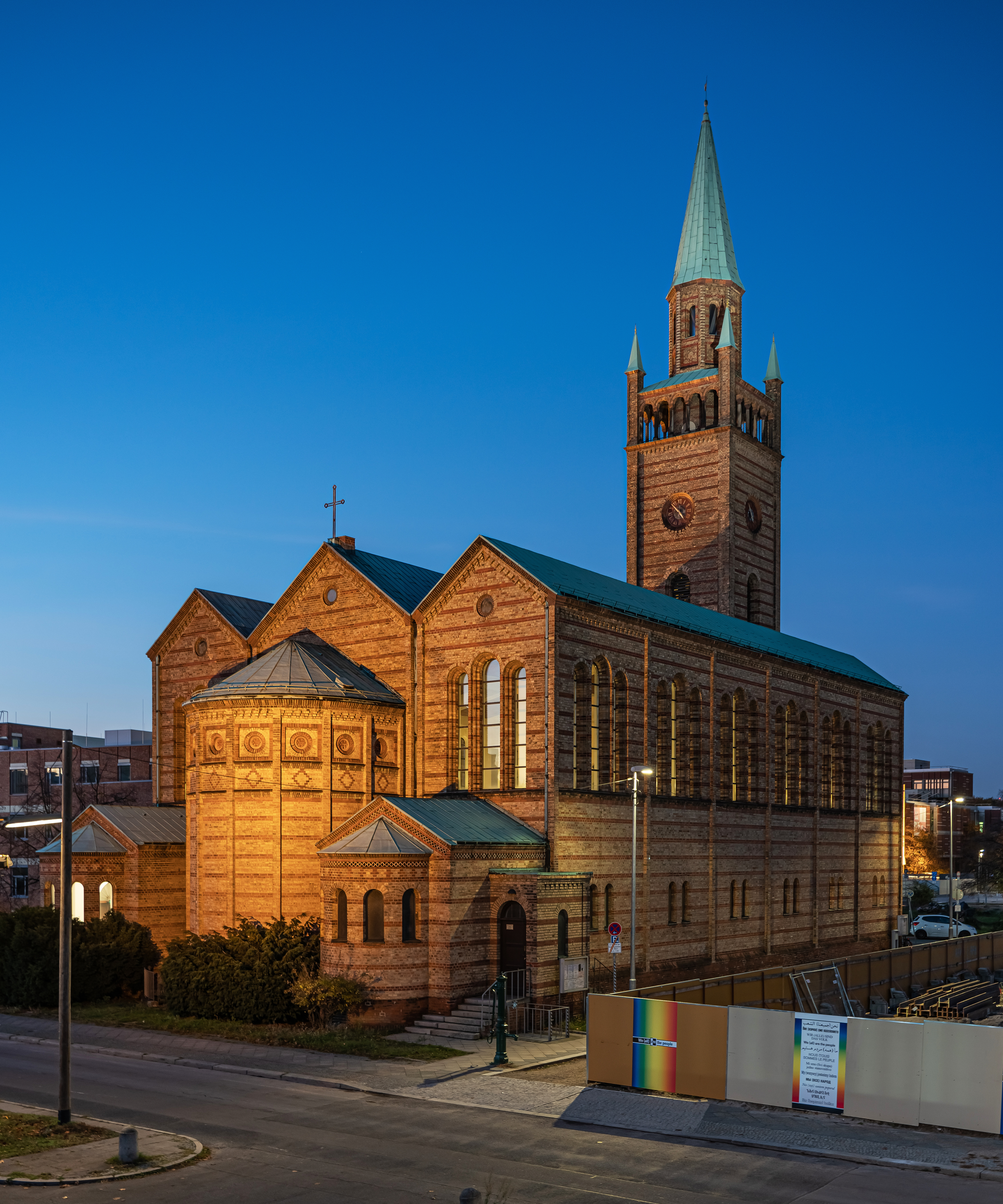
St.-Matthäus-Kirche (Berlin-Tiergarten)

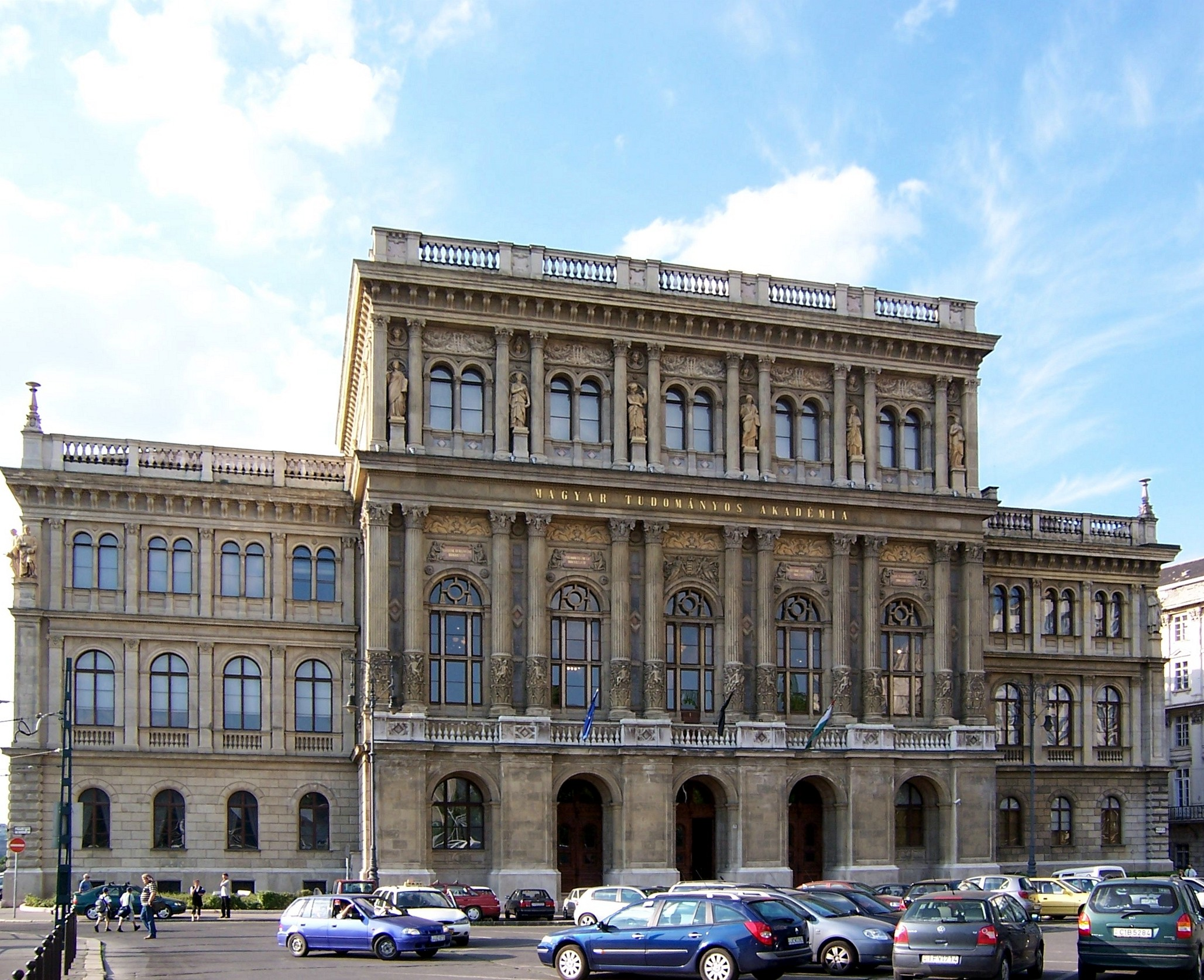
Akademie der Wissenschaften, Budapest

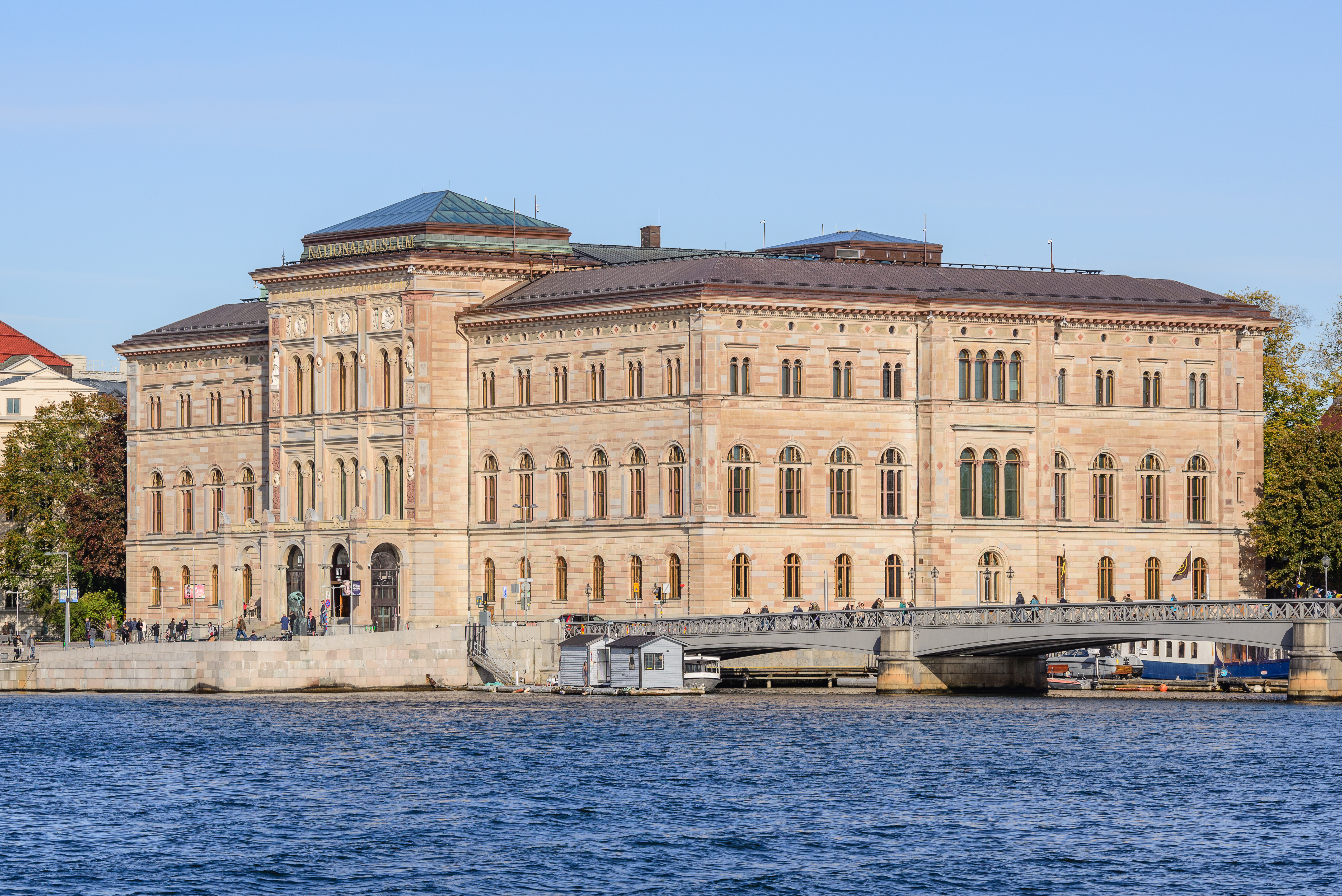
Schwedisches Nationalmuseum, Stockholm

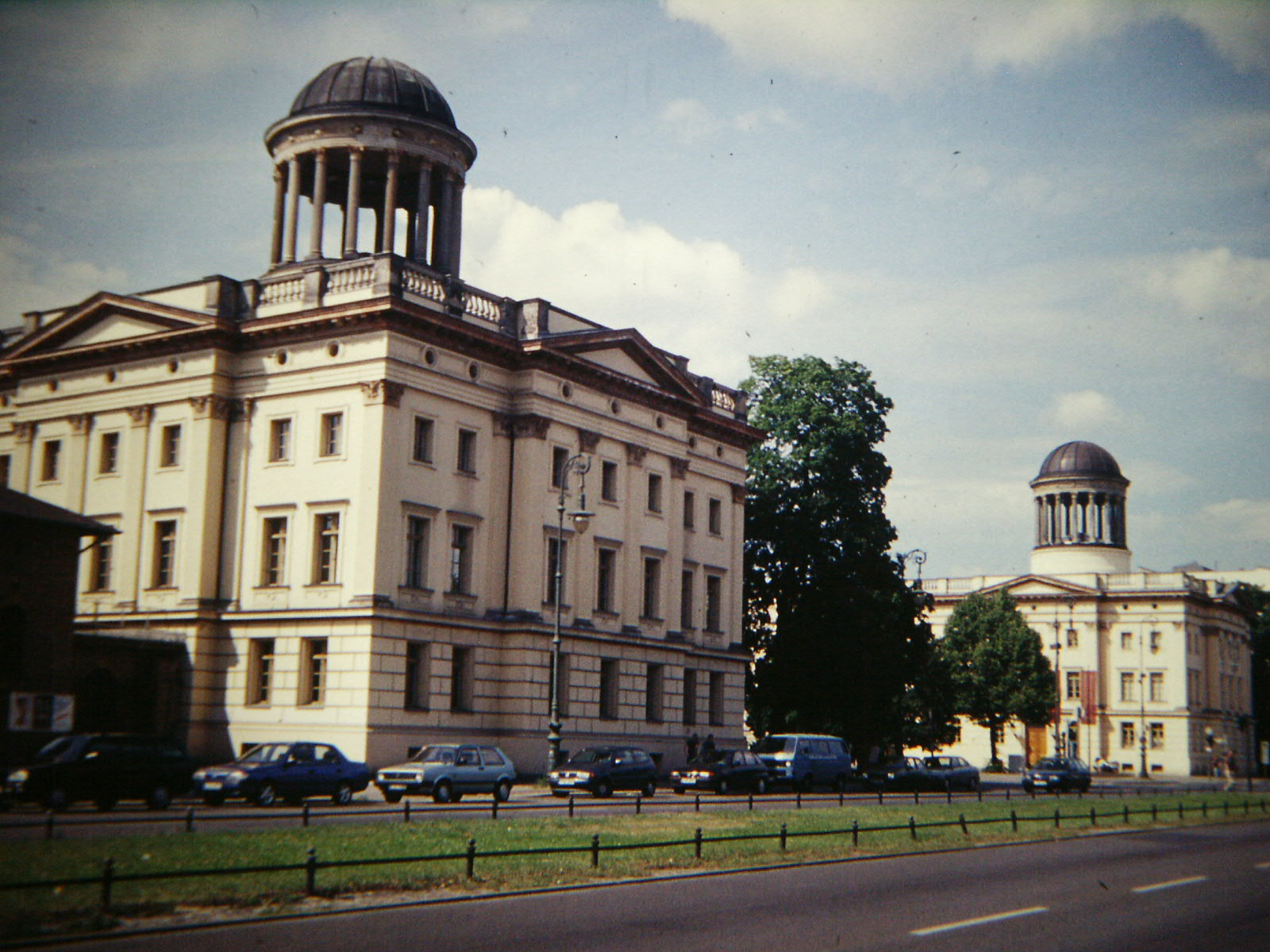
Gardes du Corps-Bauten gegenüber Schloss Charlottenburg, Berlin (heute Sammlung Scharf-Gerstenberg und Museum Berggruen)

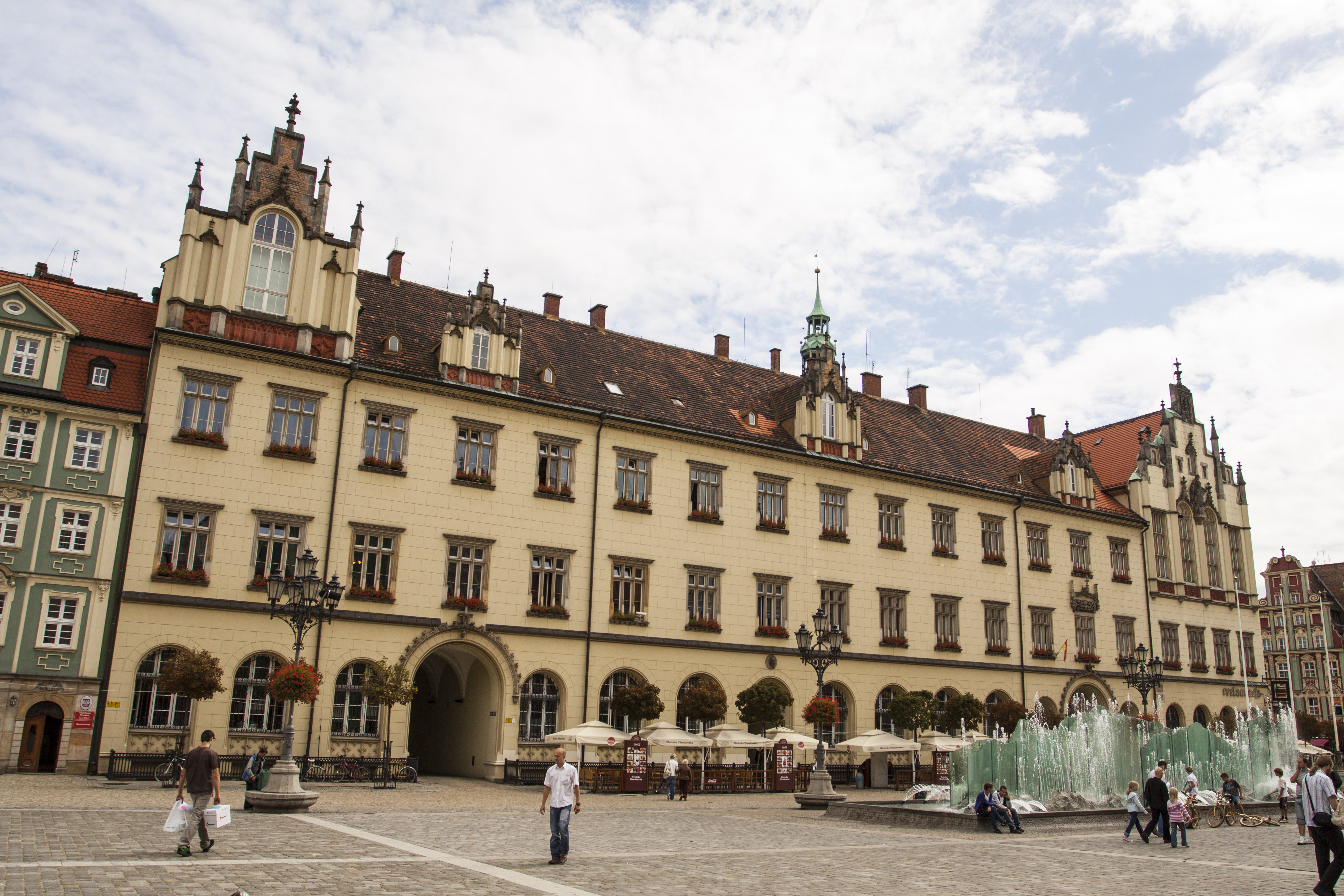
Neues Rathaus (Breslau)

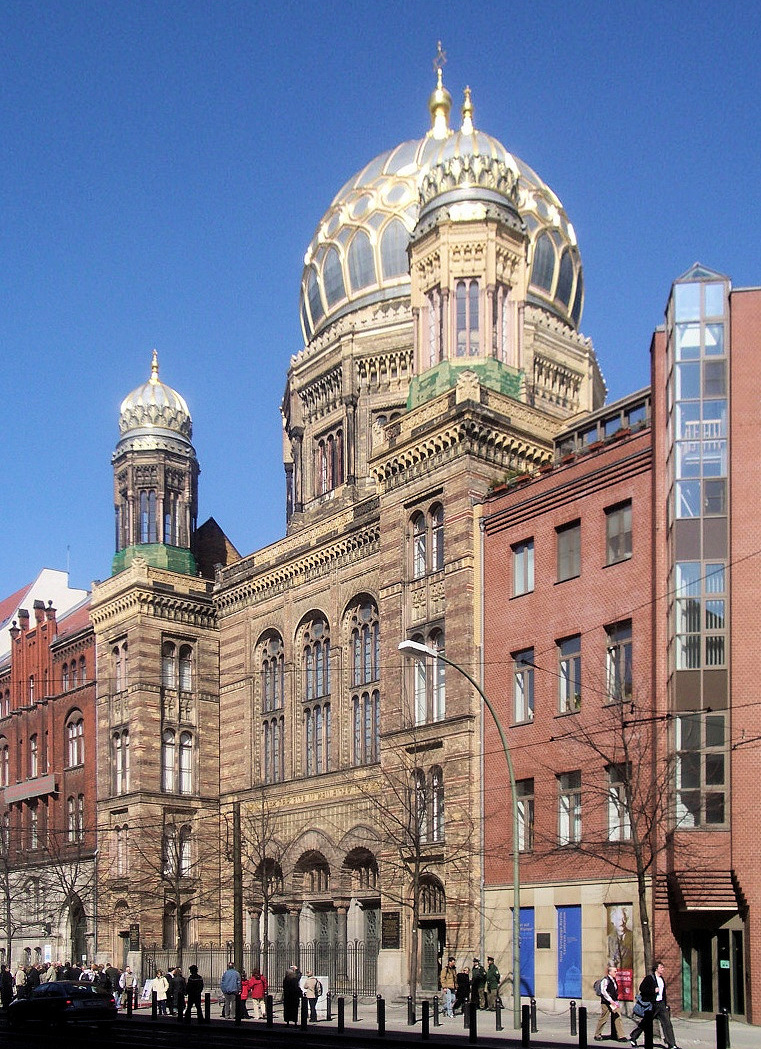
Neue Synagoge in Berlin-Mitte

- 1827–1831: vermutlich der Wiederaufbau der Dorfkirche Parchen
- 1837: Pläne zum Wiederaufbau des Winterpalais in Sankt Petersburg
- 1834–1837: St. Peter und Paul auf Nikolskoje, Berlin-Zehlendorf
- 1834 (1853–1855): Dorfkirche Basedow, Um- und Erweiterungsbauten
- 1835–1839: Neuromanische Kirche St. Antonius in Neusalz an der Oder
- ab 1836: Schloss Blumberg bei Berlin-Ahrensfelde (zerstört im Zweiten Weltkrieg)
- 1837–1839: Neugestaltung von Schloss Basedow
- 1839–1843: Schloss Arendsee
- 1840: Umbau des Moskowitersaals in Königsberg
- 1840–1844: Kirche St. Marien in Rothenburg (Saale)
- 1840–1850: Neugotischer Umbau von Schloss Broock im gleichnamigen Ort Broock in Vorpommern
- 1841–1847: Leitung beim Wiederaufbau von Schloss Stolzenfels (1841–1842) bei Koblenz, Pläne für die Schlosskapelle (1843–1847)
- 1842–1845: Umbau des Kurfürstlichen Schlosses in Koblenz
- 1842–1845: Bauliche Ergänzungen an der Franziskaner-Klosterkirche in Berlin
- 1843: Entwurf zur St. Dionysius-Kirche Hundeshagen
- 1843–1844: Jagdschloss Letzlingen im Stil der Neugotik
- 1843–1846: Dorfkirche in Mehlauken
- 1843–1855: Neues Museum in Berlin-Mitte
- 1844–1845: St.-Jacobi-Kirche in Berlin-Kreuzberg (ehemals Luisenstadt)
- 1844–1846: schuf zusammen mit Johann Gottfried Steinmeyer die Entwürfe für die Schlosskirche und die Orangerie Putbus[11]
- 1844–1846: Haus Sommer / Palais Liebermann neben dem Brandenburger Tor[12] (zerstört)
- 1844–1846: St.-Matthäus-Kirche, Berlin
- 1844–1863: Universität Königsberg
- um 1845: Stülerbau des Breslauer Stadtschlosses (ausgebrannt 1945, abgetragen nach 1970)
- 1845: Evangelische Kirche Wiehl-Drabenderhöhe
- 1845: Oberstes Geschoss des Düsseldorfer Schlossturms
- 1845: Joachim-Friedrich-Gedenkstätte bei Grünau[13]
- 1845: Schildhorn-Denkmal in Berlin als künstlerische Umsetzung der Schildhornsage
- 1845–1849: Armen- und Arbeitshaus zu Anklam; (Entwurf für ein Anklamer Rathaus nicht ausgeführt)[14]
- 1845–1854: Friedenskirche in Potsdam
- 1846: Planungen zur Sanierung der Marienkirche in Mühlhausen, wo sein Vater Pfarrer war (erst ab 1884 umgesetzt)
- 1846–1856: Innenraumgestaltung der rekonstruierten römischen Palastaula (sog. Basilika), Trier (zerstört)
- 1847: Evangelische Kirche Grottkau
- 1847–1849: Evangelische Pfarrkirche in Birkenwerder[15] (Lage)
- 1847–1853: Schloss der Fürsten Radolin in Jarotschin
- 1847–1863: Belvedere auf dem Pfingstberg, Potsdam
- 1848–1852: Kirche in Caputh
- 1848–1853 Ida-Denkmal und Entwurf zum Marstall in Bad Liebenstein, ebenso dekorative Entwürfe für Möbel für Herzog Georg II.
- 1849–1850: Schaufassade der Stadtkirche Kyritz
- 1848–1866: Schwedisches Nationalmuseum Stockholm
- 1850: Torhaus der Landesschule Pforta
- 1850: Grablege für den Generalleutnant Friedrich Wilhelm von Rauch auf dem Invalidenfriedhof Berlin
- 1850–1867: Burg Hohenzollern
- 1851: Schweriner Schloss (gemeinsam mit Gottfried Semper, Georg Adolf Demmler und Ernst Friedrich Zwirner)
- 1851: Triumphtor am Mühlenberg, Potsdam (gemeinsam mit Ludwig Ferdinand Hesse)
- 1851–1857: Weichselbrücke Dirschau
- 1851–1857: Nogatbrücke
- 1851–1864: Orangerie in Potsdam
- 1852–1853: Dorfkirche Brodowin[16] (Lage)
- 1852–1853: Grabdenkmal für Müffling in Erfurt (Brühler Garten)
- 1852–1855: Dorfkirche Langen
- 1852–1859: Gardekasernen des Regiments „Garde du Corps“ gegenüber Schloss Charlottenburg, Berlin-Charlottenburg
- 1853: Stadtkirche St. Johannis in Niemegk
- 1853–1855: Martin-Luther-Kirche, Hennigsdorf[17] (Lage)
- 1853–1855: Nikolaikirche Oderberg[18] (Lage)
- 1854: Grabmal des Grafen Anton zu Stolberg-Wernigerode, Wernigerode
- 1854–1855: Bornstedter Kirche, Potsdam
- 1854–1858: Marstall in Meiningen (gemeinsam mit August Wilhelm Döbner)
- 1854–1860: Stadtkirche in Peitz
- 1854–1861: Turm der St.-Marien-Kirche in Königsberg/Neumark[19]
- 1855–1858: Dorfkirche Reitwein
- 1855–1861: Altes Wallraf-Richartz-Museum, Köln (zerstört), gemeinsam mit Josef Felten und Julius Carl Raschdorff
- 1856: Denkmal für drei Generäle (L’Estocq, Diericke, Bennigsen) in Preußisch Eylau
- 1856: Dorfkirche Hammer[20] (Lage)
- 1856: Steuerhäuser an der Charlottenburger Brücke
- 1856–1858: Heilig-Geist-Kirche, Werder an der Havel
- 1856–1858: St.-Johannis-Kirche, Memel (zerstört)
- 1857: Evangelische Pfarrkirche St. Johannes, Hechingen
- 1857: Erweiterung der von Schinkel 1835 errichteten Kirche St. Johannis in Berlin-Moabit (Portikus, Säulengang, Pfarrhaus und Kirchturm)
- 1857–1860: Trinitatiskirche in Köln
- 1857–1867: Restaurierung der St.-Bartholomaei-Kirche in Demmin (vollendet unter Bartholomaeus Weber)
- 1858–1859: Dorfkirche von Stolpe (heutige Kirche am Stölpchensee), Berlin-Wannsee[21]
- 1858–1859: Grabkapelle in Steinfurth zu Ehren der Caroline von Bismarck-Bohlen[22]
- 1858–1860: Entwürfe für die evangelische Garnisonkirche in Neiße, 1884 verworfen und nach den Plänen von August Orth 1885–1886 erbaut[23]
- 1858–1874: Domkandidatenstift in Berlin-Mitte (vollendet unter Stüve)
- 1858–1864: Neues Rathaus in Breslau
- 1859: Umbau Schloss Prötzel
- 1859: Schloss Groß Dammer
- 1859: Entwurf für die Dorfkirche Kalkberge in Rüdersdorf bei Berlin, erbaut 1869–1873
- 1859–1860: Brandenburger Tor in Königsberg
- 1859–1861: Schlosskirche des Jagdschlosses Letzlingen (Entwurf von 1853)
- 1859–1862: Dorfkirche Pinnow (Oberhavel)[24] (Lage)
- 1859–1866: Neue Synagoge in Berlin-Mitte
- 1860: Fachwerkkirche Dippmannsdorf
- 1860: Kirche in Hohensaaten
- 1860–1862: Kirche in Misdroy
- 1860–1862: Peter-Pauls-Kirche (Zingst)
- 1860–1864: Klassizistische Orangerie des Zehnthofs in Sinzig
- 1861: Entwurf für die 1869/70 gebaute Sankt-Paulus-Kirche in Colbitz
- 1861–1862: (Planung 1857) Ev. Stadtkirche Sigmaringen[25]
- 1861–1864: Bartholomäuskirche in Teplitz
- 1862–1865: Dorfkirche Lietzow
- 1862–1865: Akademie der Wissenschaft, Budapest
- 1862–1876: Alte Nationalgalerie in Berlin-Mitte
- 1863–1865: St.-Peter-Kirche in Treptow an der Tollense (Altentreptow)[26]
- 1864 (Weihe) Evangelische Kirche Rüdinghausen in Witten (Nordrhein-Westfalen).
- 1864: Entwurf für die Zwölf-Apostel-Kirche in Berlin-Schöneberg, postum erbaut 1871–1874 durch Hermann Blankenstein
- 1864–1866: Pfarrkirche St. Nicolai in Oranienburg[27] (Lage)
- 1864–1866: Dorfkirche Druxberge
- 1864–1866: Umbau des Schlossturmes in Königsberg Pr.
- 1865: Umbau des Schlosses von Neustrelitz
- 1866–1869: Erlöserkirche (Posen)
- 1867: Stadtkirche Fehrbellin
- 1867–1869: Dorfkirche Trebatsch
- 1867–1872: Neugotischer Turm (69,6 m hoch) der Stadtkirche St. Maximi Merseburg

### Schriften
- Vorlegeblätter für Möbel-Tischler. herausgegeben zusammen mit Heinrich Strack in vier Heften 1835–1840
- Das Neue Museum in Berlin. Berlin 1862 (Digitalisat, edoc HU-Berlin)

### Weitere Abbildungen

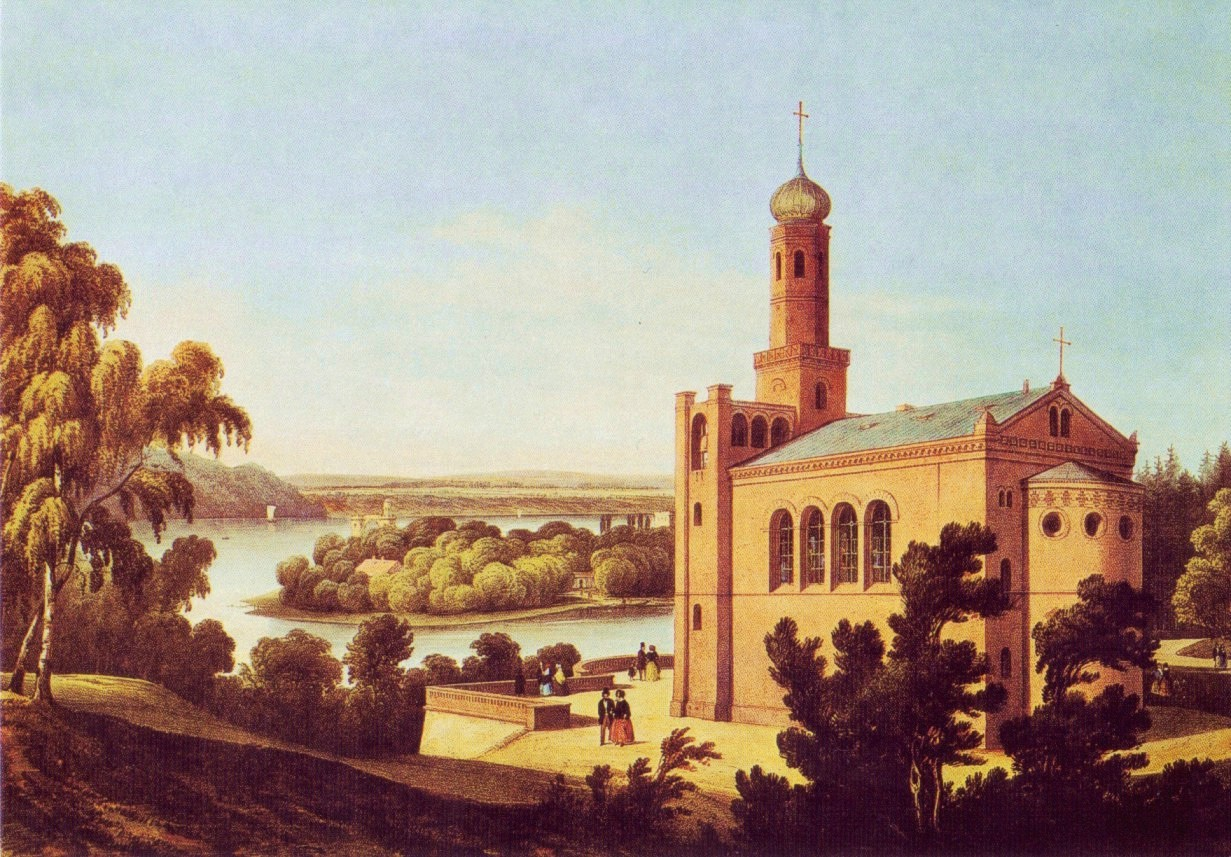
St. Peter und Paul auf Nikolskoje, Berlin-Zehlendorf
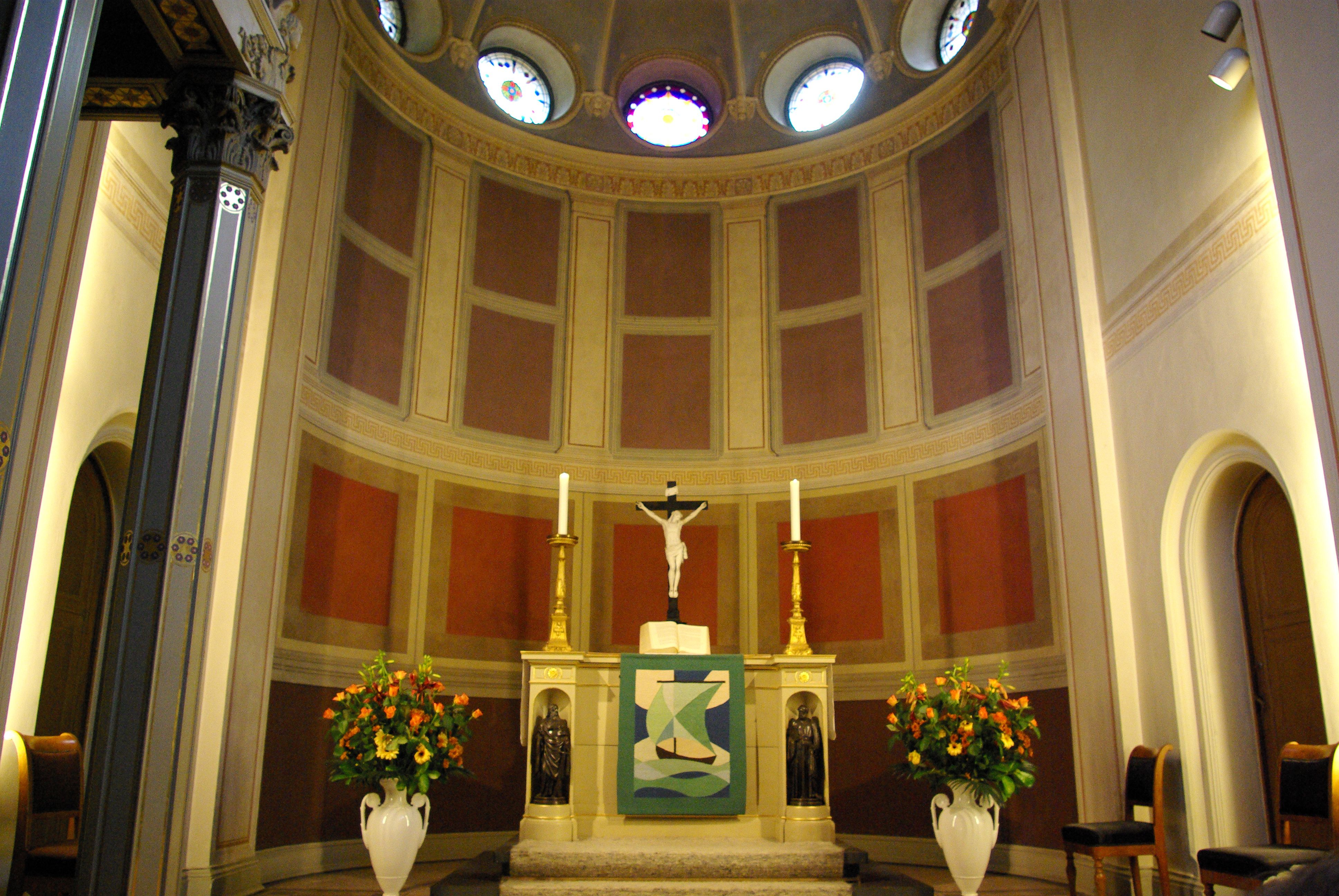
Apsis Peter und Paul Nikolskoje
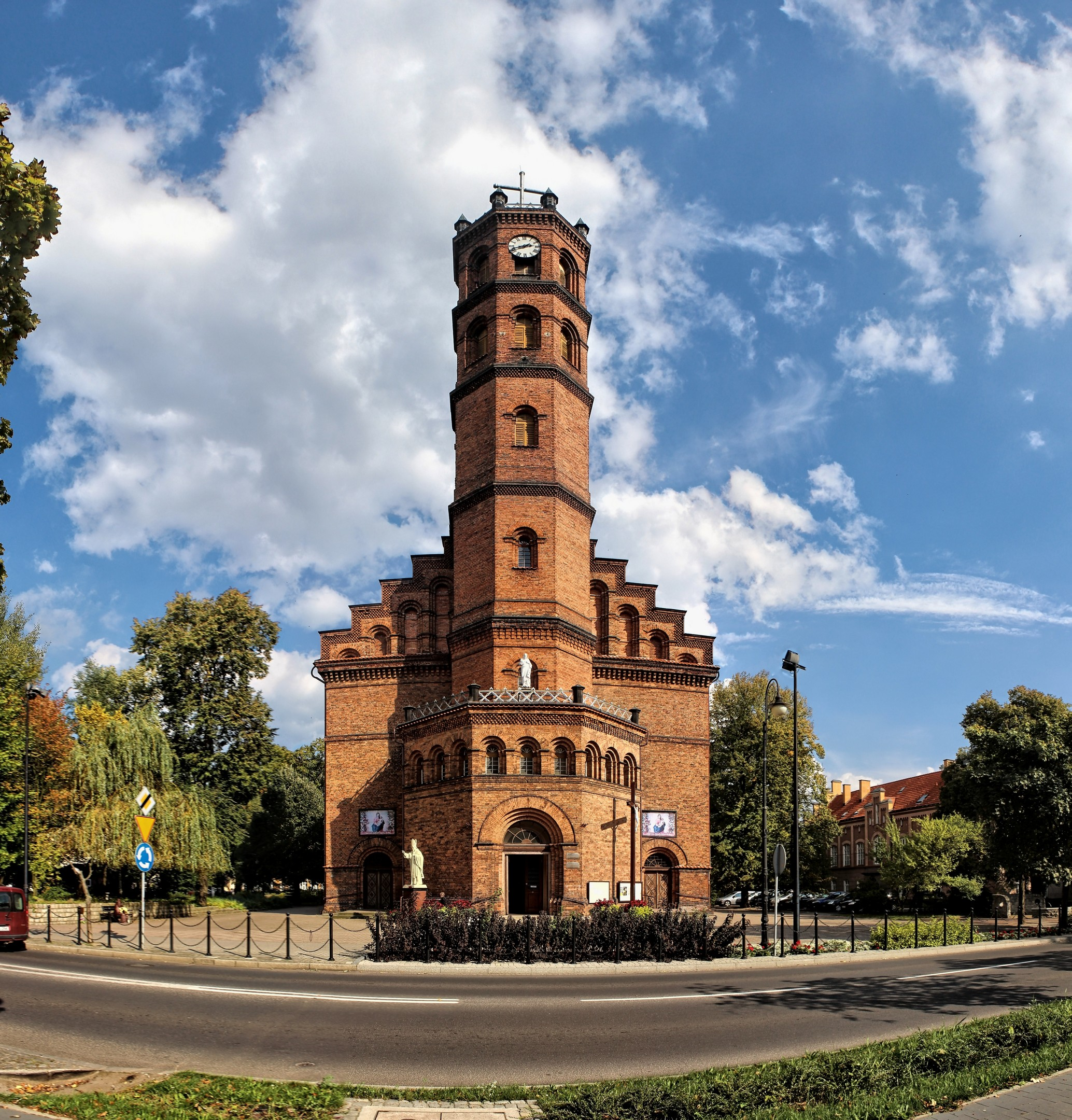
St. Antonius in Neusalz an der Oder
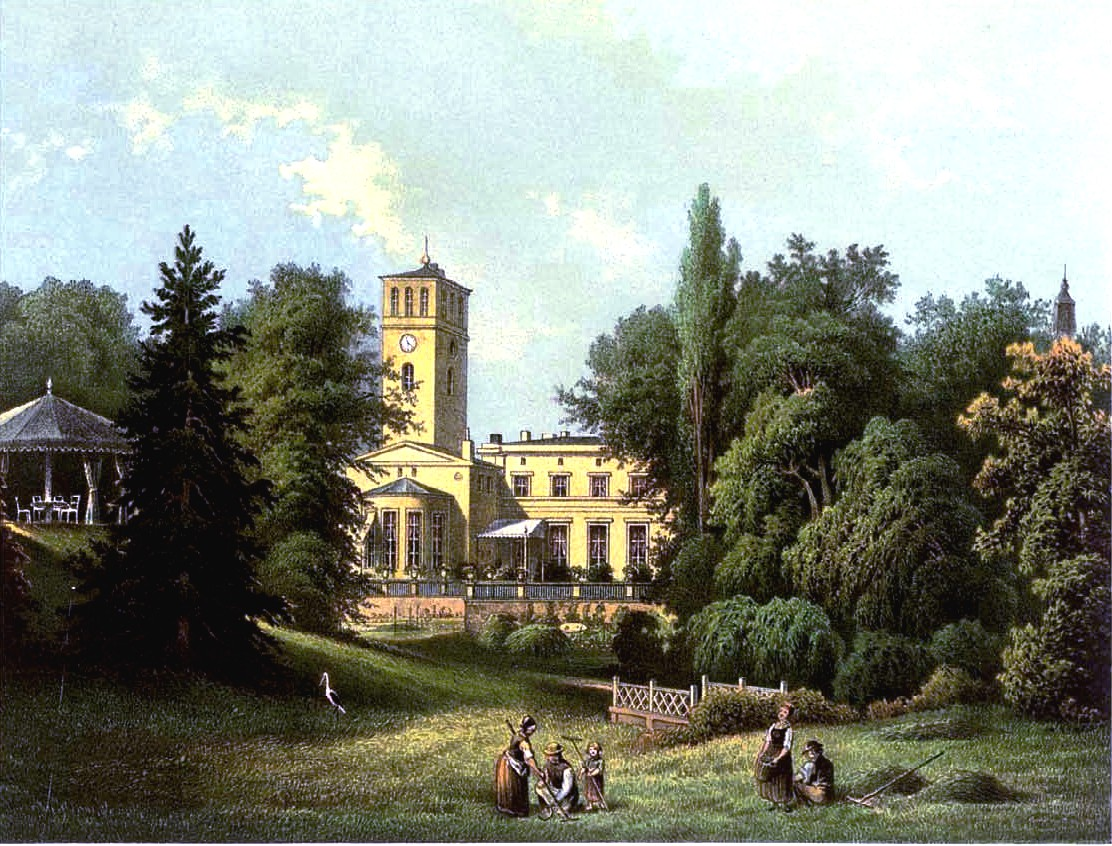
Schloss Blumberg bei Berlin-Ahrensfelde (zerstört)
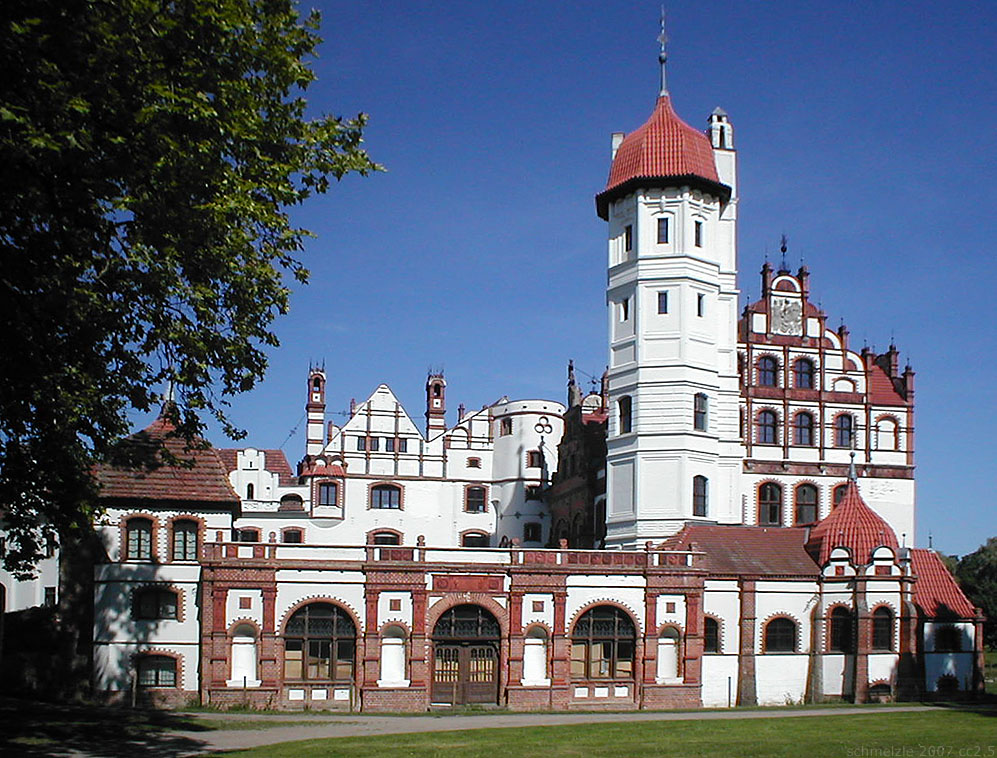
Neugestaltung von Schloss Basedow, Mecklenburg
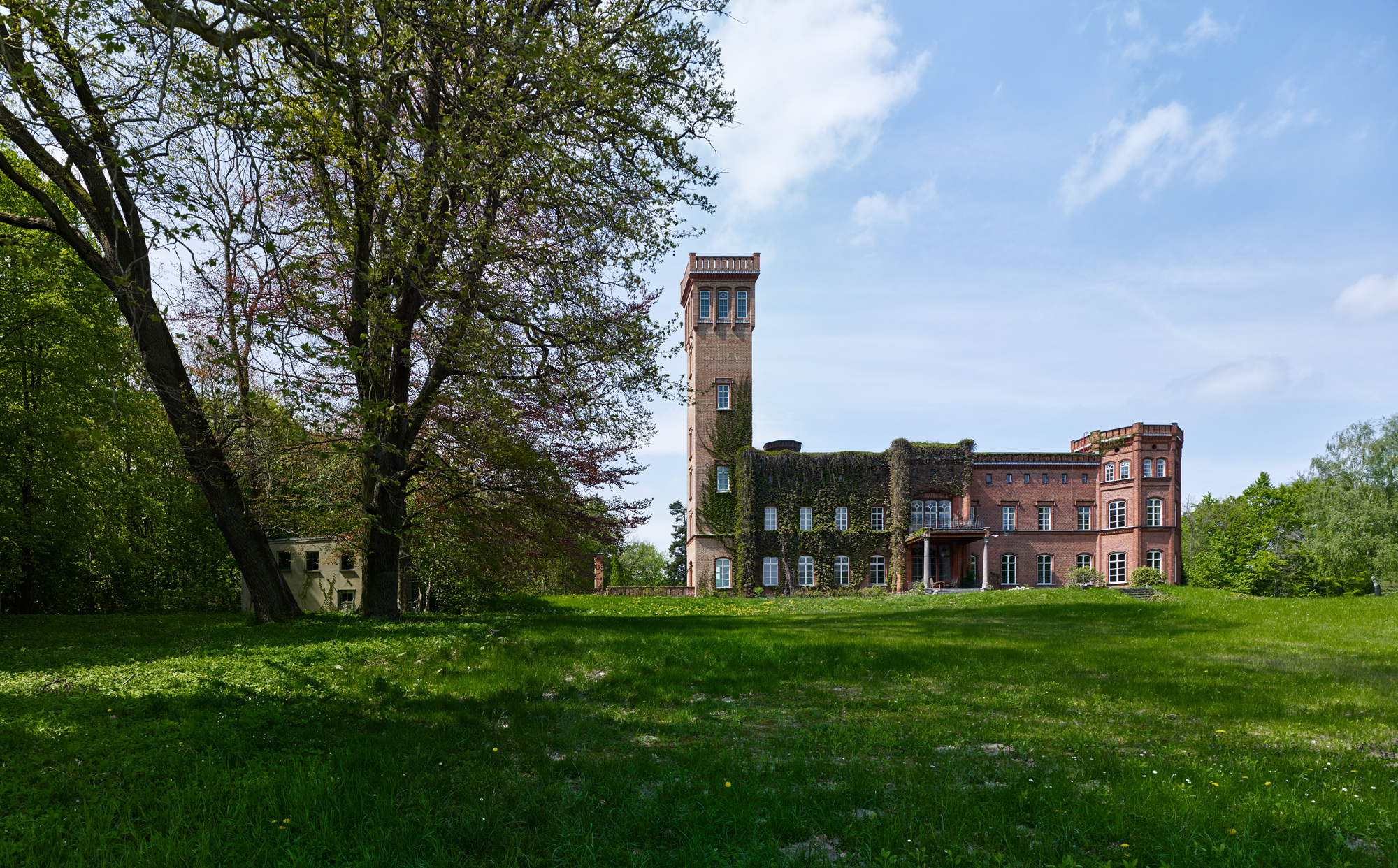
Schloss Arendsee, Uckermark
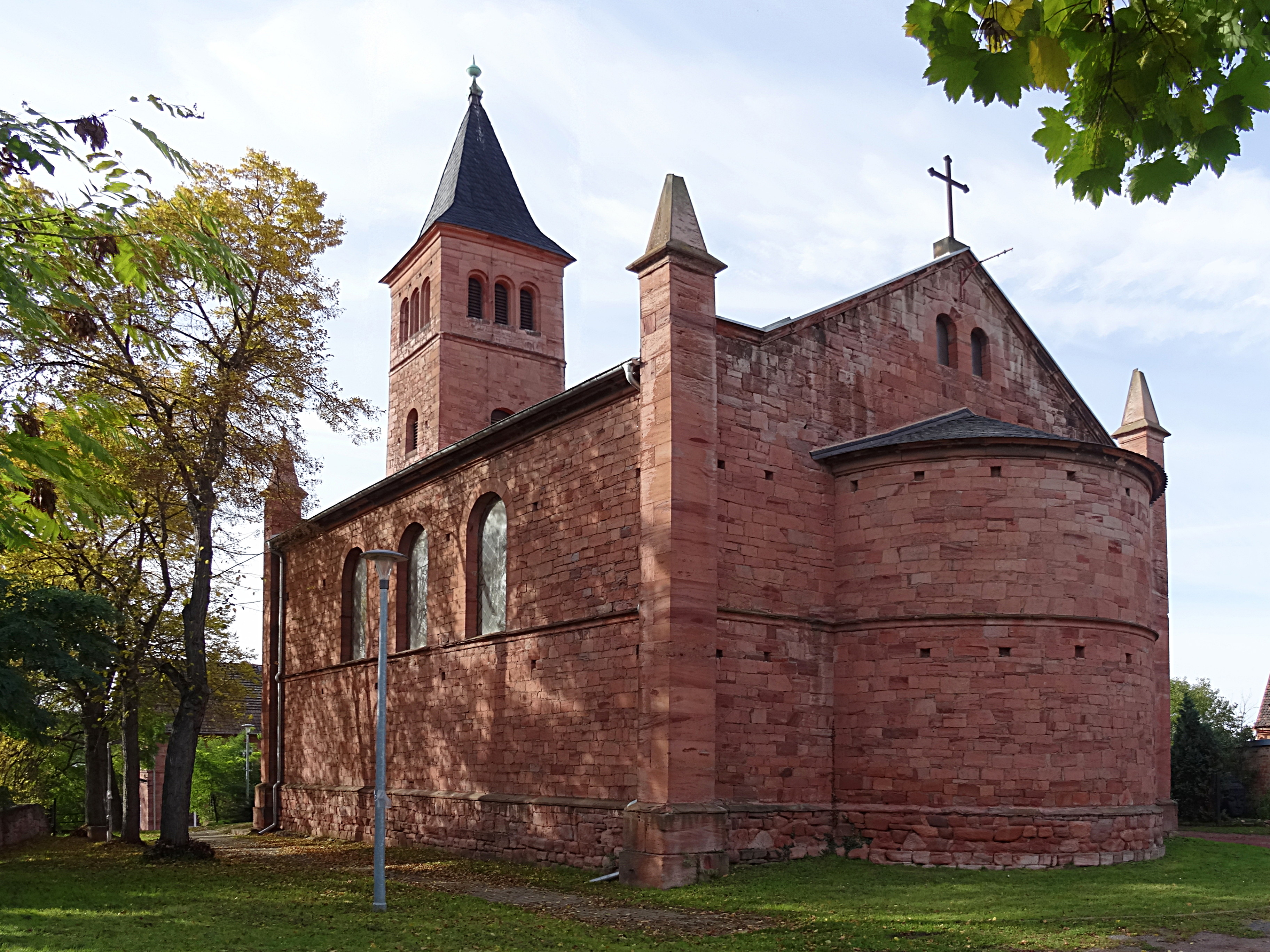
St. Marien in Rothenburg (Saale)
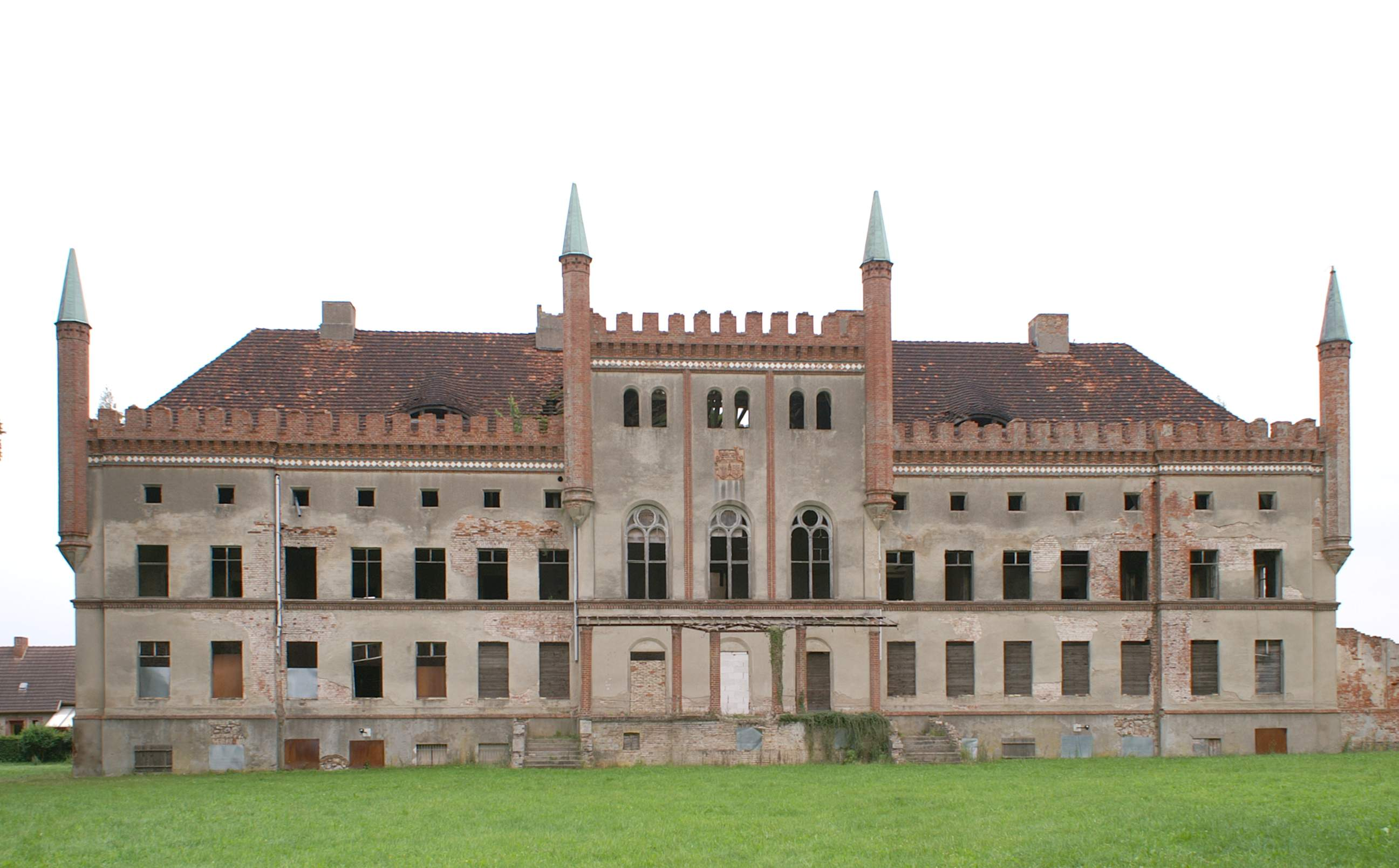
Neugotischer Umbau von Schloss Broock, Vorpommern
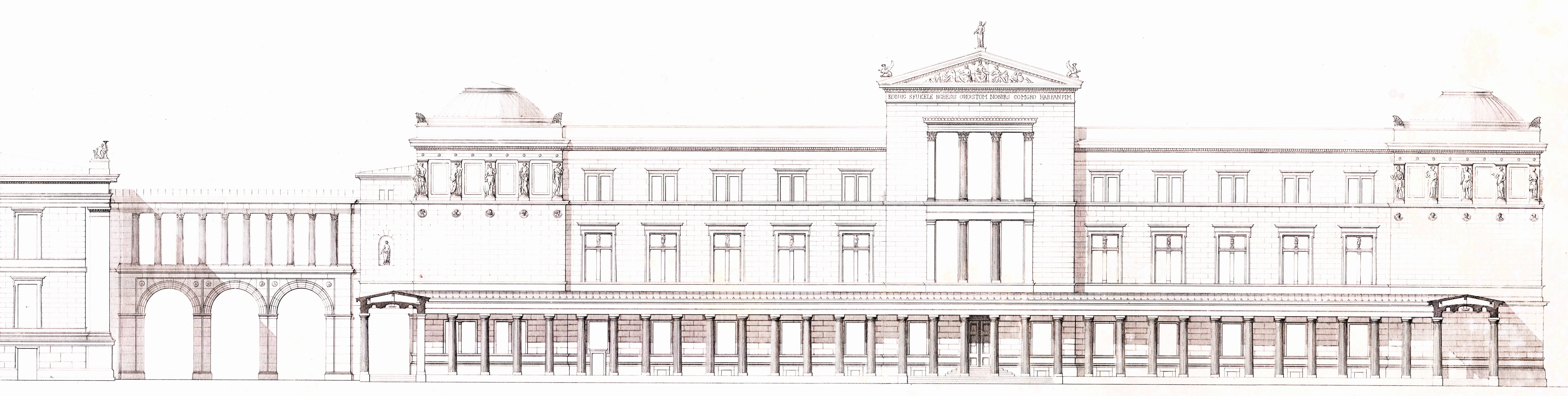
Neues Museum auf der Berliner Museumsinsel
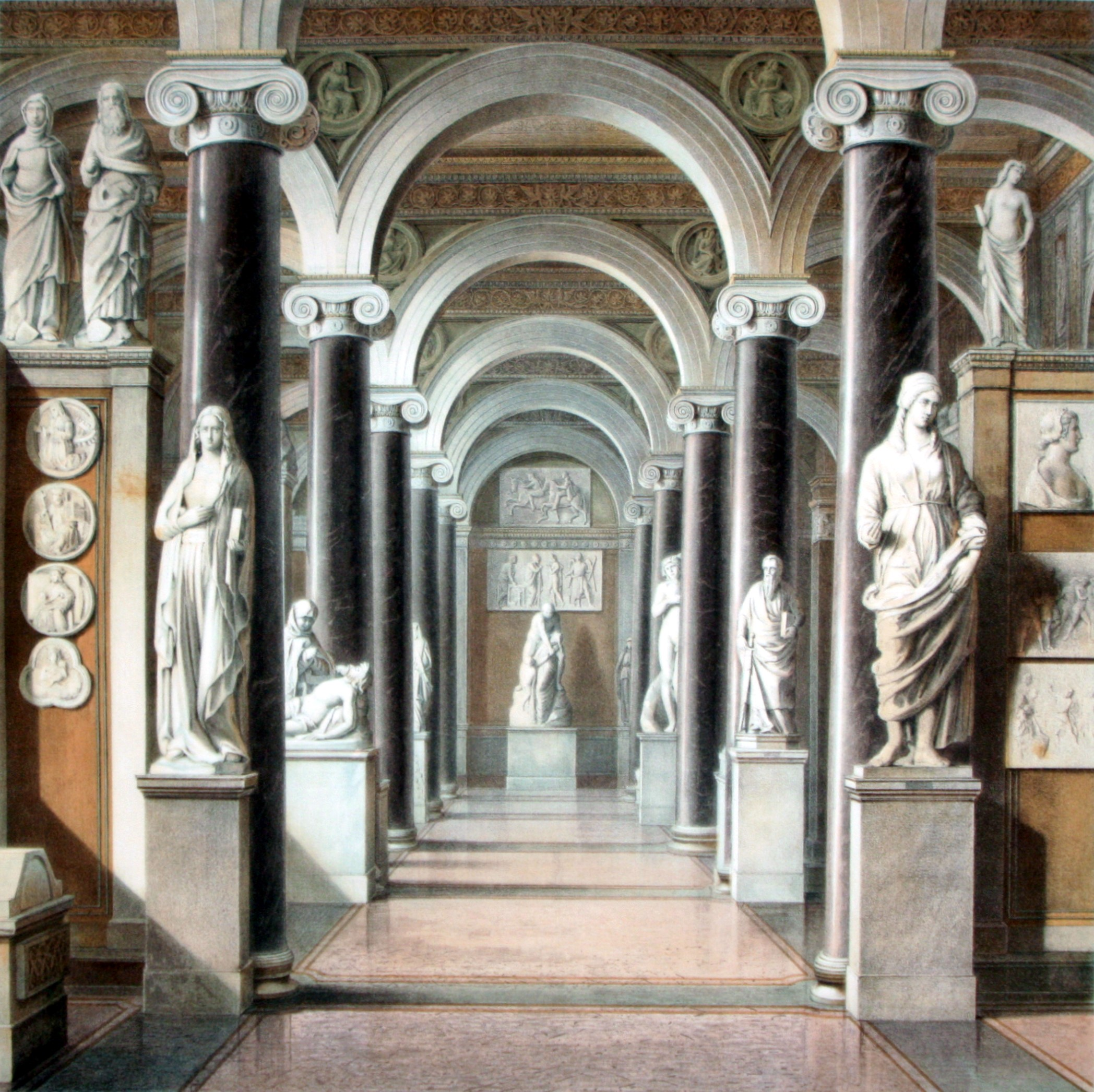
Moderner Saal im Neuen Museum
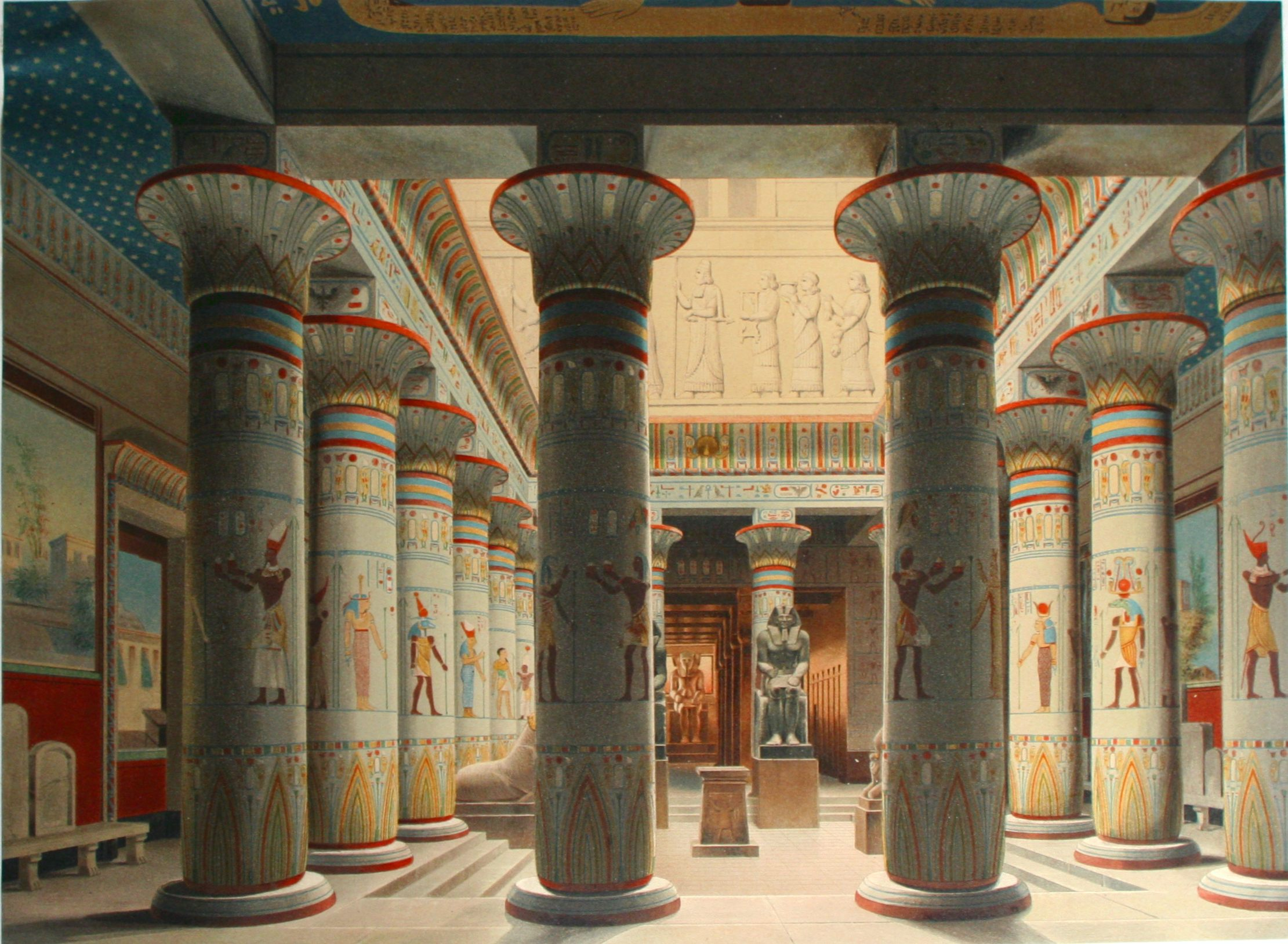
Ägyptischer Hof im Neuen Museum
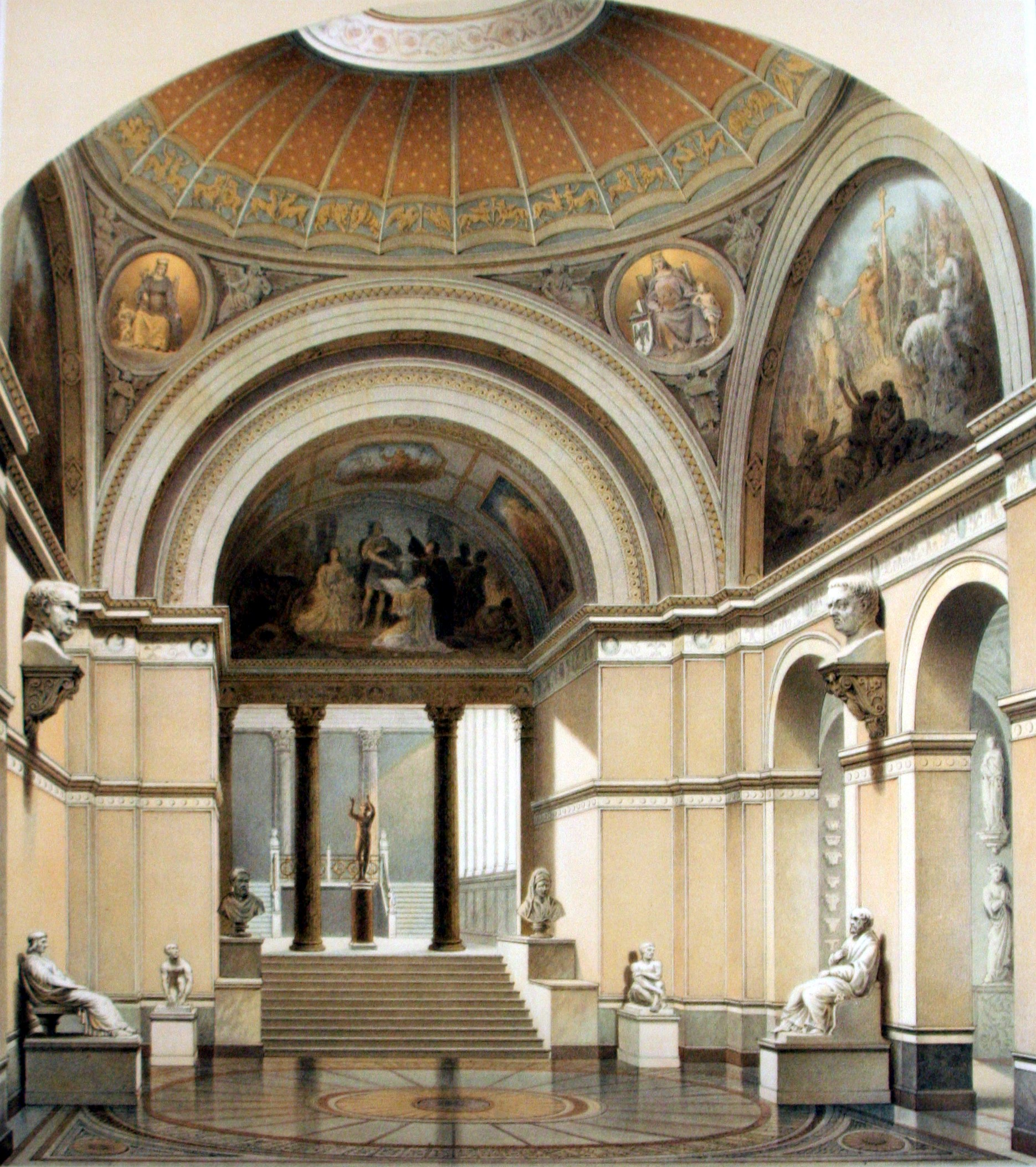
Südkuppelsaal im Neuen Museum
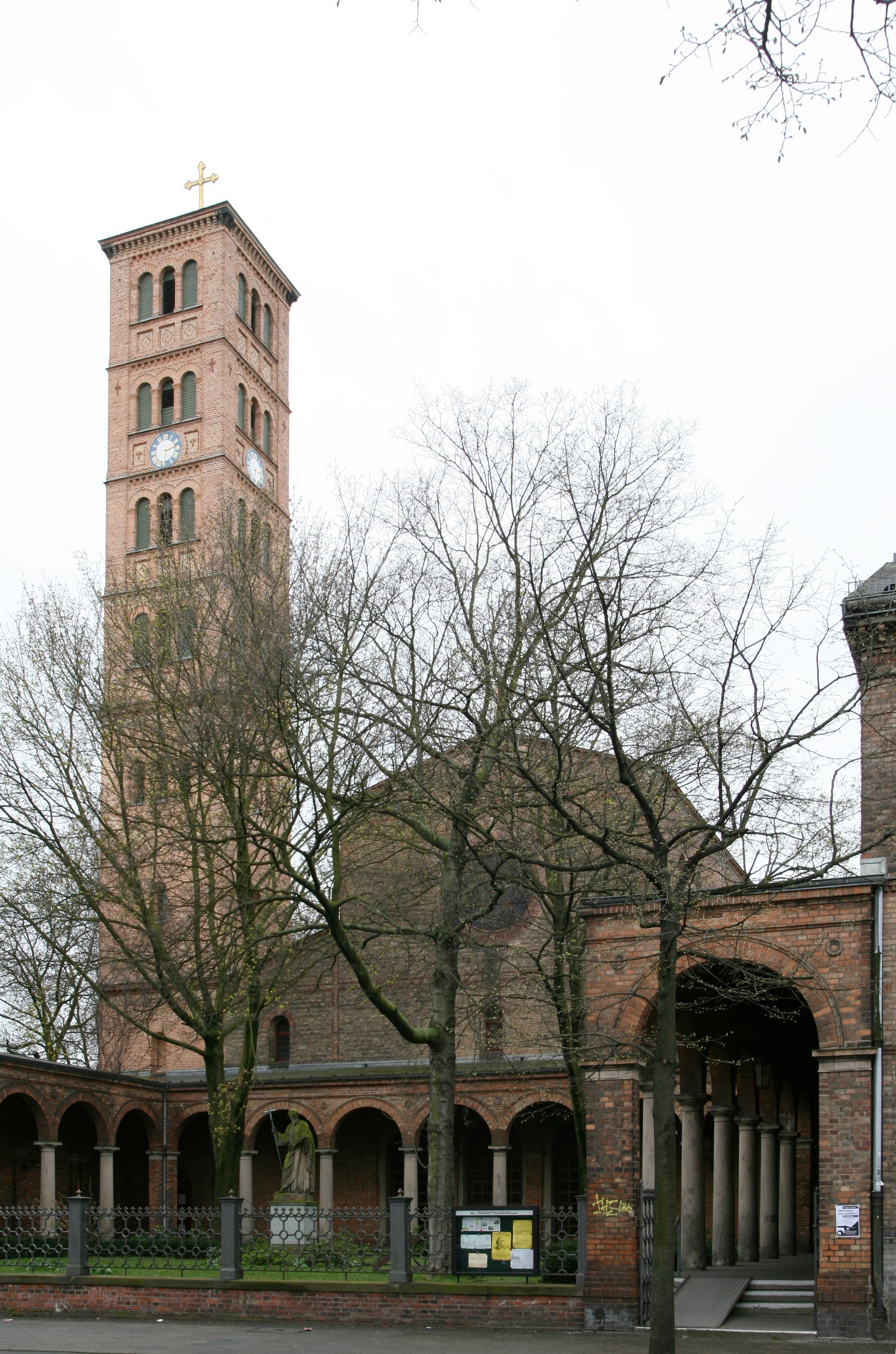
St.-Jacobi-Kirche in Berlin-Kreuzberg
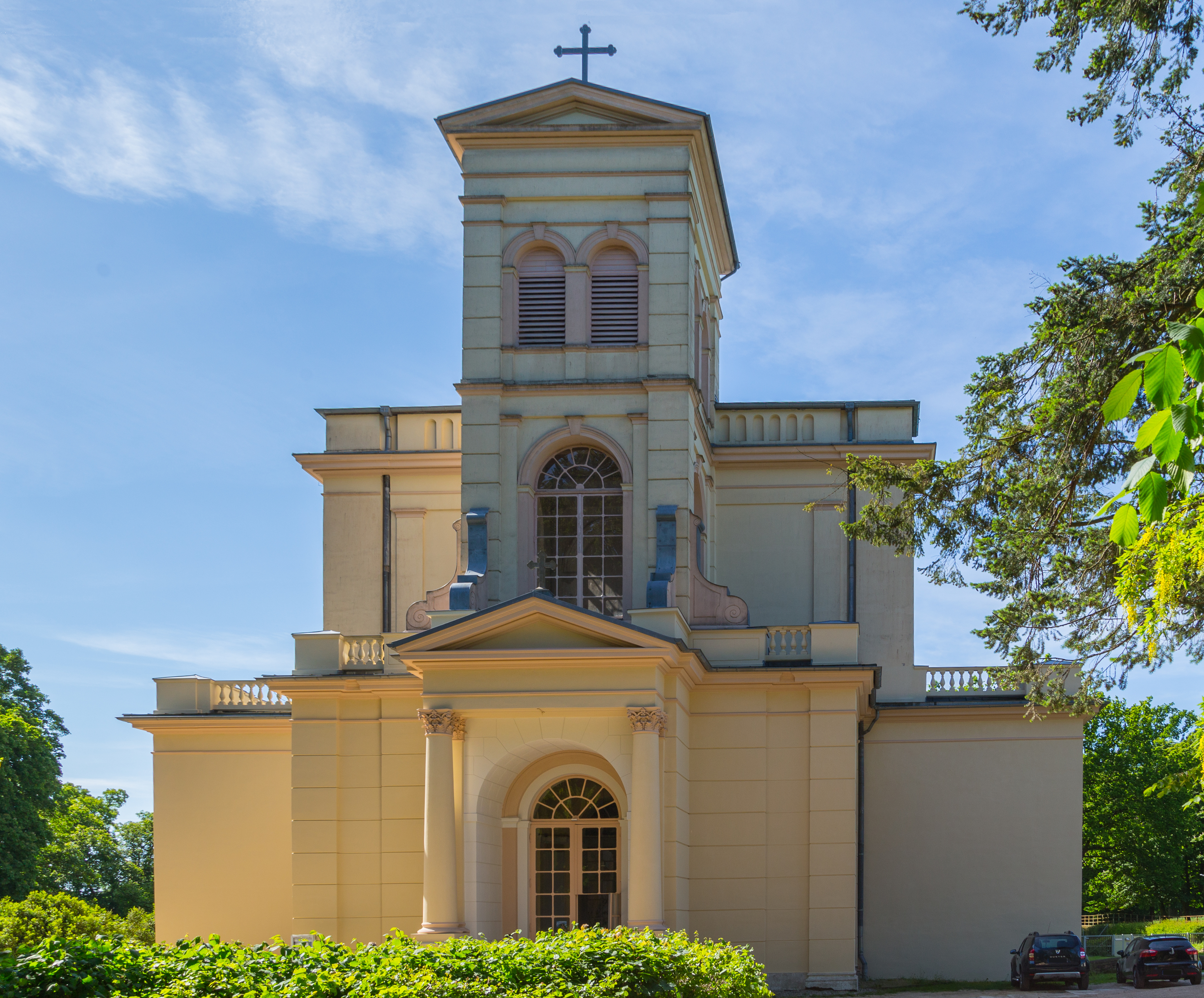
Schlosskirche Putbus auf Rügen
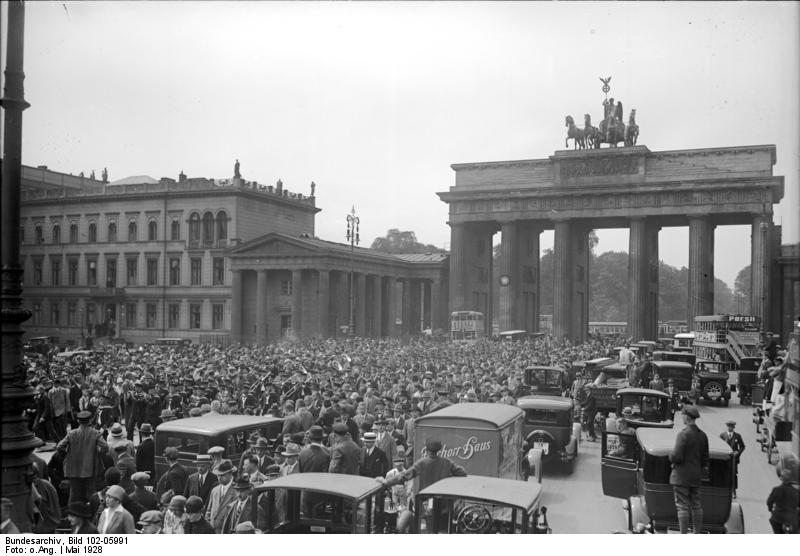
Haus Sommer (Berlin, Pariser Platz), links des Brandenburger Tores
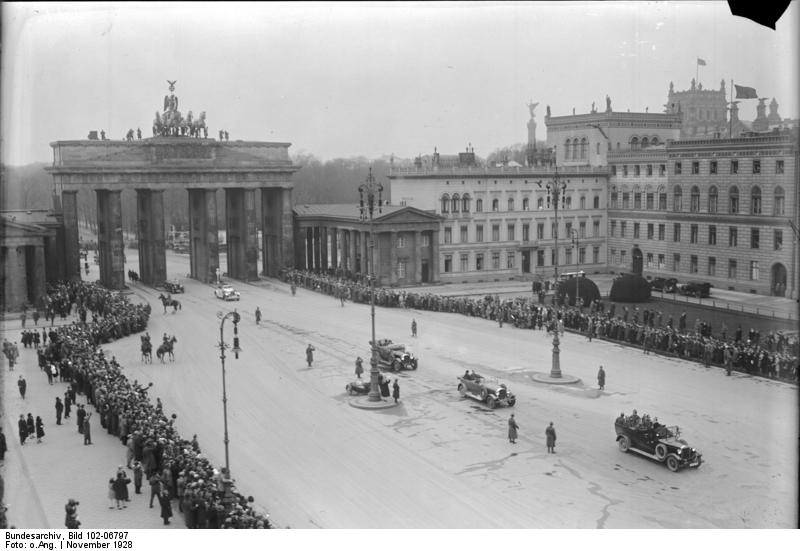
Haus Liebermann, rechts des Brandenburger Tores
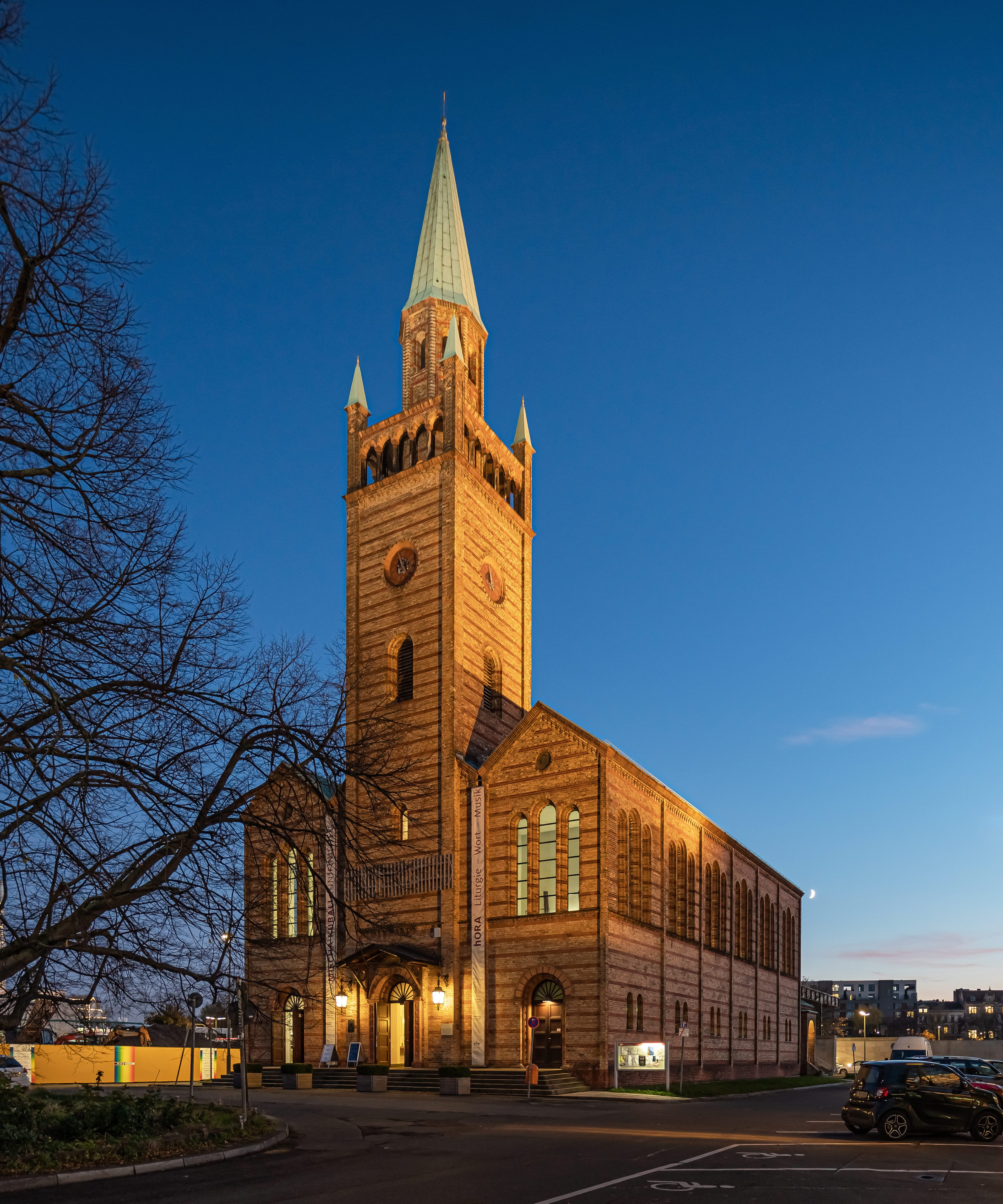
St.-Matthäus-Kirche (Berlin-Tiergarten)
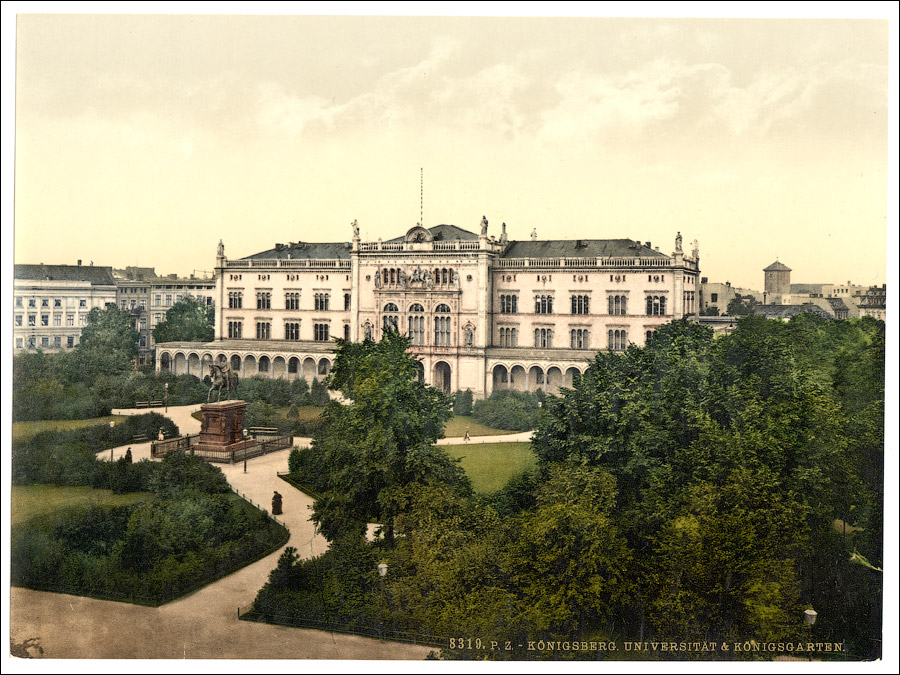
Universität Königsberg
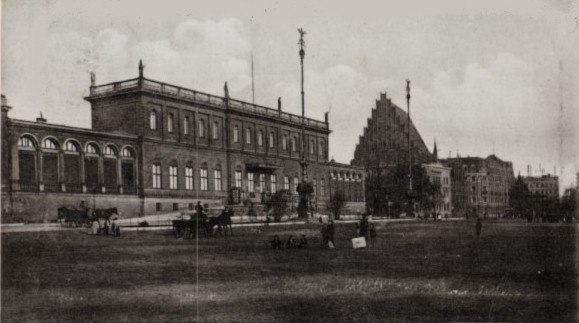
Stülerbau des Breslauer Stadtschlosses (ausgebrannt 1945, abgetragen nach 1970)
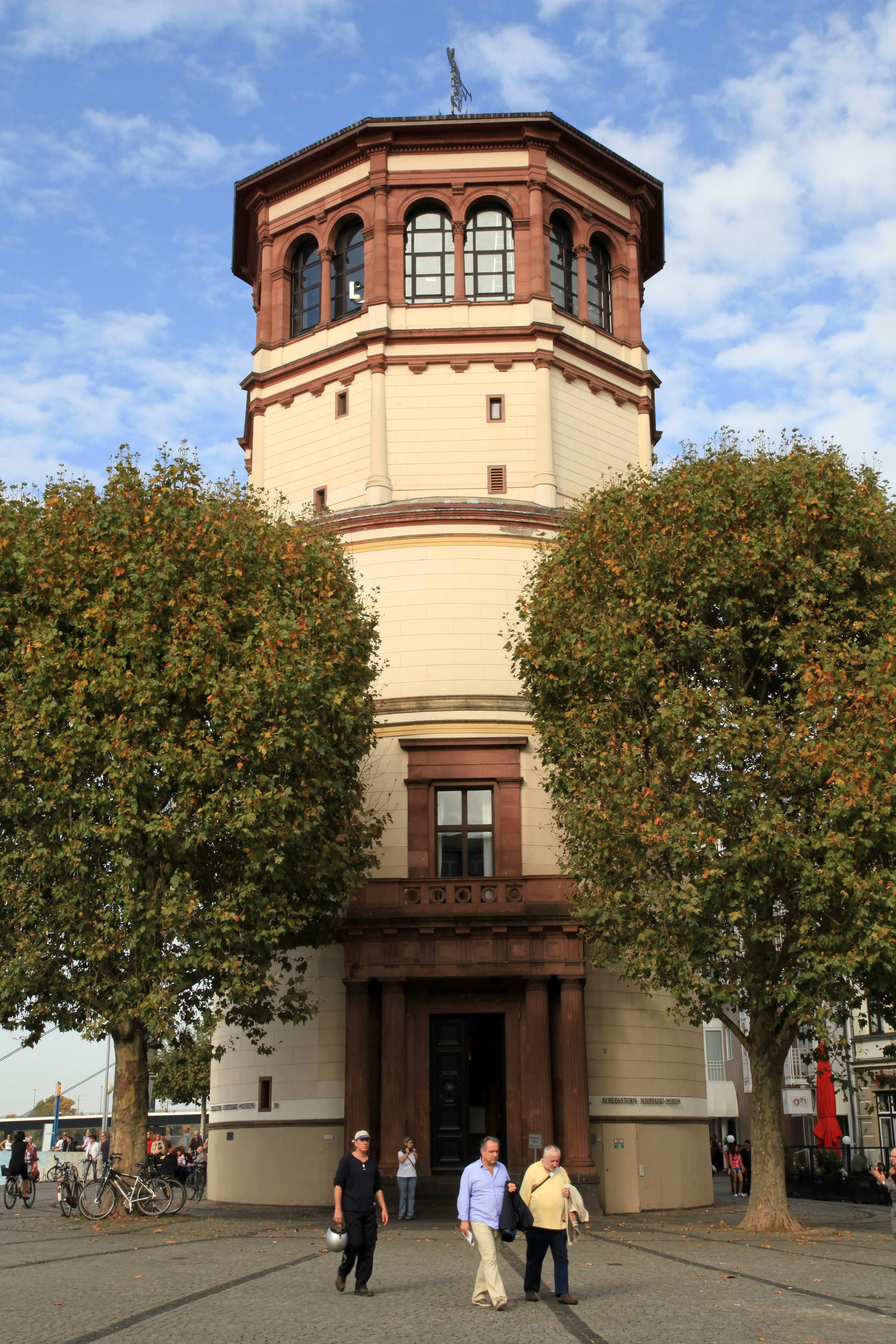
Oberstes Geschoss des Düsseldorfer Schlossturms
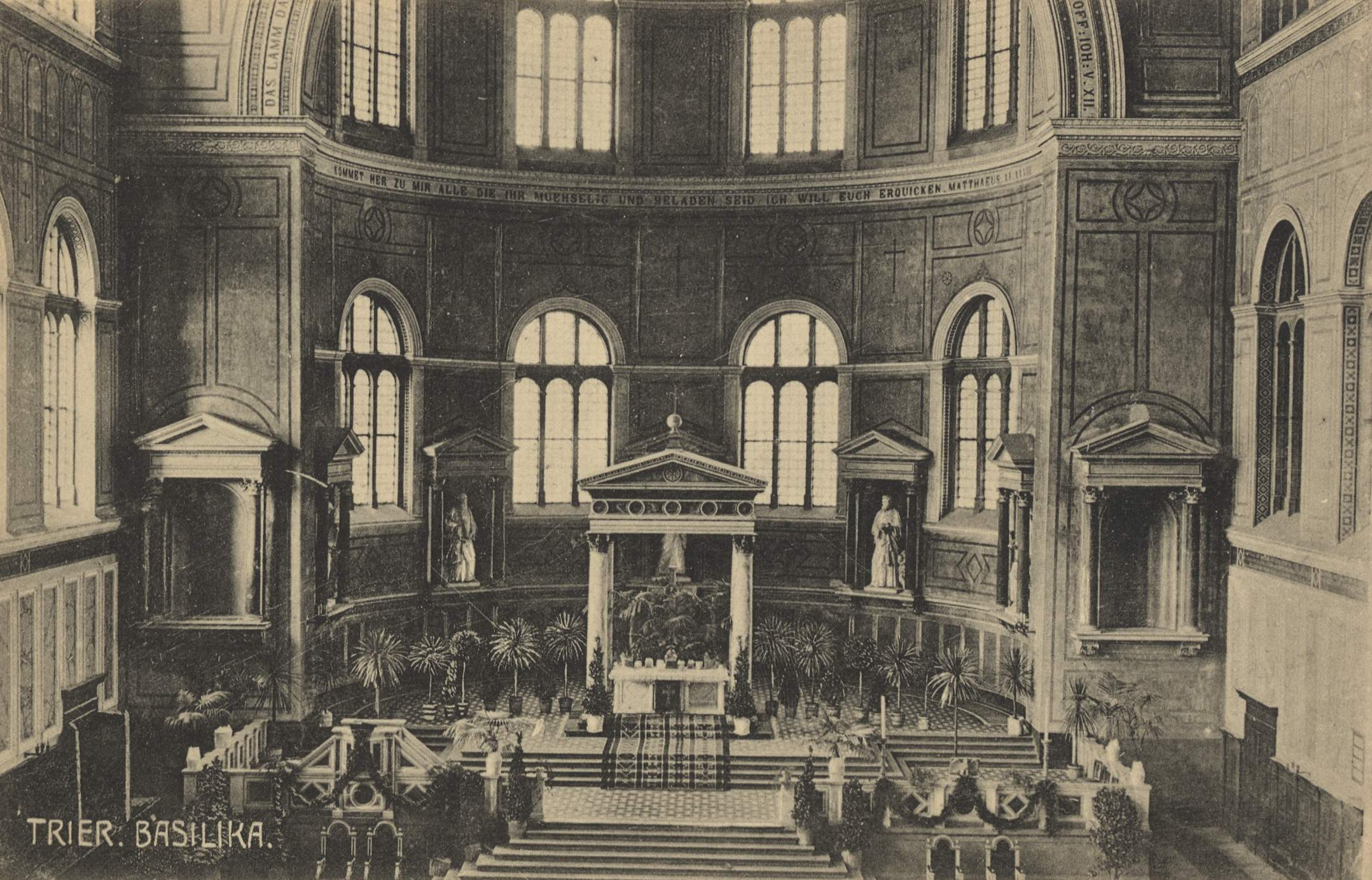
Konstantinbasilika, Trier (Innenraumgestaltung als Kirche)
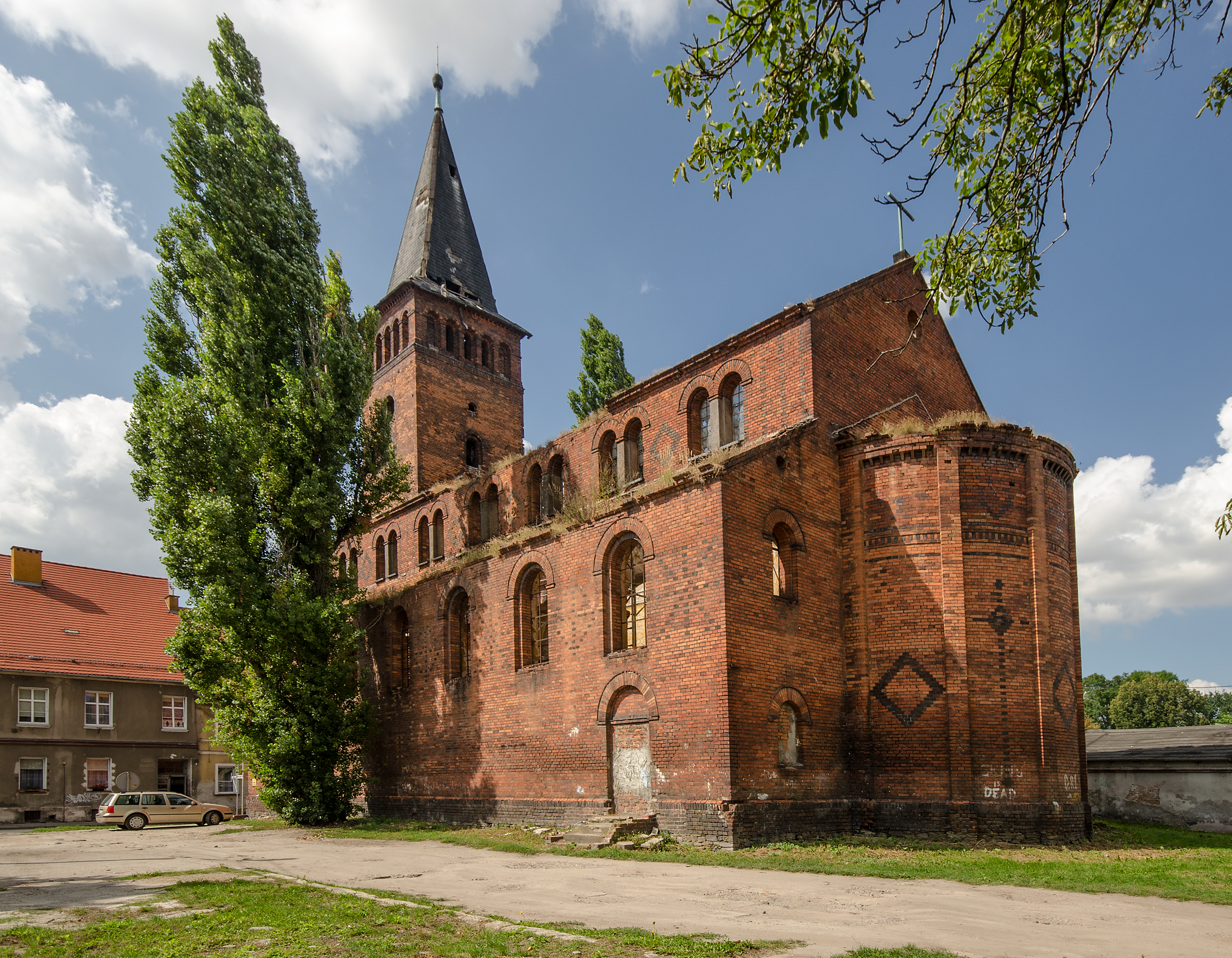
Evangelische Kirche (Grodków)
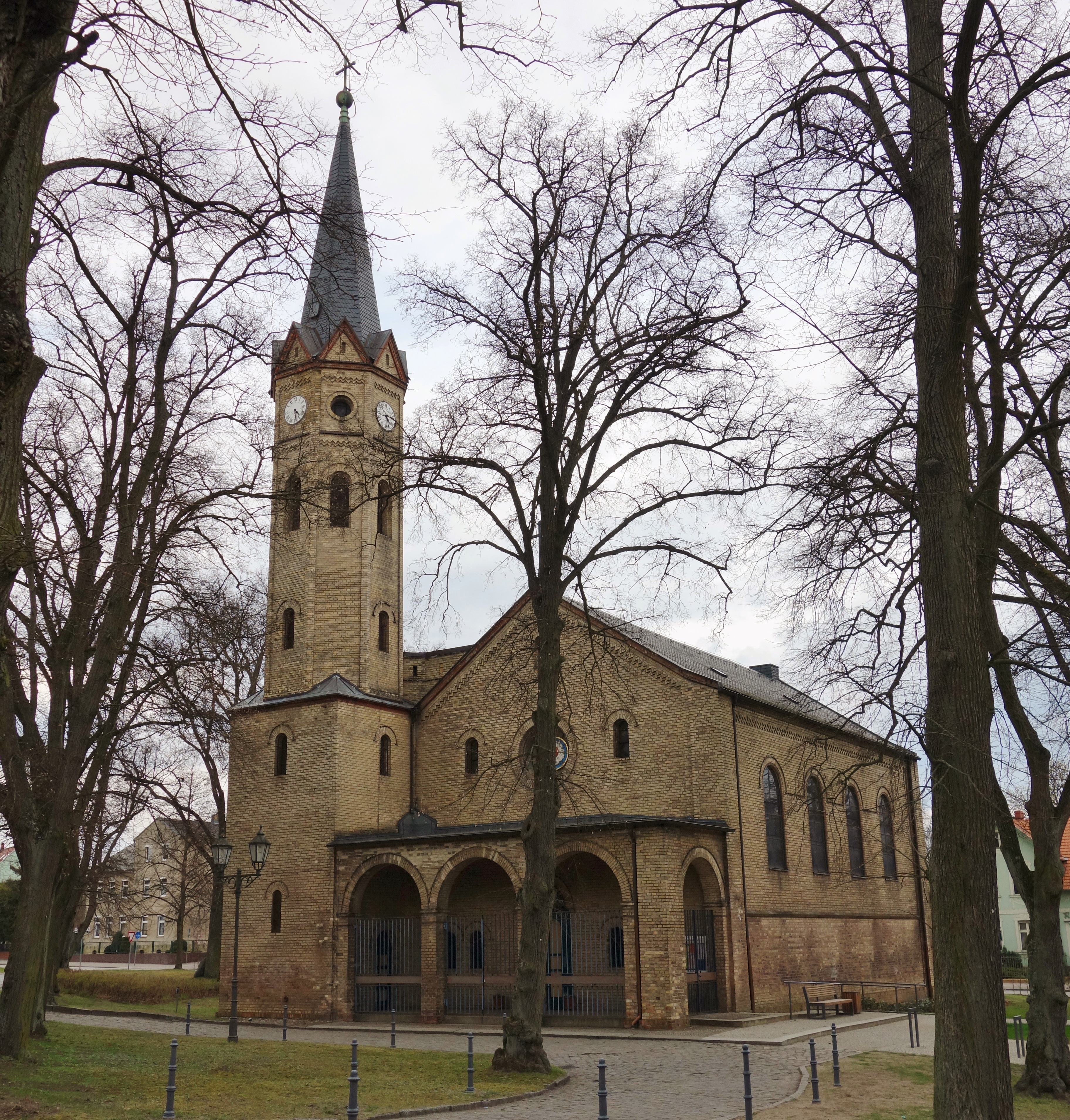
Dorfkirche Birkenwerder
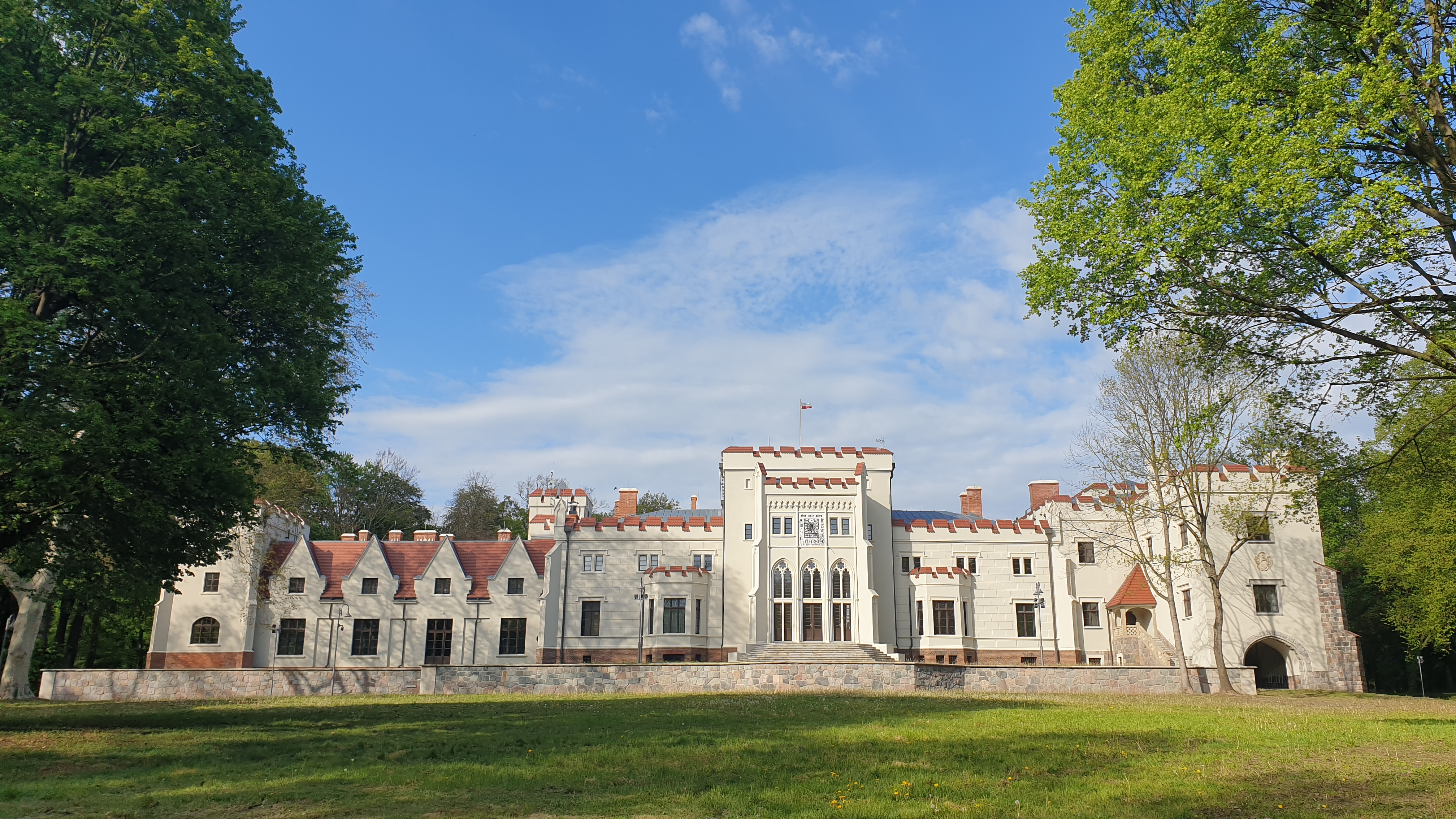
Schloss Jarotschin
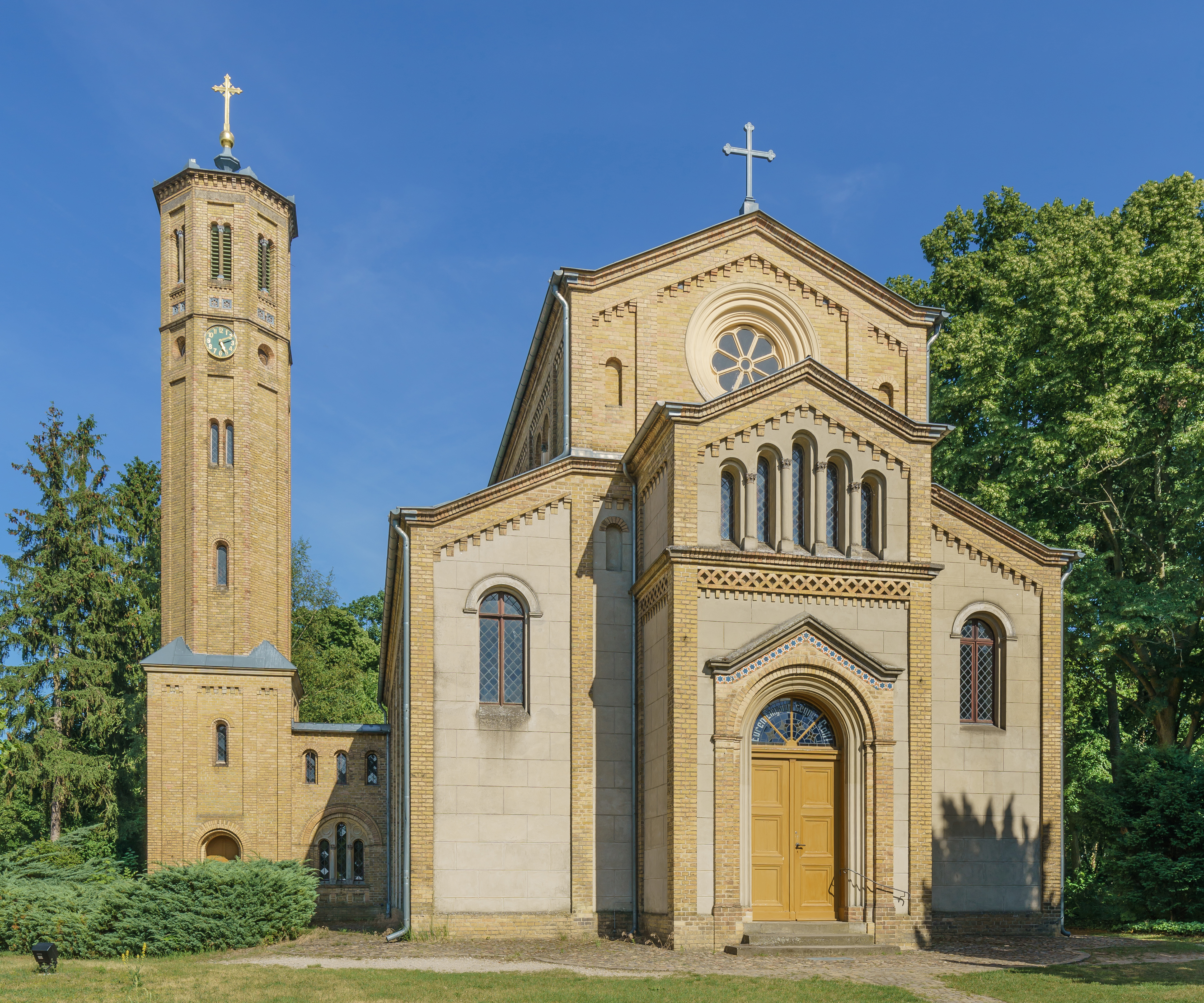
Dorfkirche Caputh
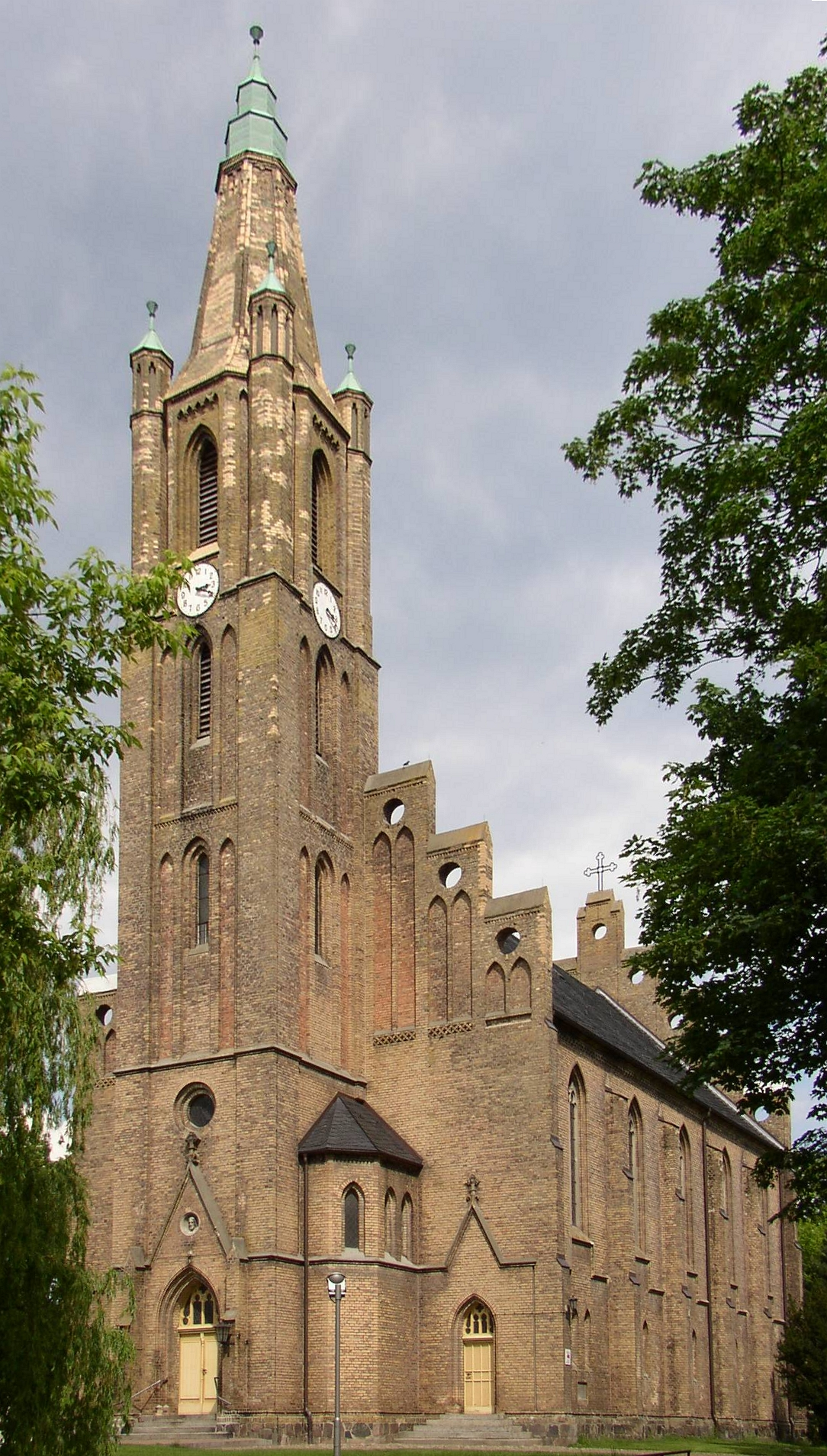
Stadtkirche Fehrbellin
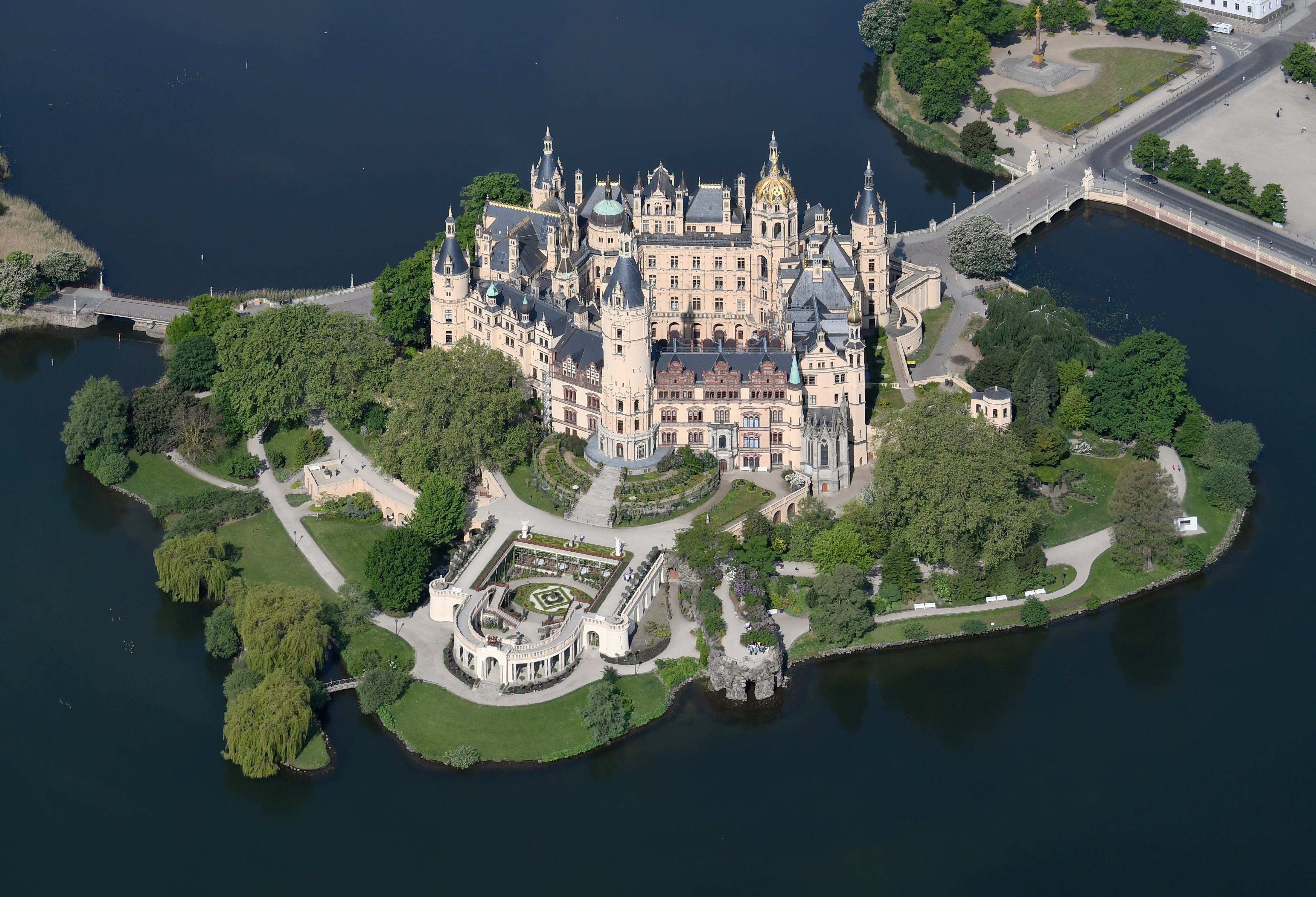
Mitarbeit am Schweriner Schloss
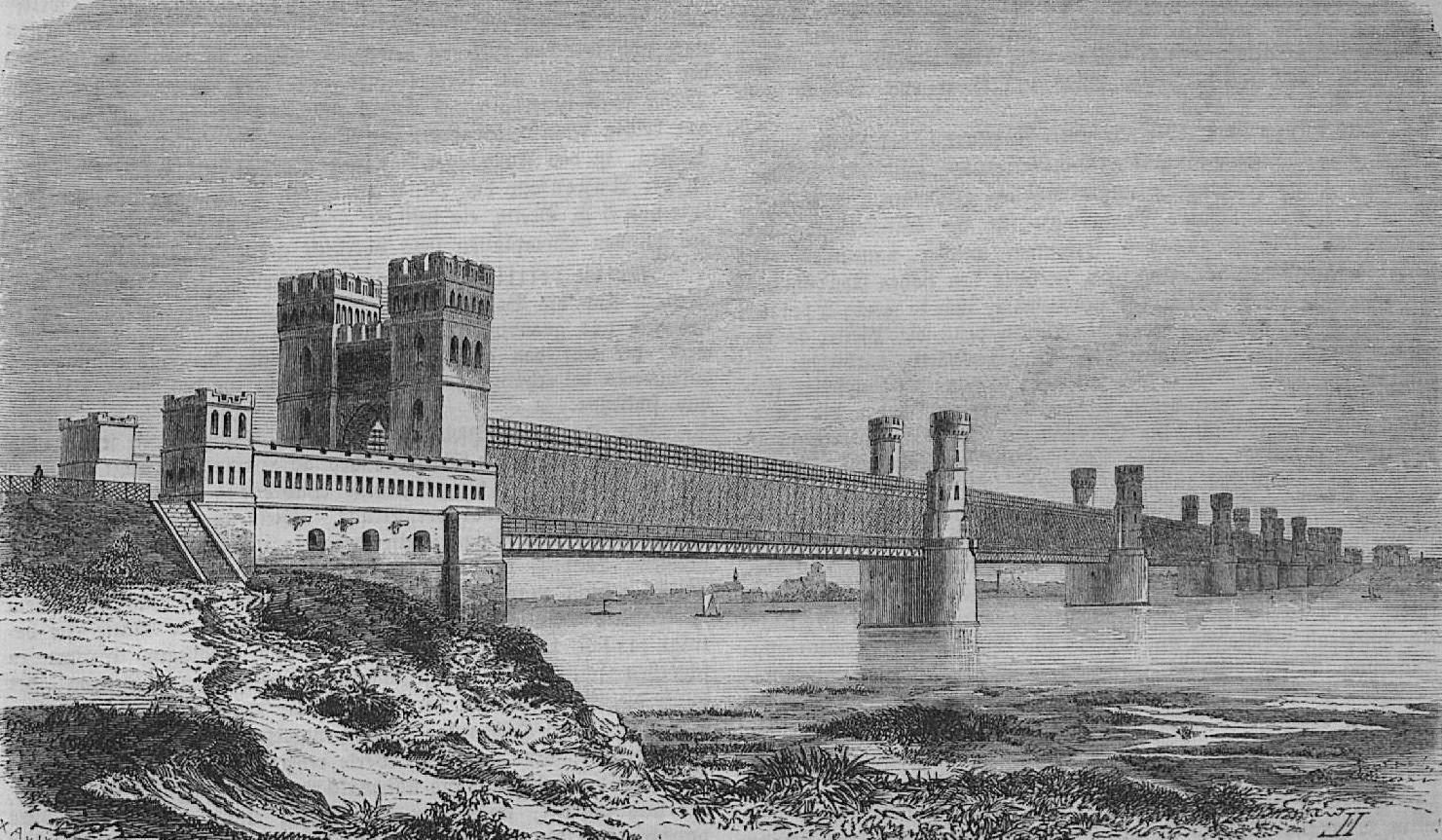
Weichselbrücke Dirschau
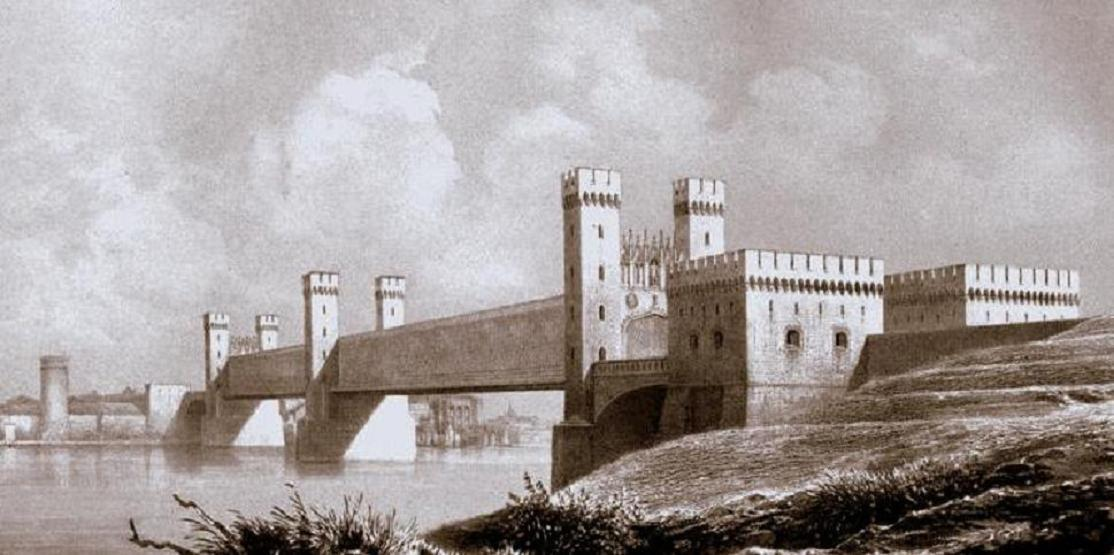
Nogatbrücke bei Marienburg
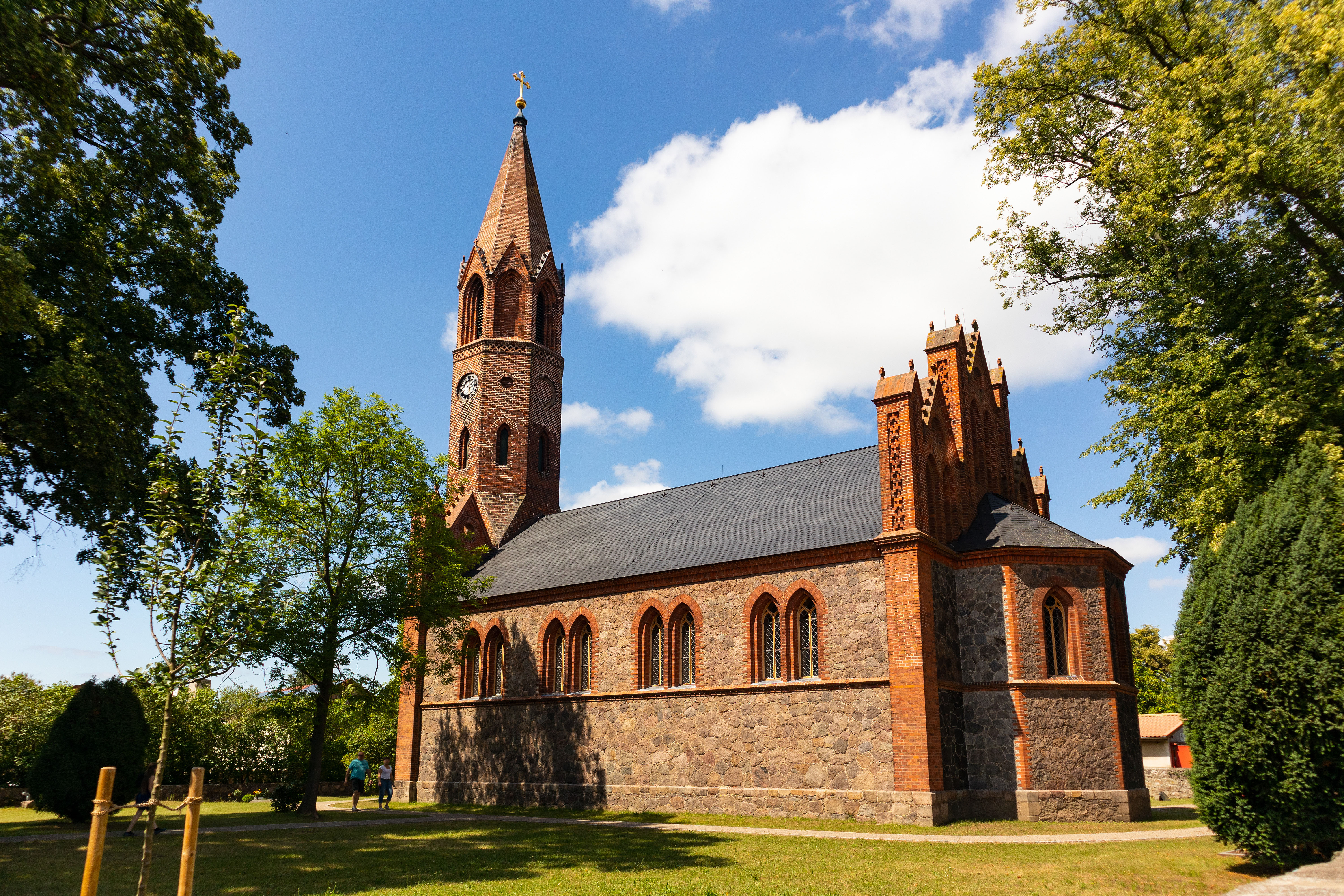
Dorfkirche Brodowin
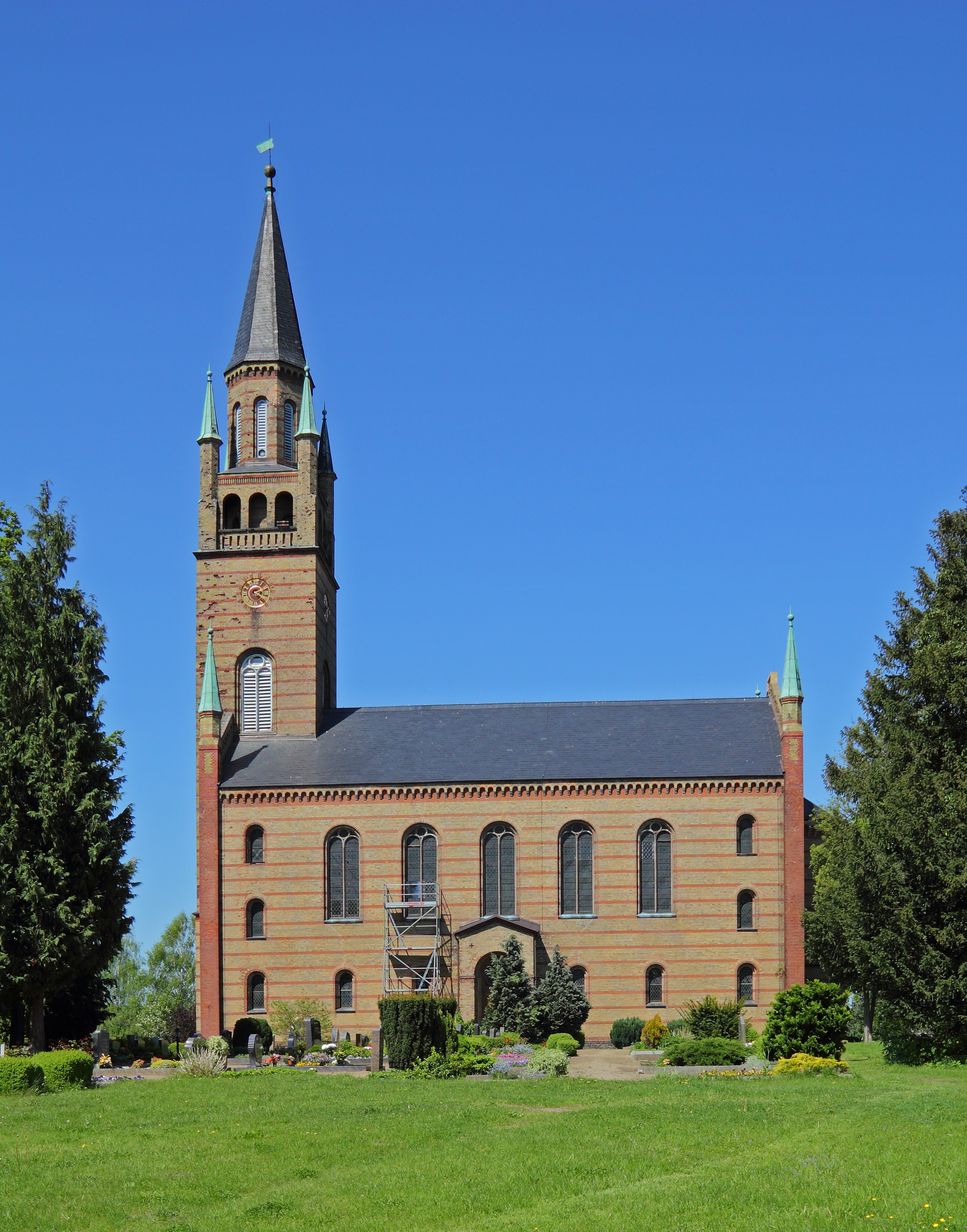
Dorfkirche Langen
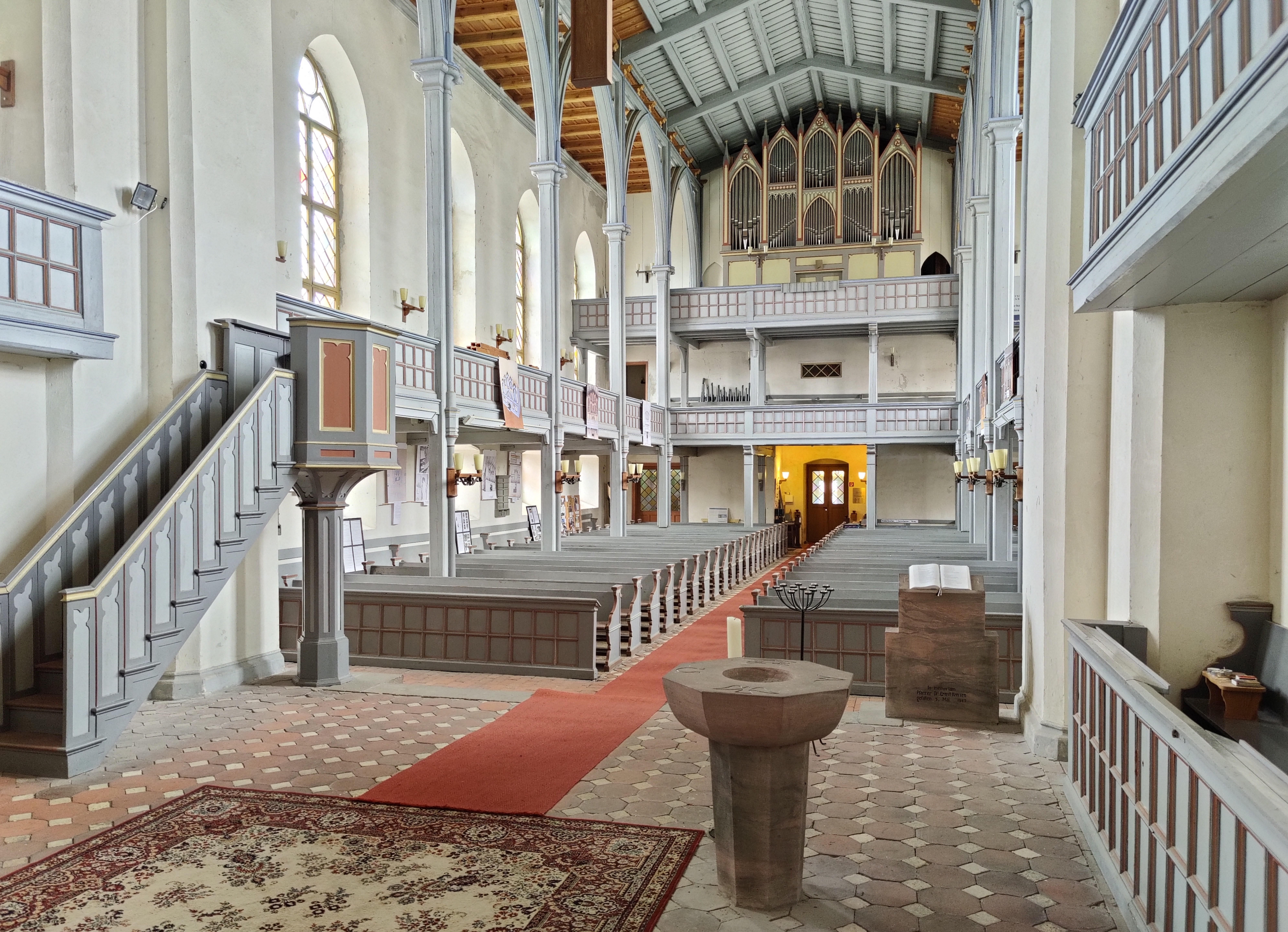
Stadtkirche Niemegk
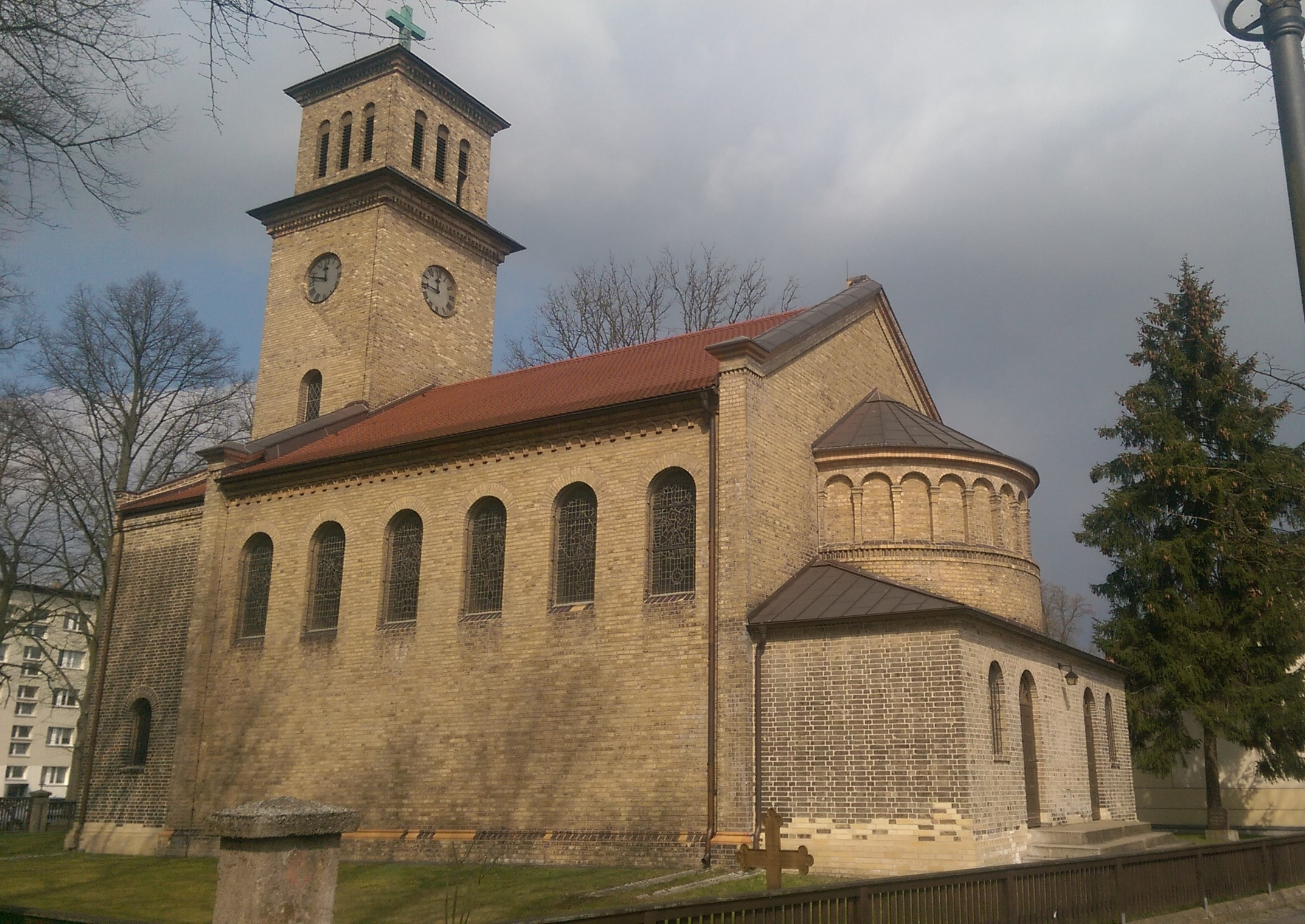
Martin-Luther-Kirche (Hennigsdorf)
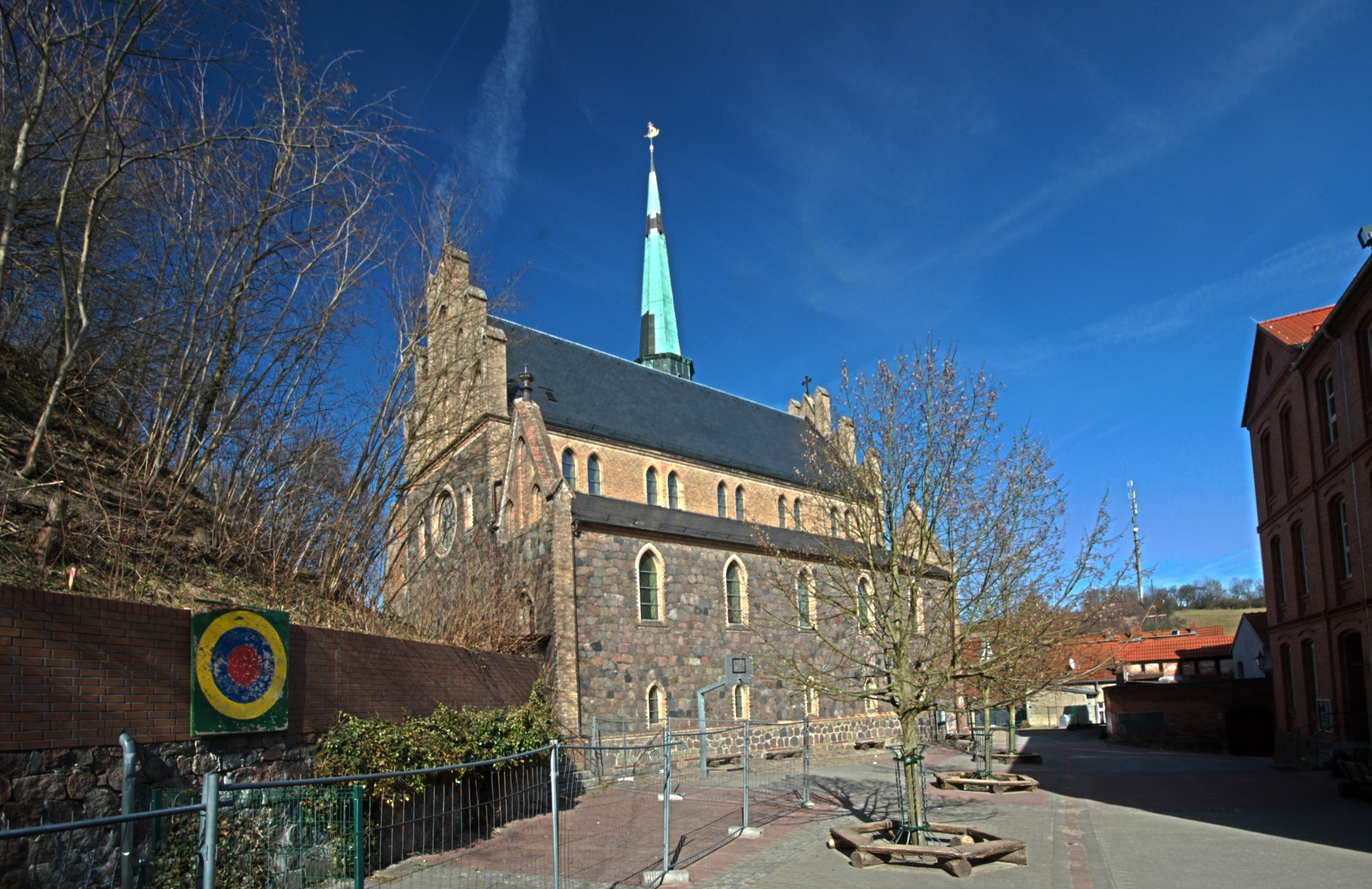
Nikolaikirche Oderberg
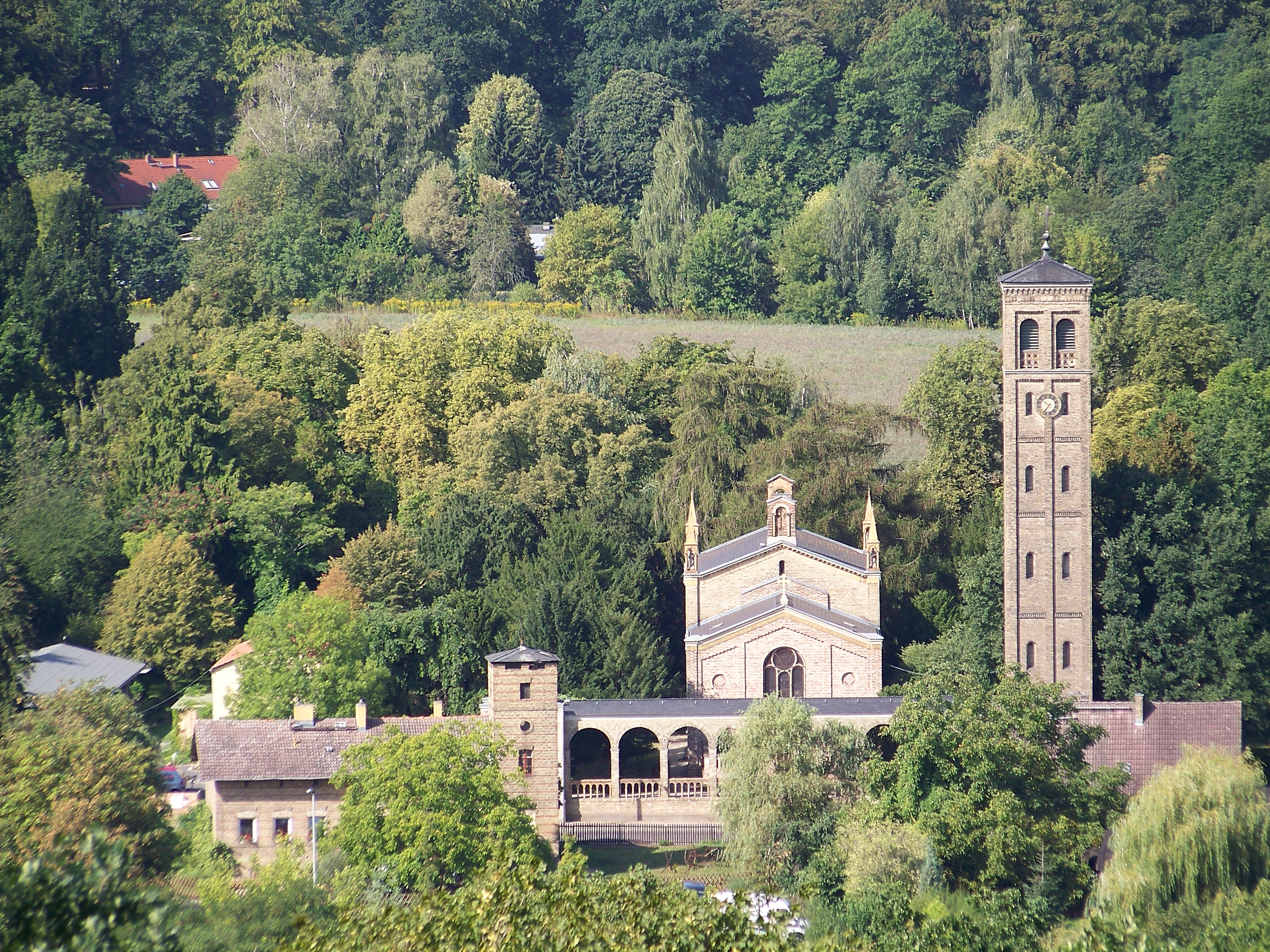
Bornstedter Kirche, Potsdam
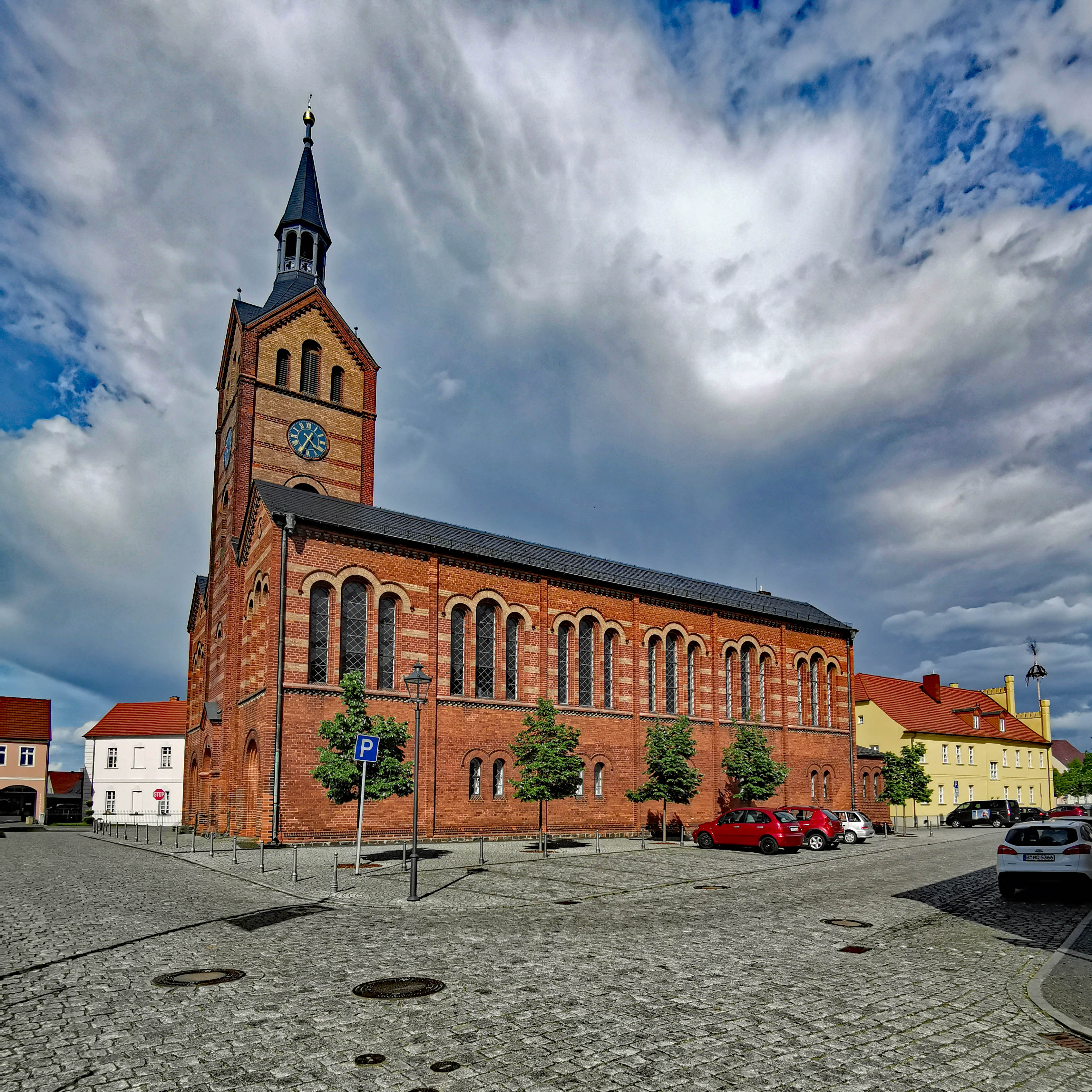
Stadtpfarrkirche Peitz
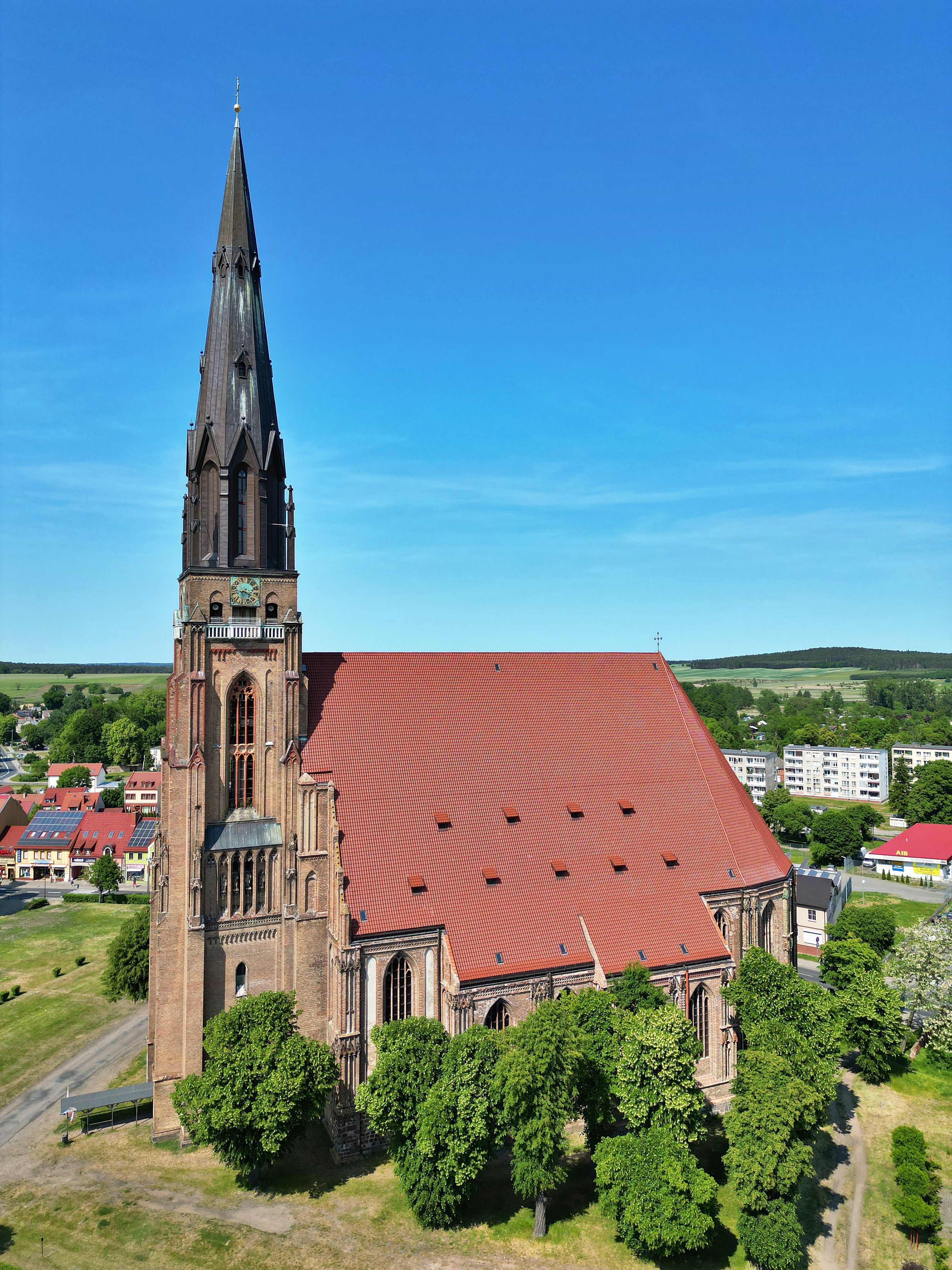
Turm der St.-Marien-Kirche in Königsberg/Neumark
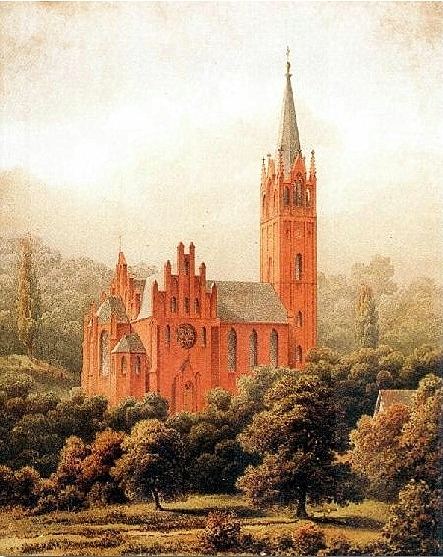
Dorfkirche Reitwein
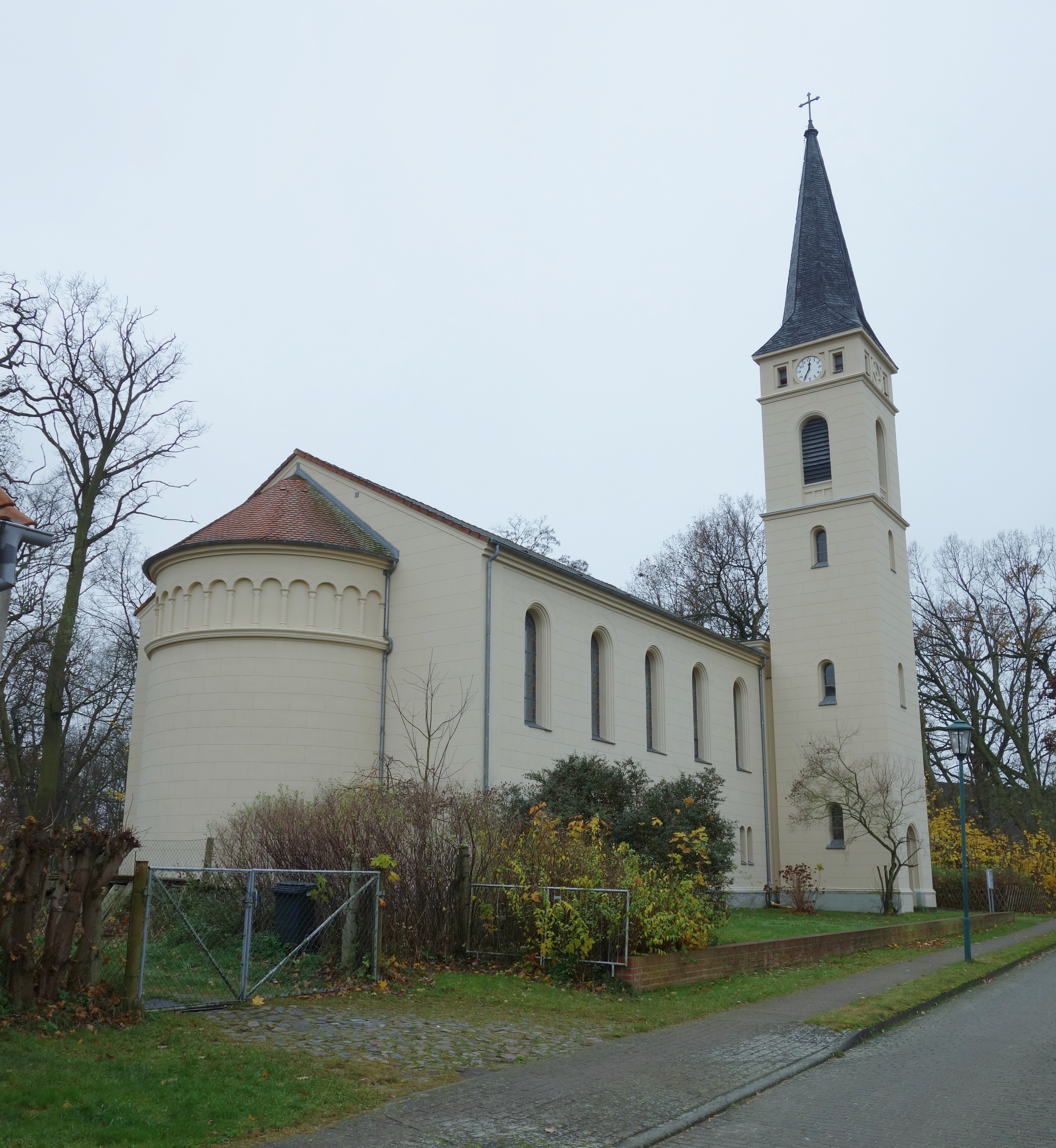
Dorfkirche Hammer
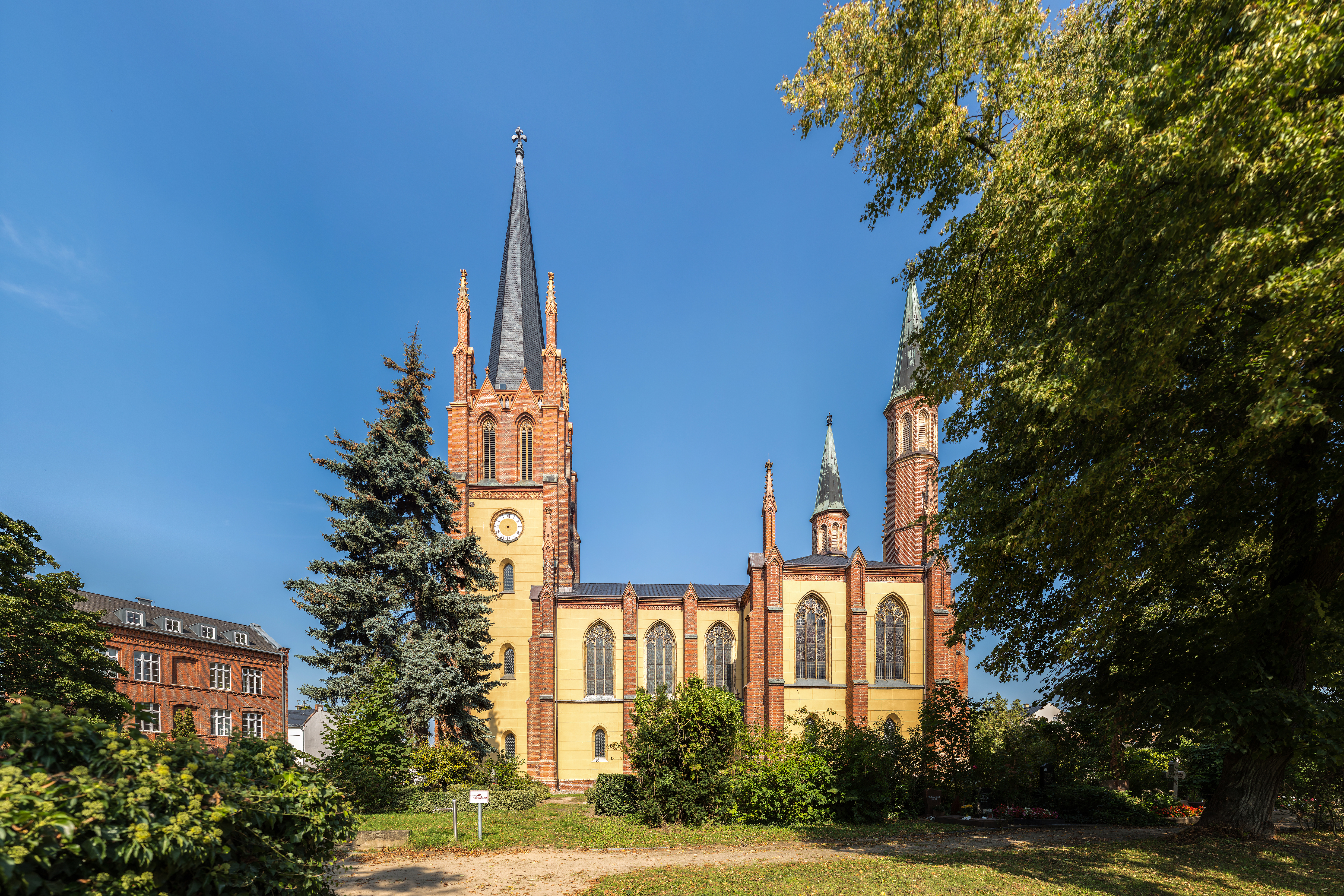
Heilig-Geist-Kirche (Werder)
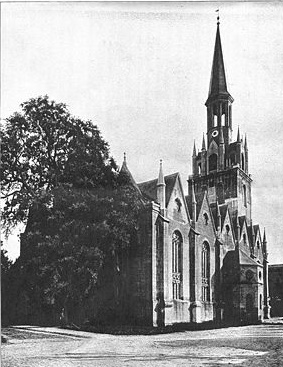
St. Johannis (Memel), Wiederaufbau 1855
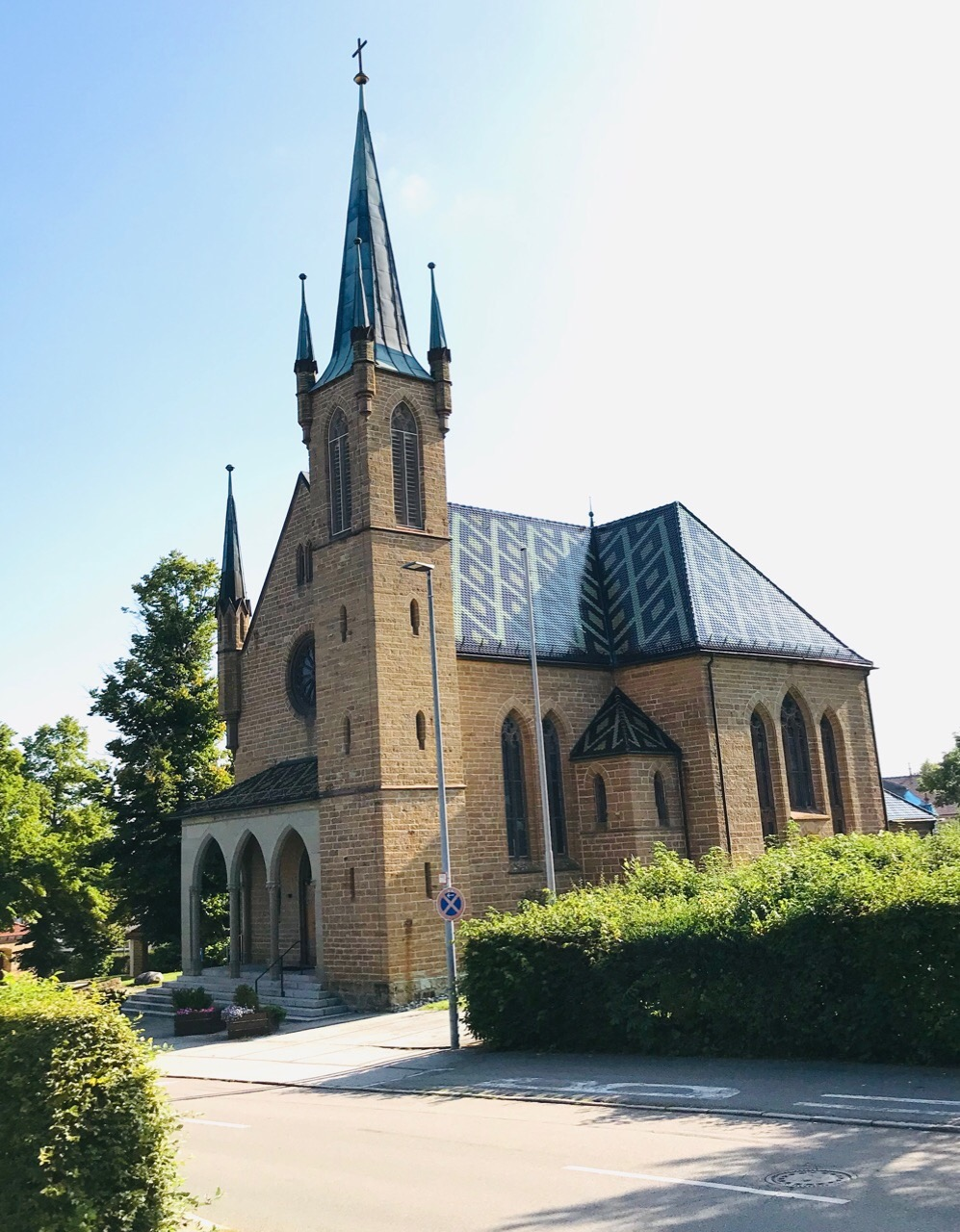
Ev. Pfarrkirche St. Johannes Hechingen
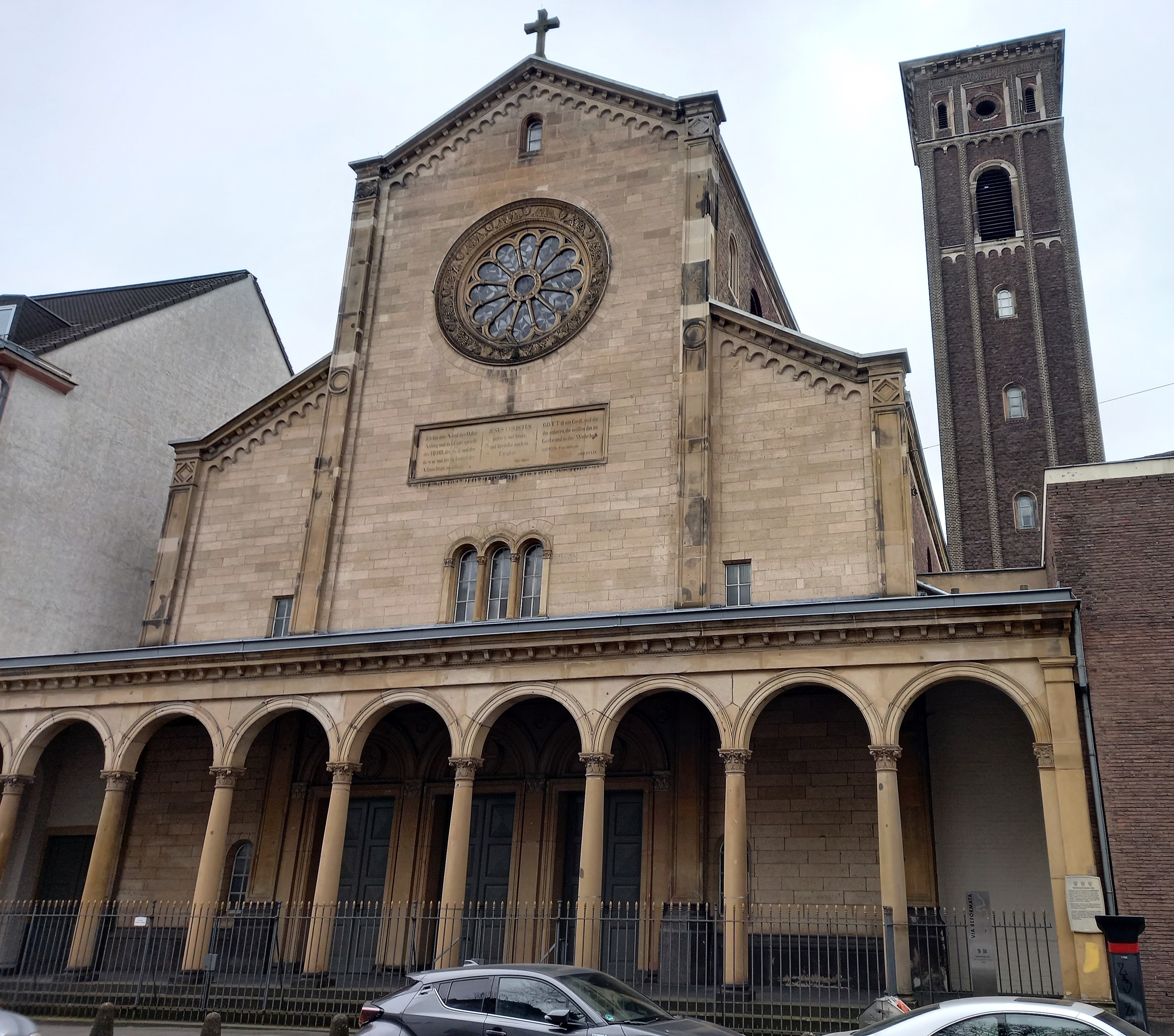
Trinitatiskirche (Köln)
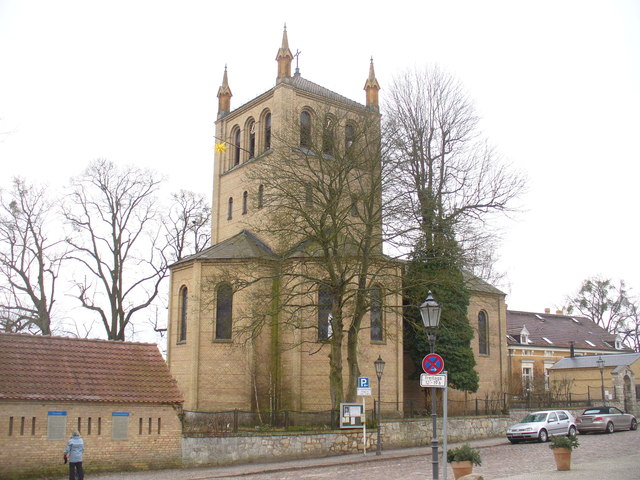
Kirche am Stölpchensee, Berlin-Wannsee
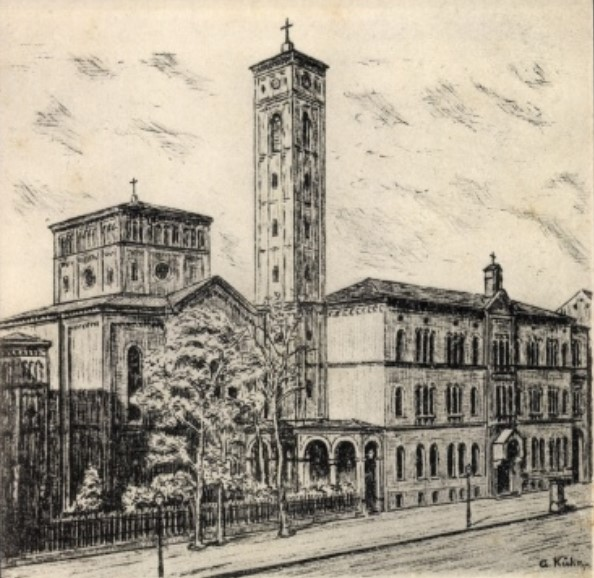
Domkandidatenstift in Berlin-Mitte
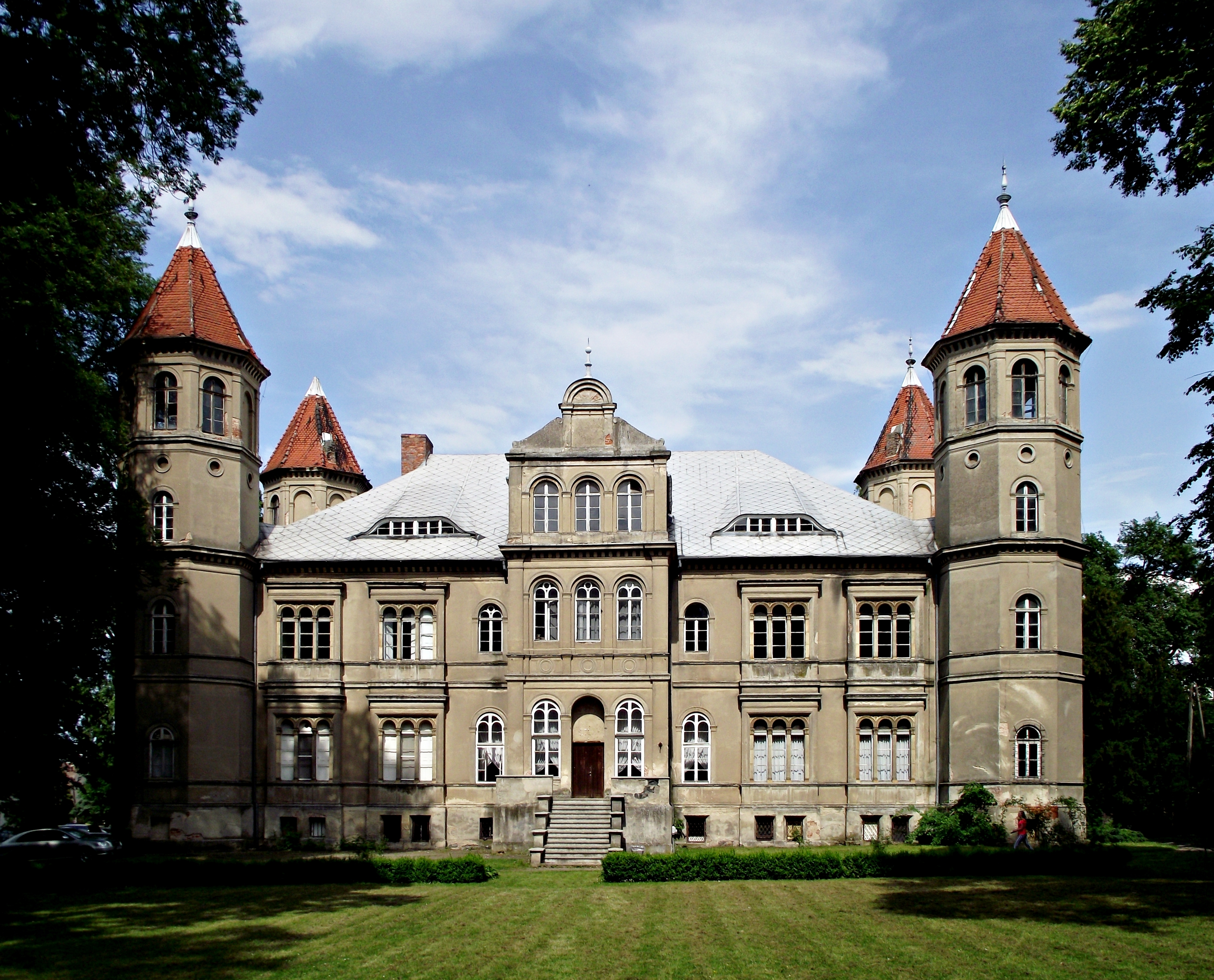
Schloss Groß Dammer
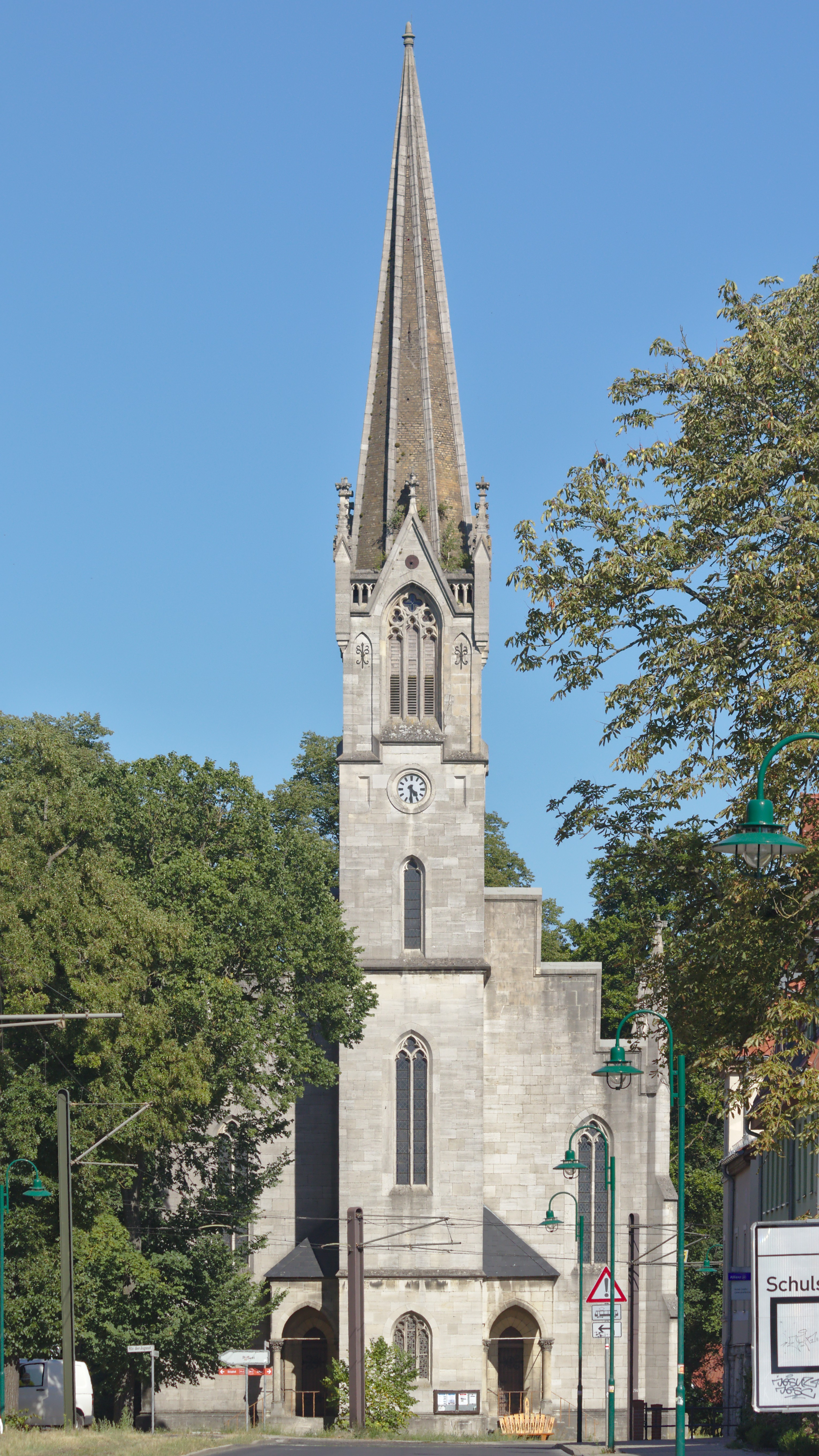
Dorfkirche Kalkberge, Rüdersdorf
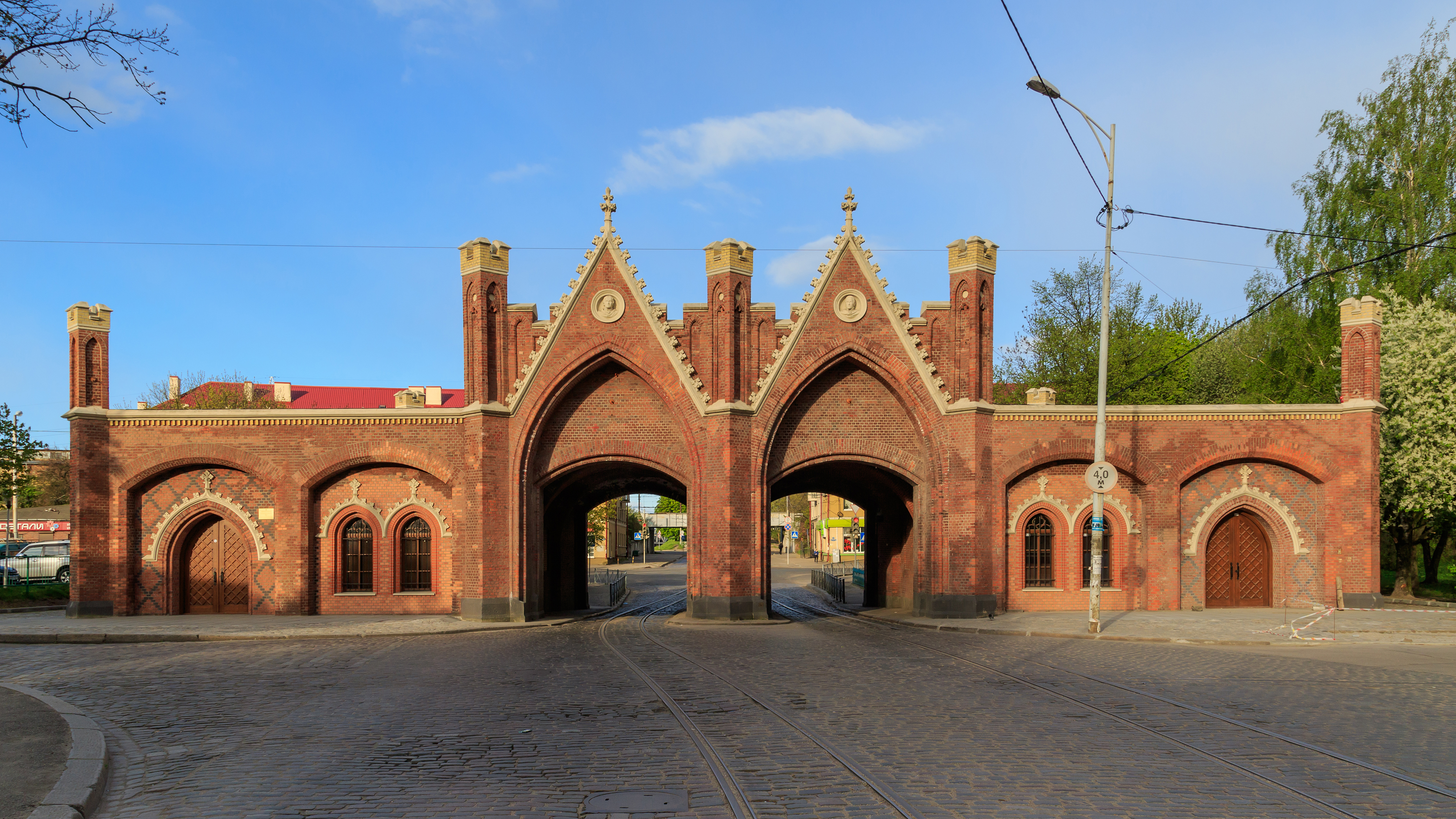
Brandenburger Tor in Königsberg
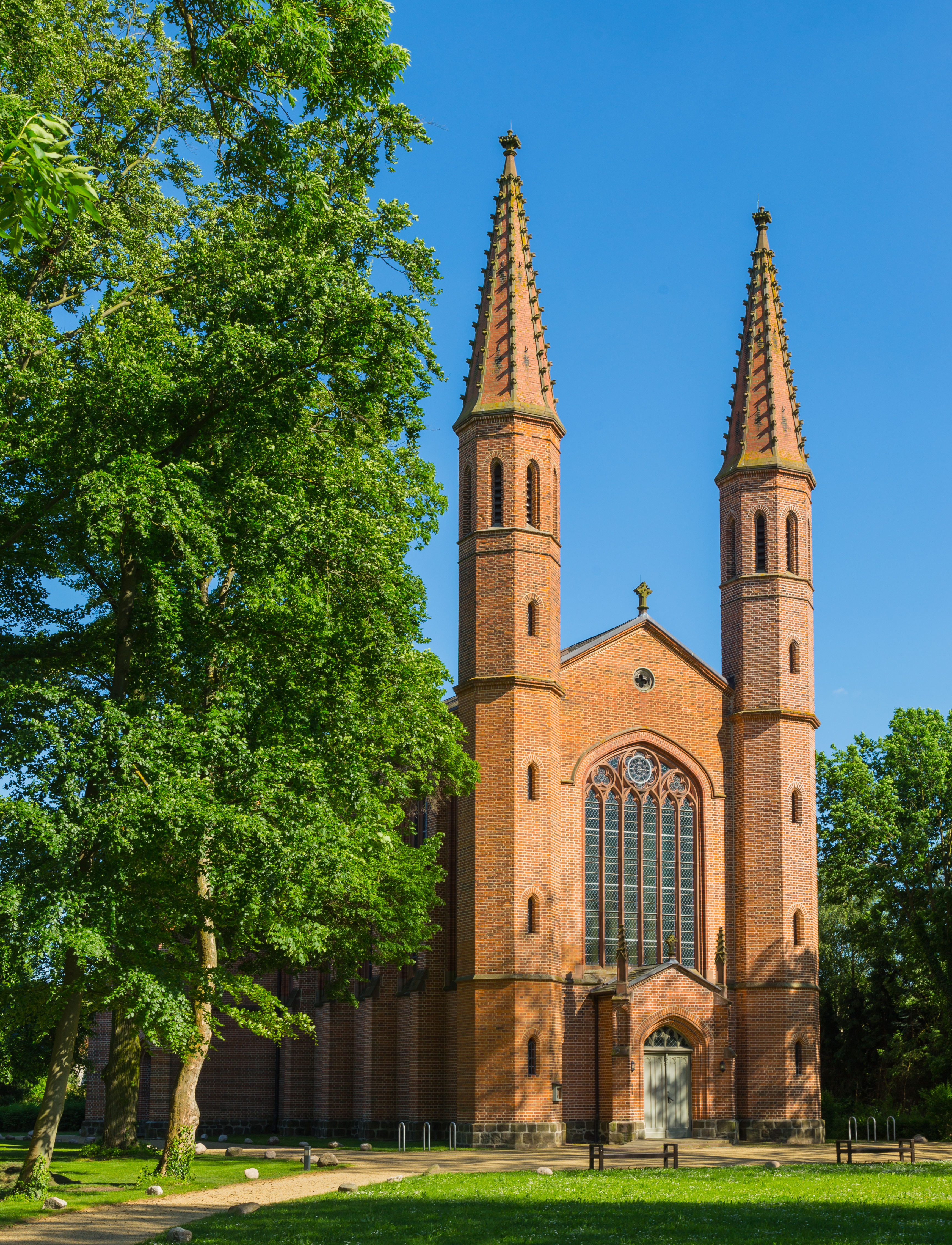
Schlosskirche Letzlingen
Dorfkirche Pinnow
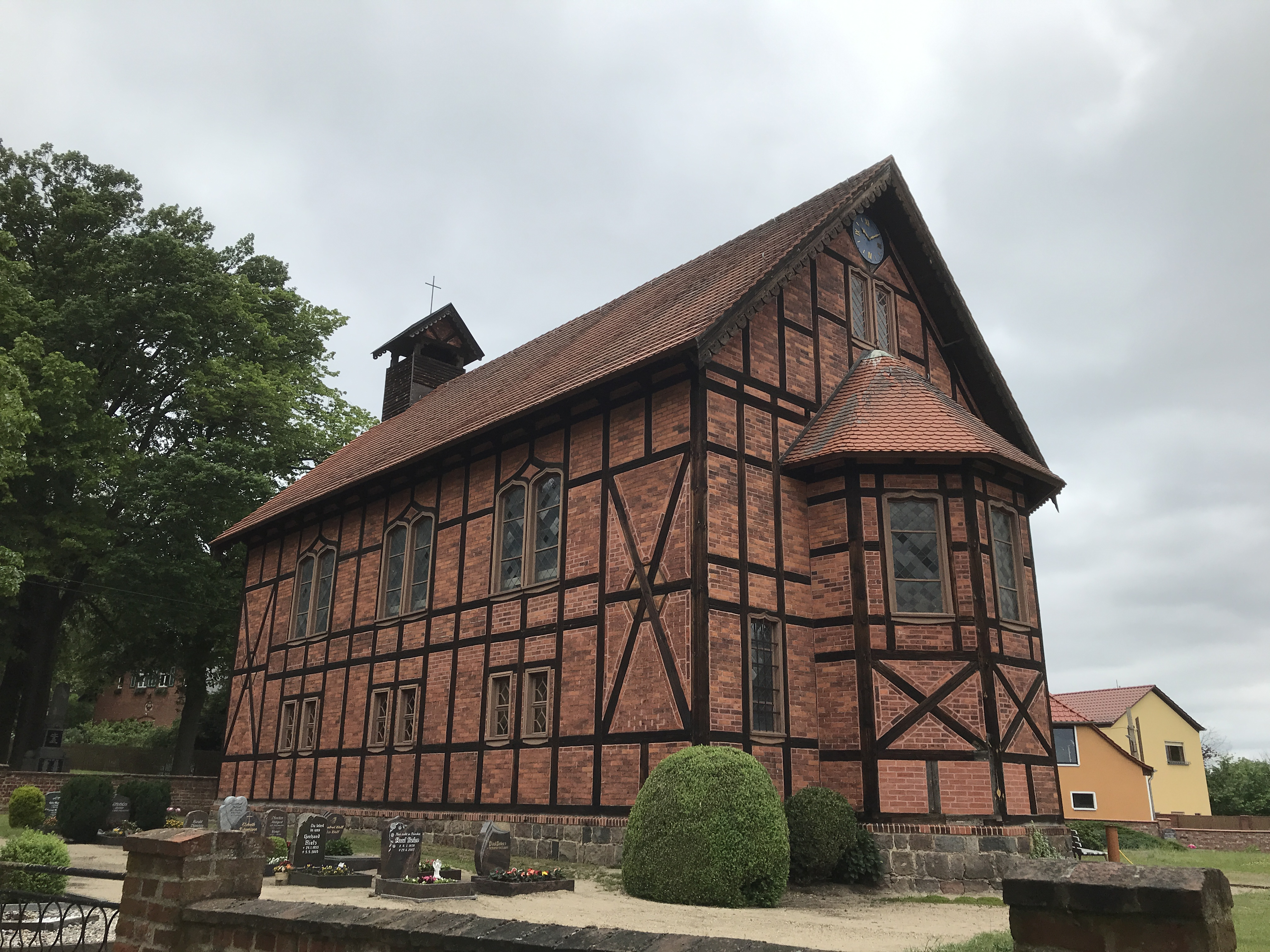
Fachwerkkirche Dippmannsdorf
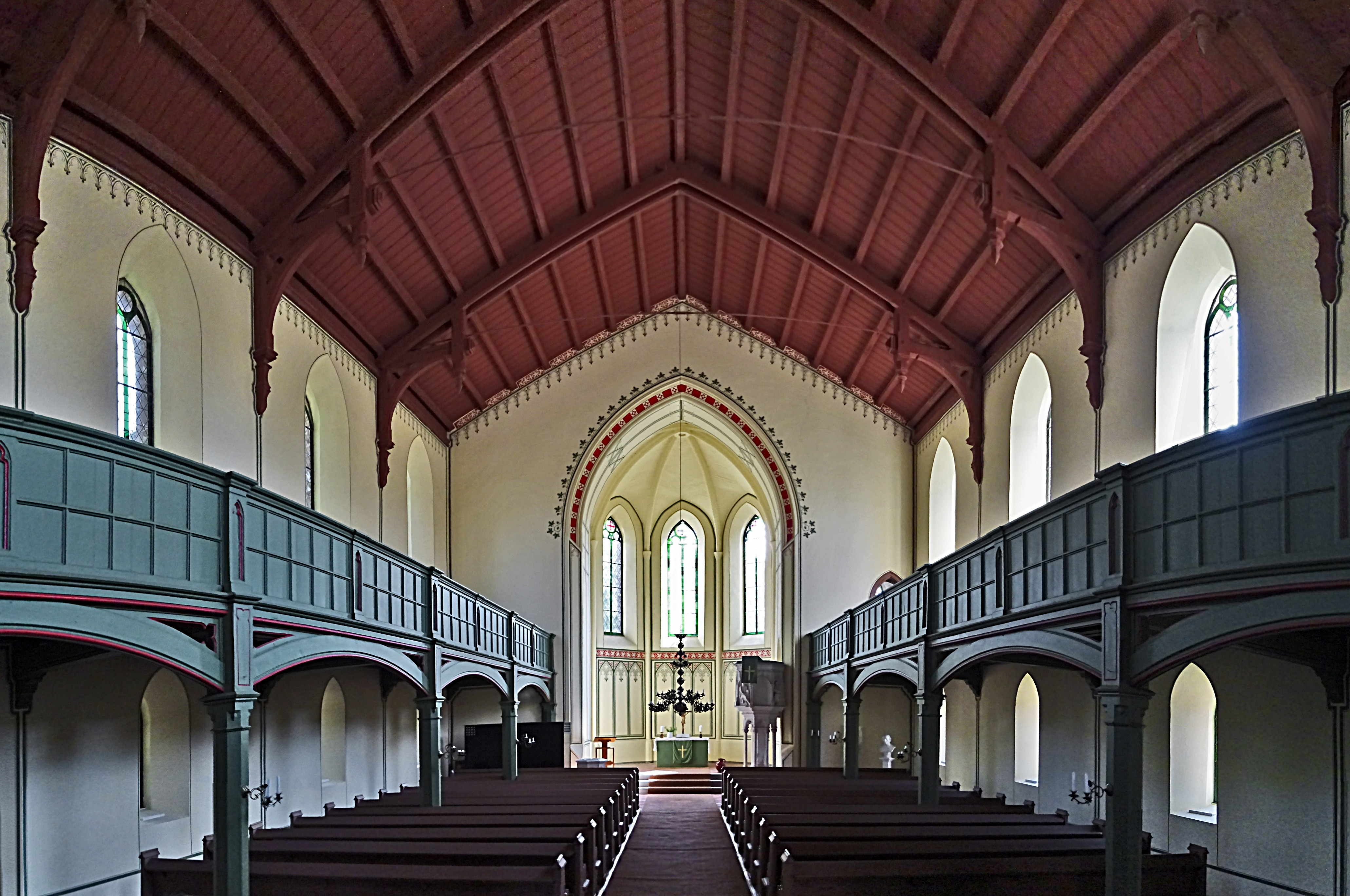
Dorfkirche Hohensaaten
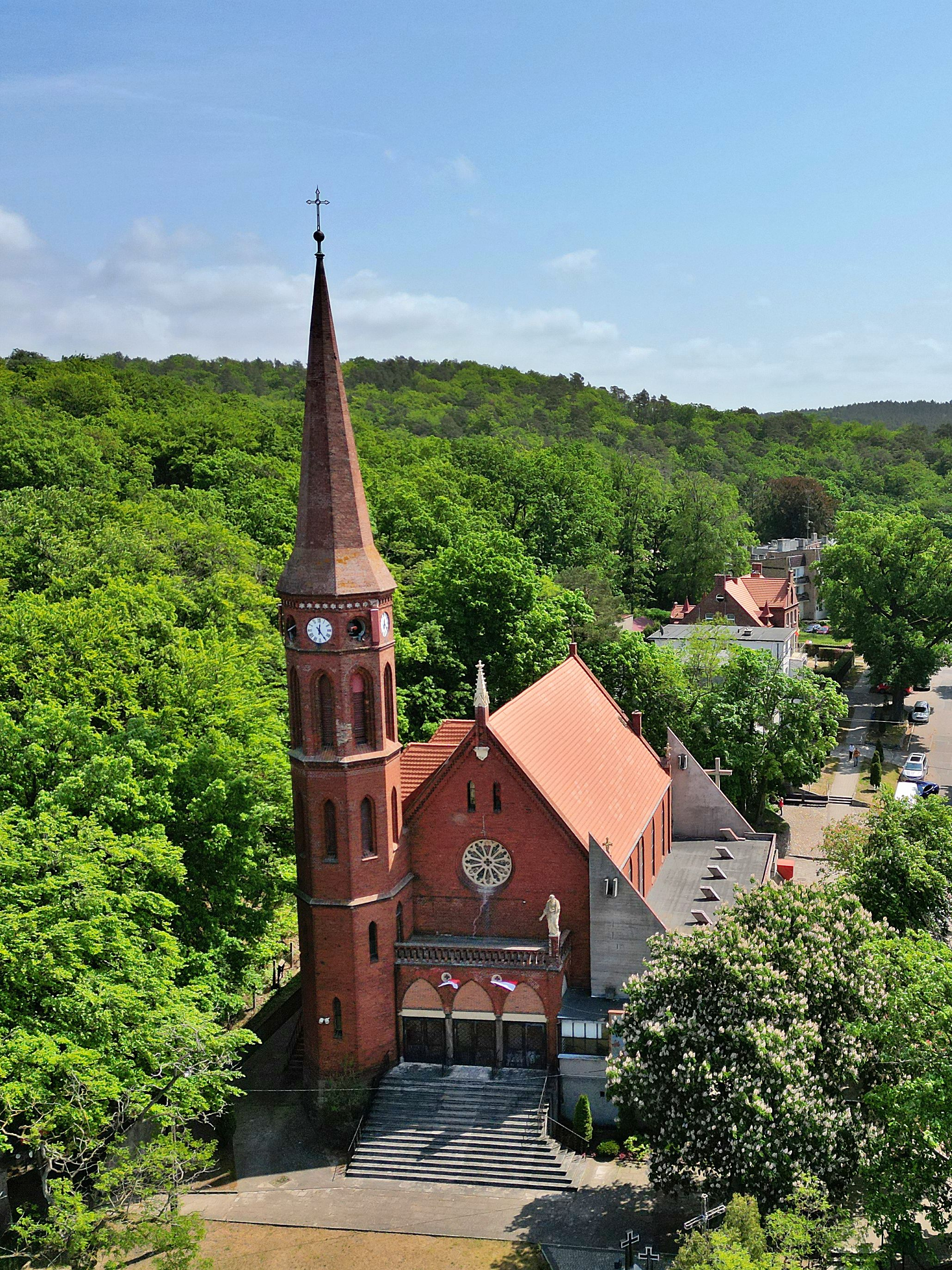
Kirche St. Peter in Misdroy
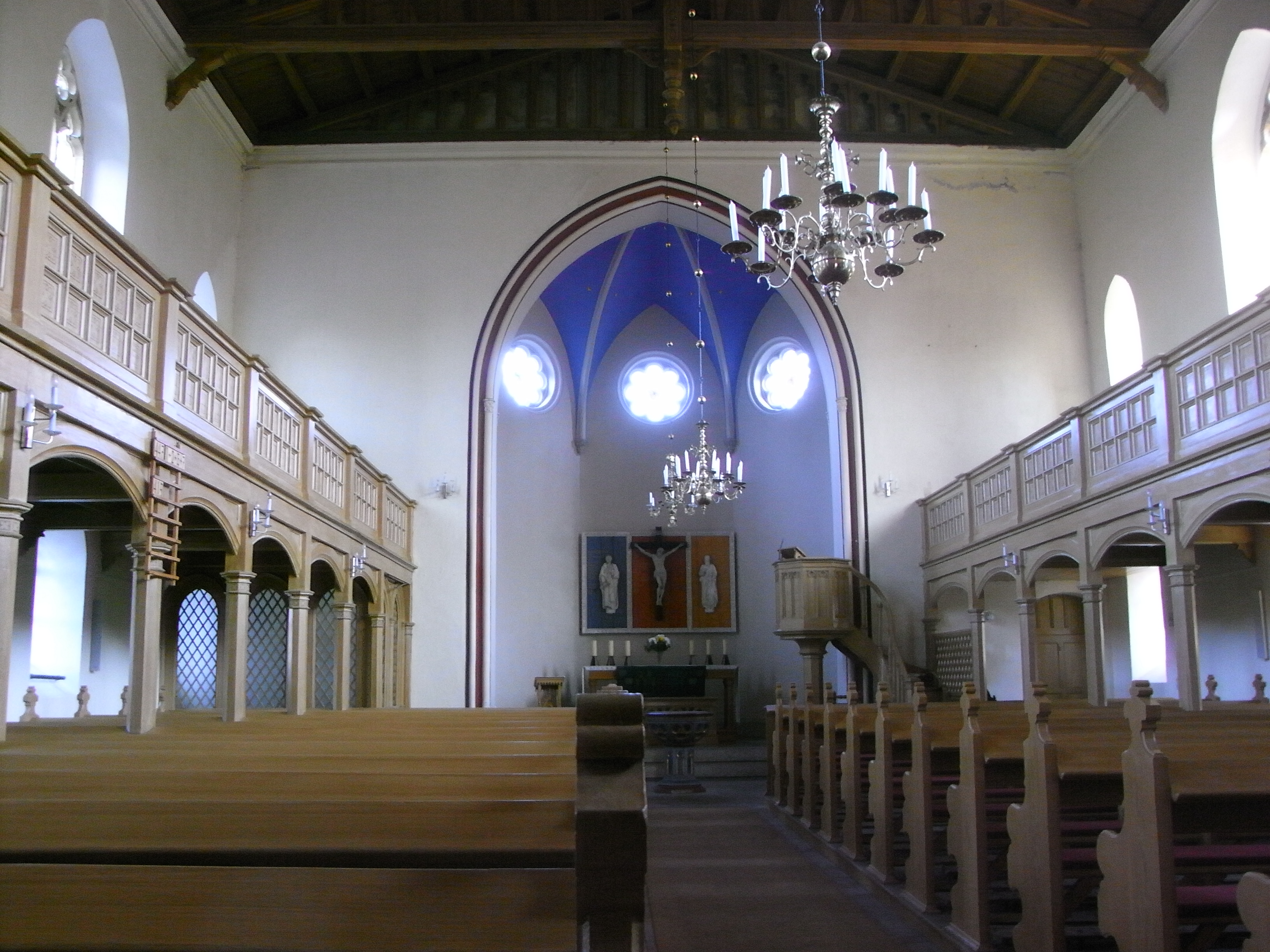
Peter-Pauls-Kirche (Zingst)
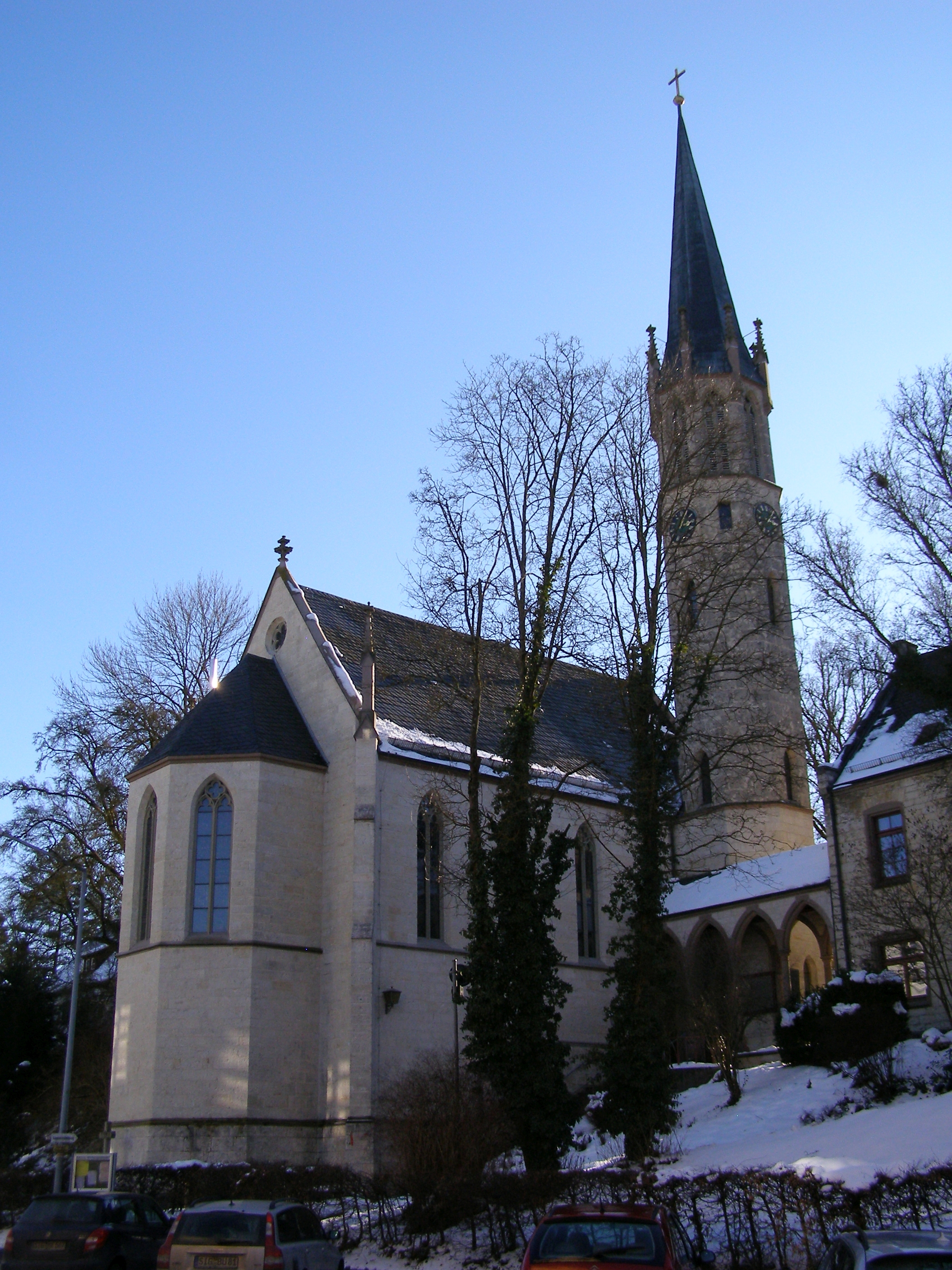
Ev. Stadtkirche Sigmaringen
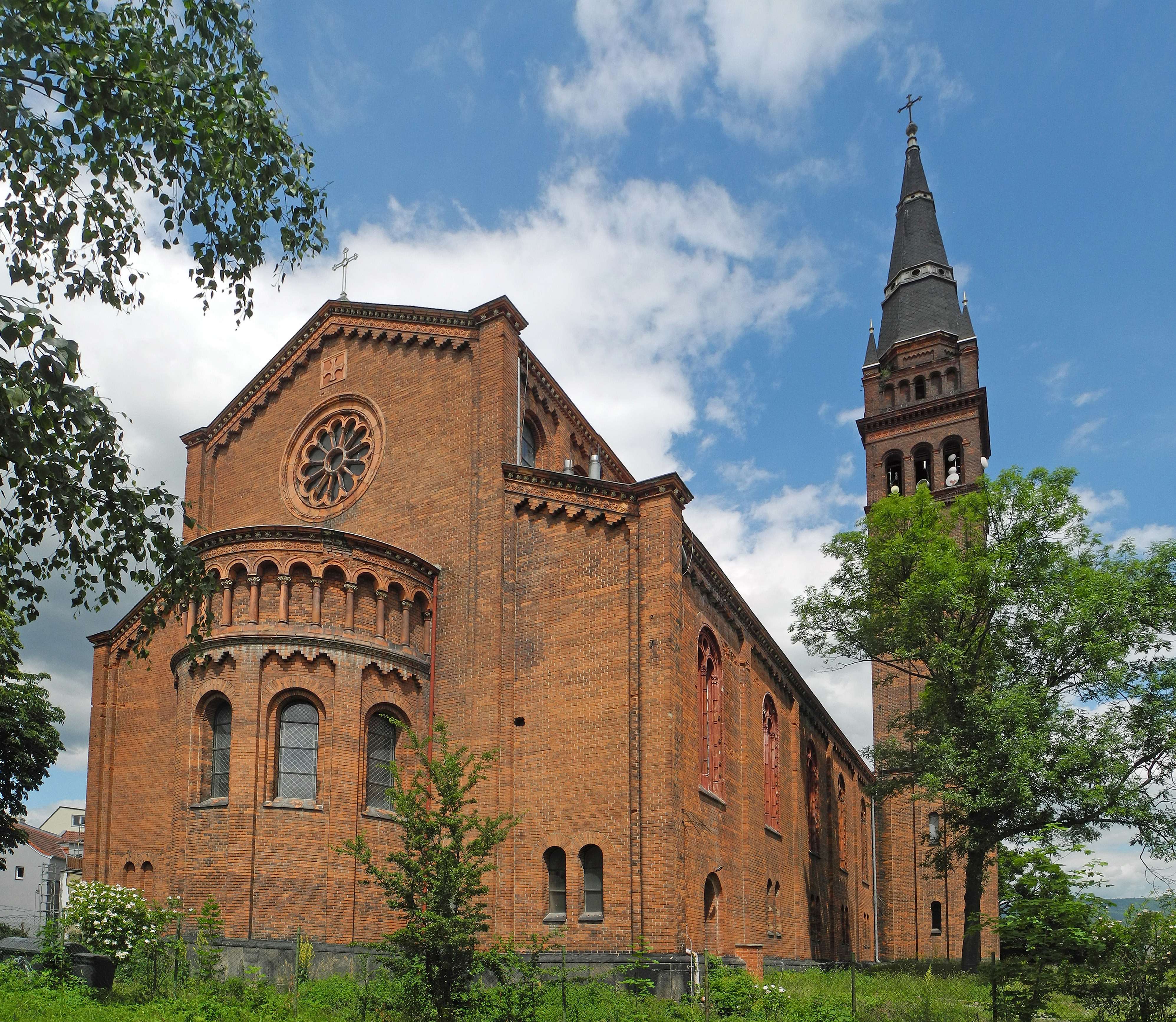
Bartholomäuskirche in Teplitz
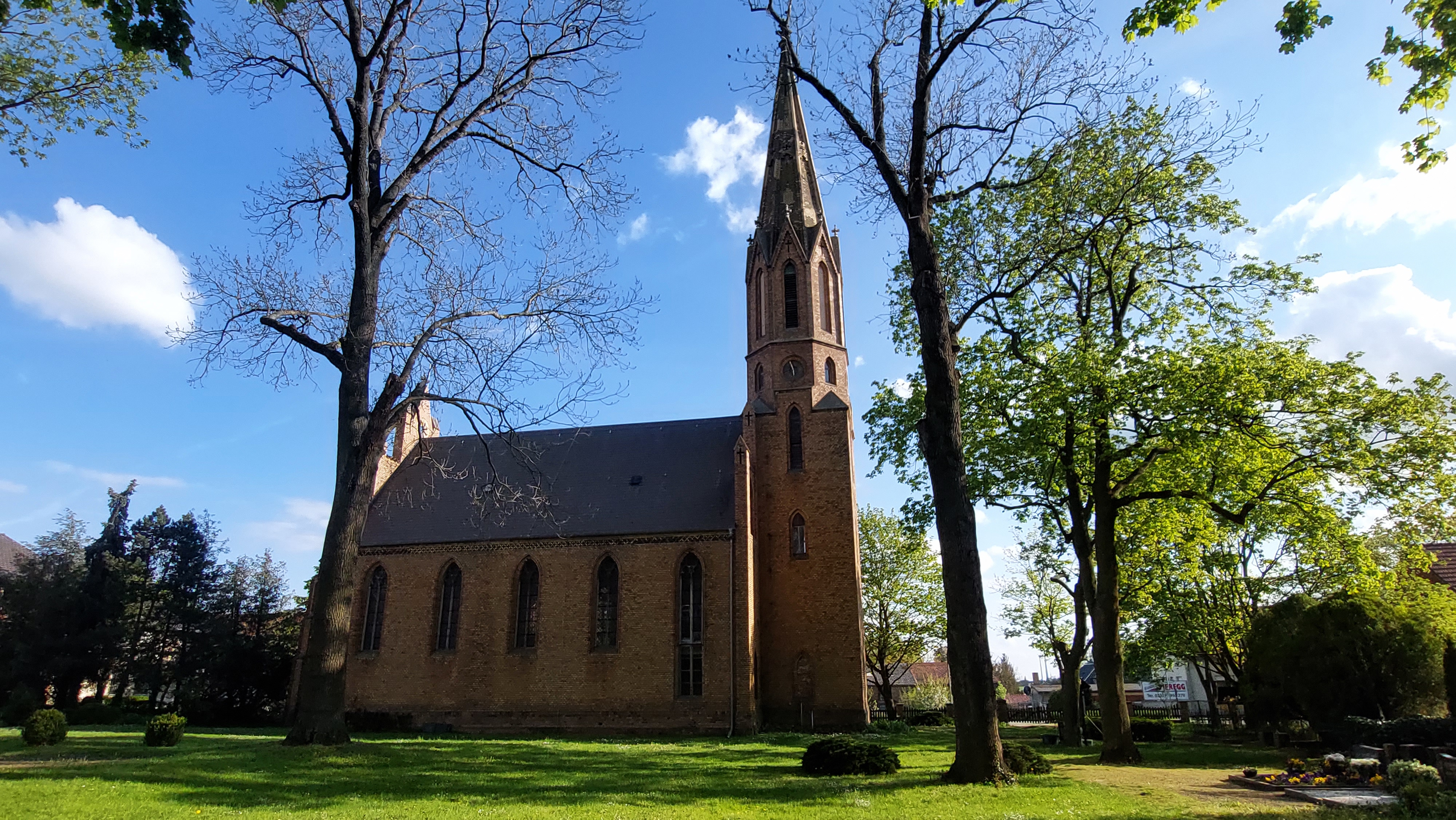
Dorfkirche Lietzow
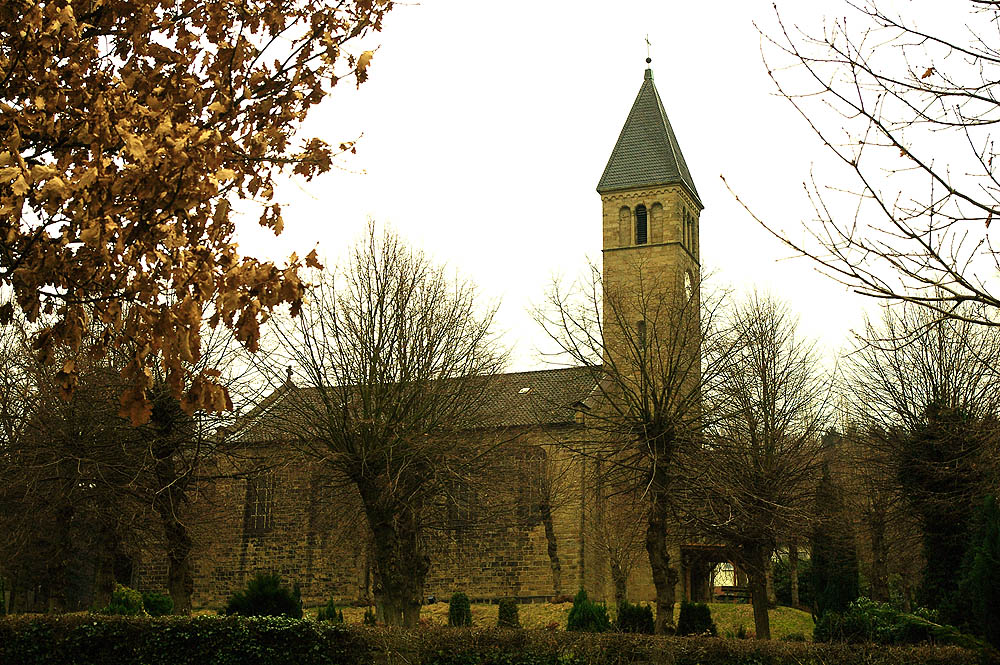
Evangelische Kirche (Rüdinghausen), Witten
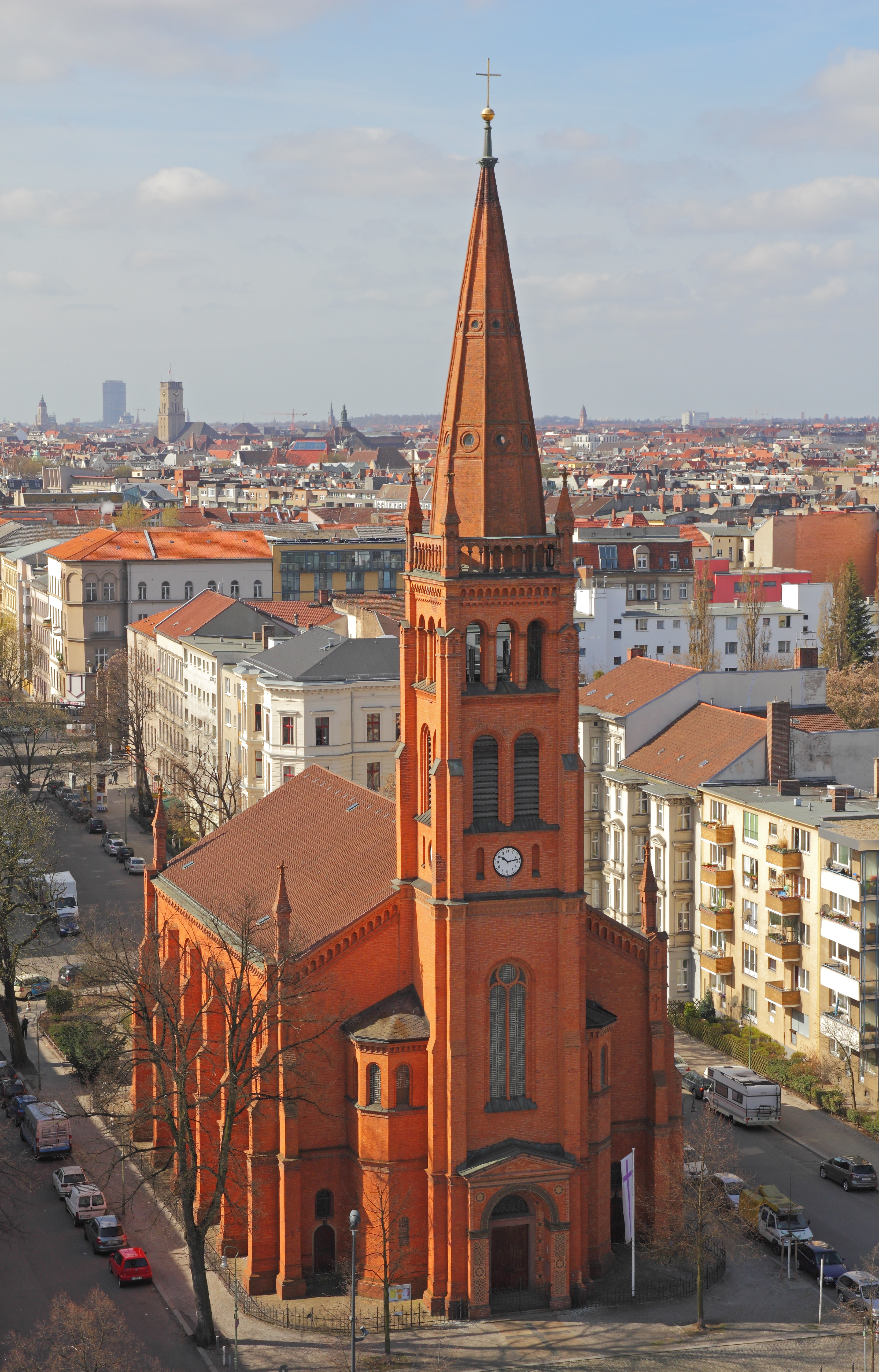
Zwölf-Apostel-Kirche, Berlin-Schöneberg
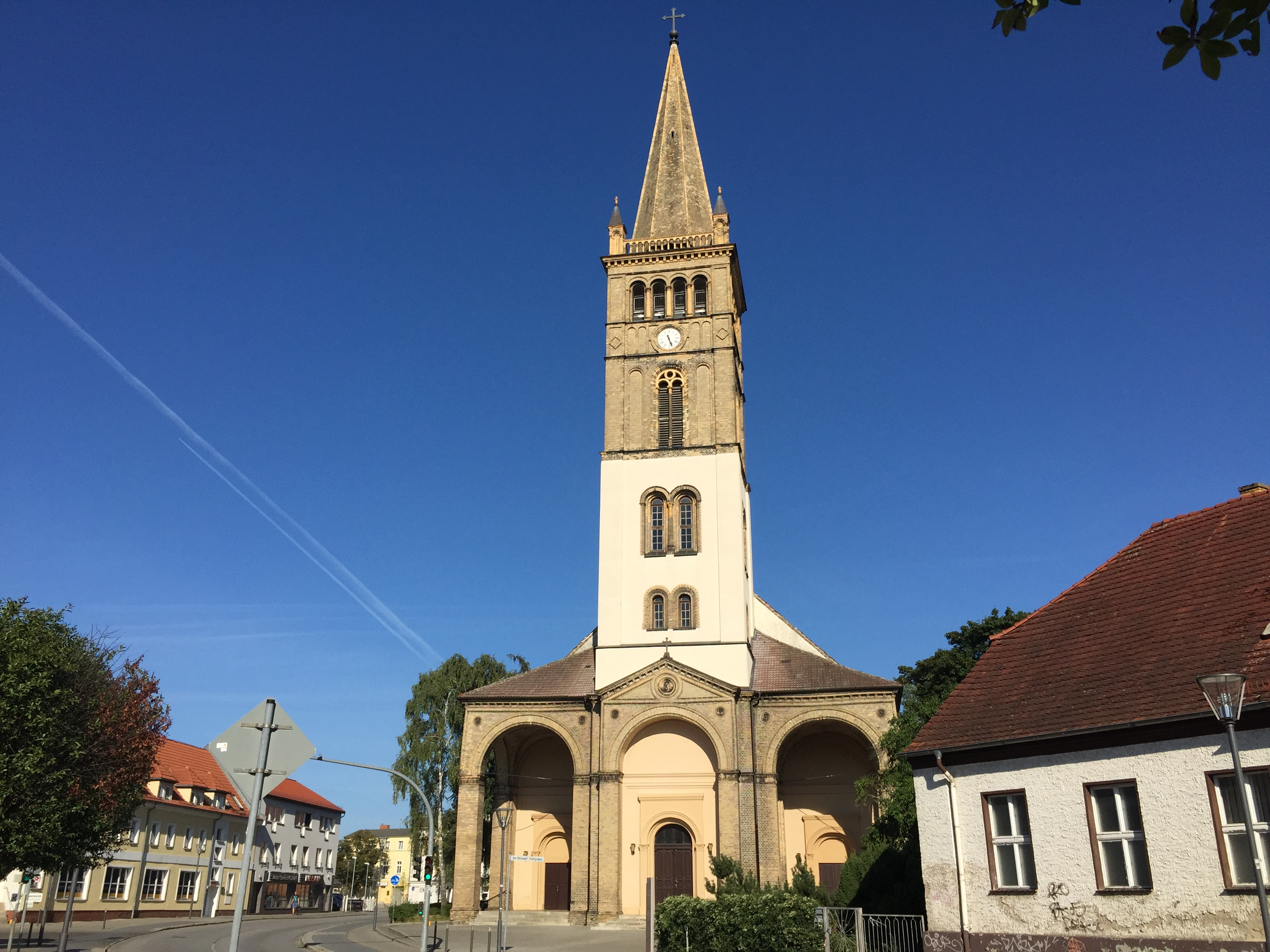
St. Nicolai in Oranienburg
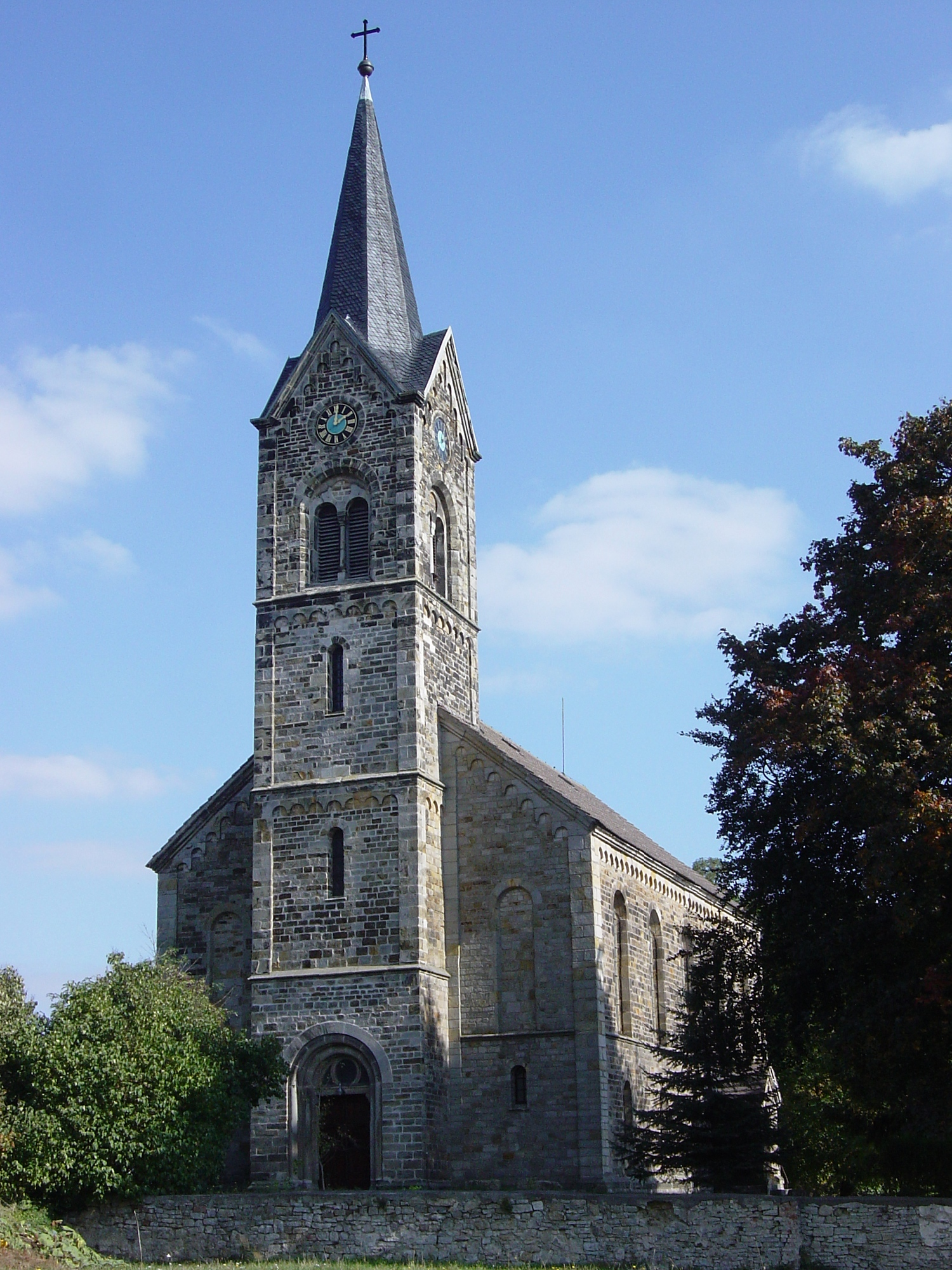
Dorfkirche Druxberge
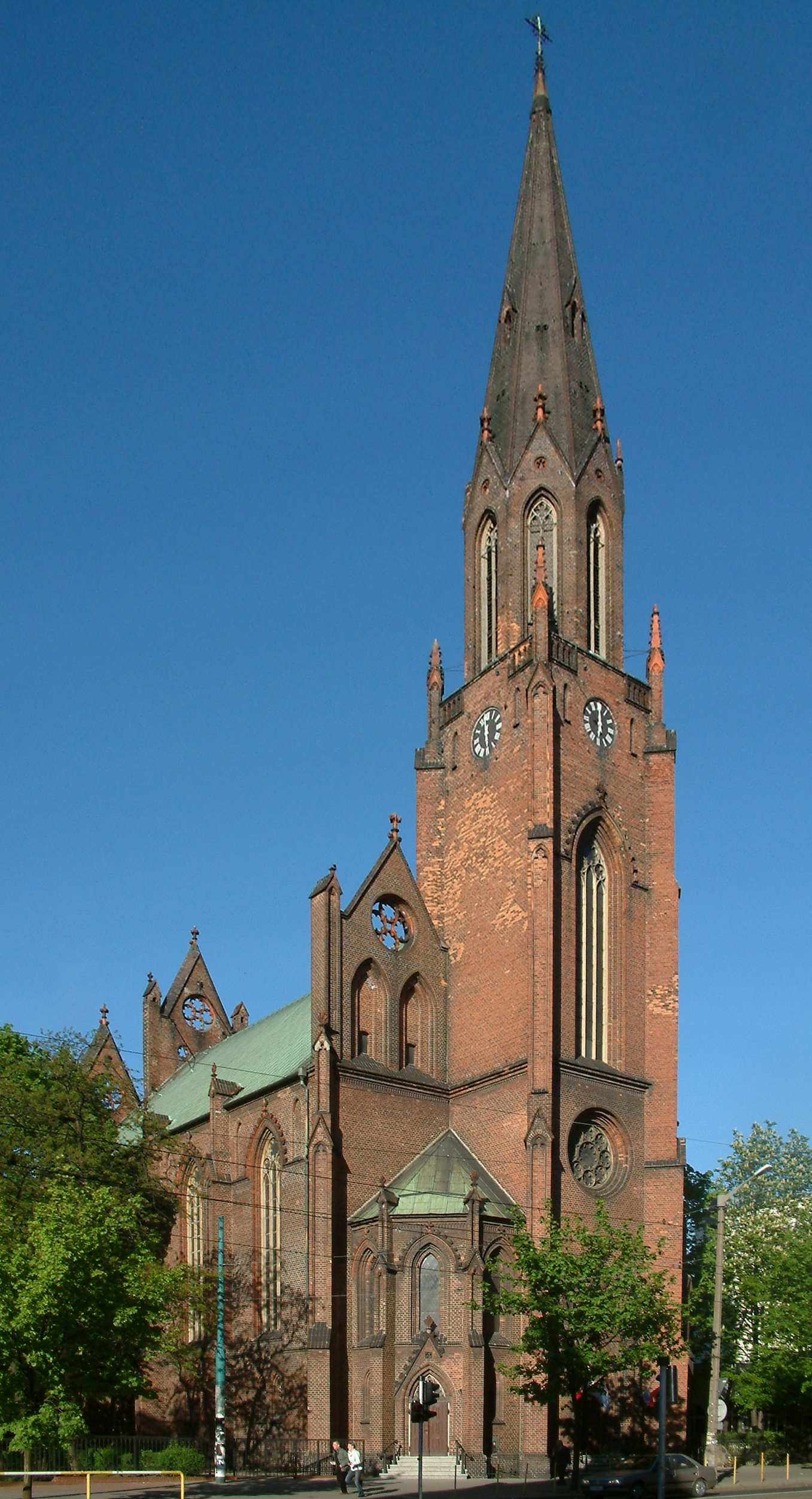
Erlöserkirche (Posen)
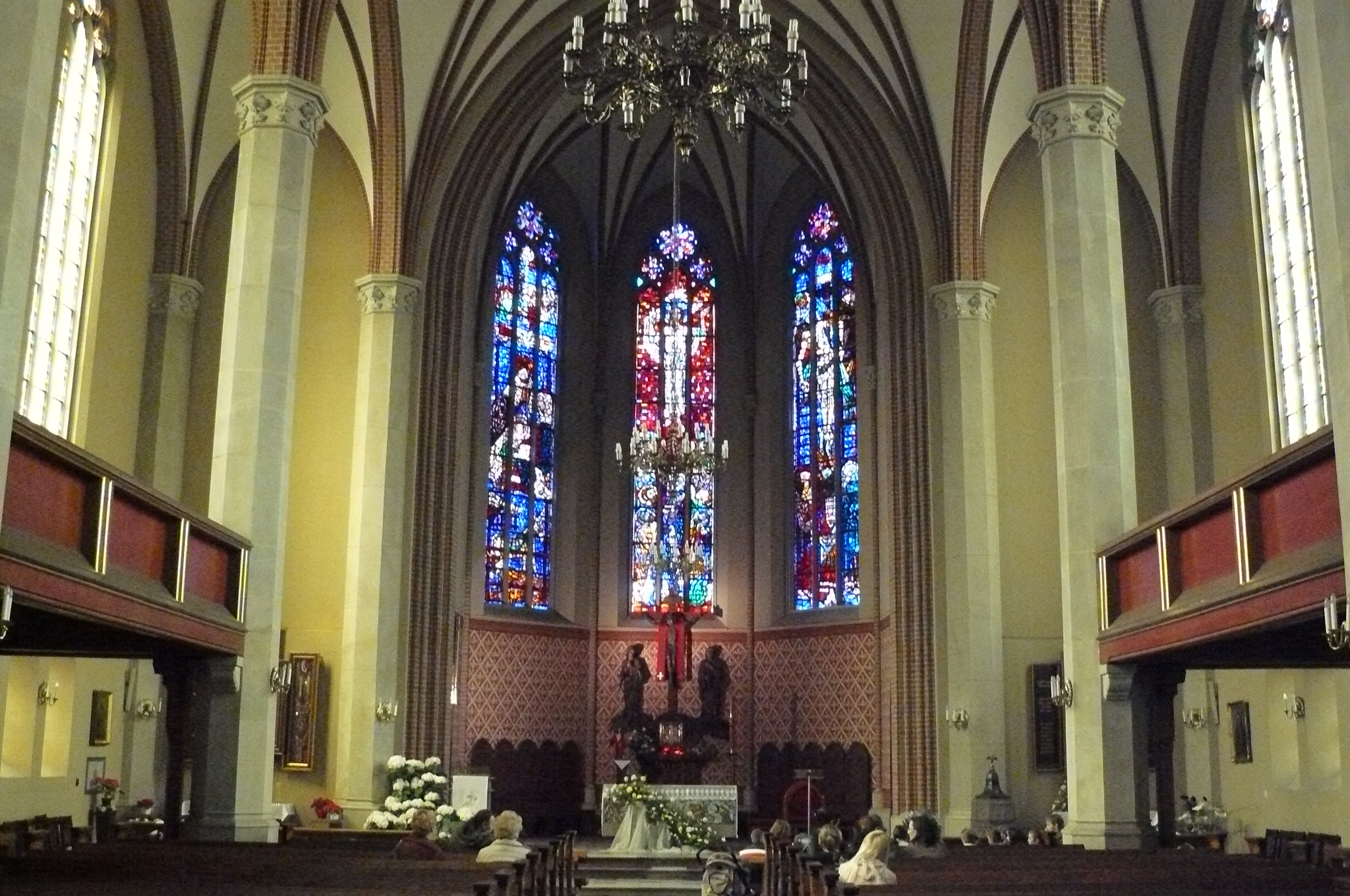
Erlöserkirche, Innenraum
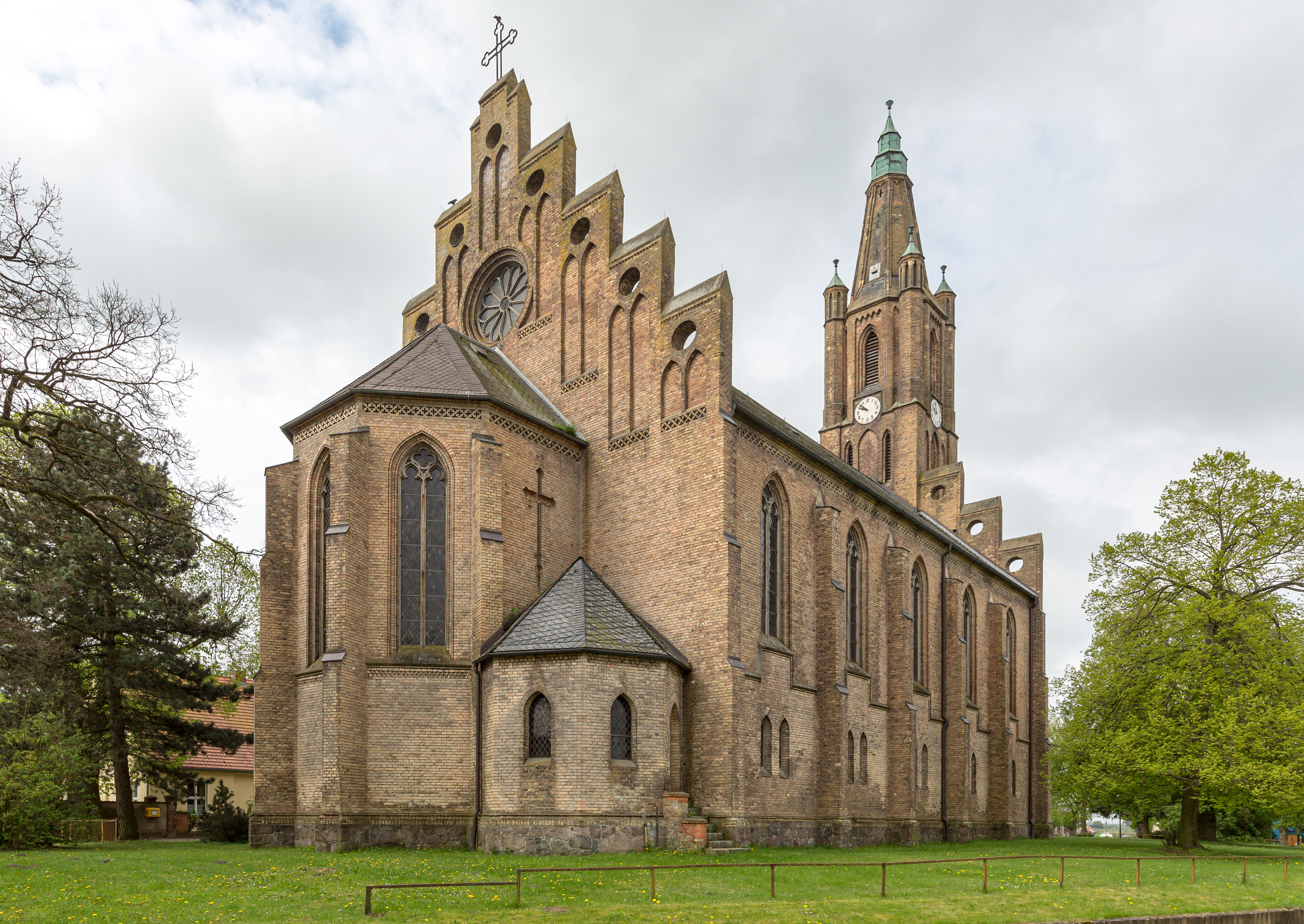
Stadtkirche Fehrbellin
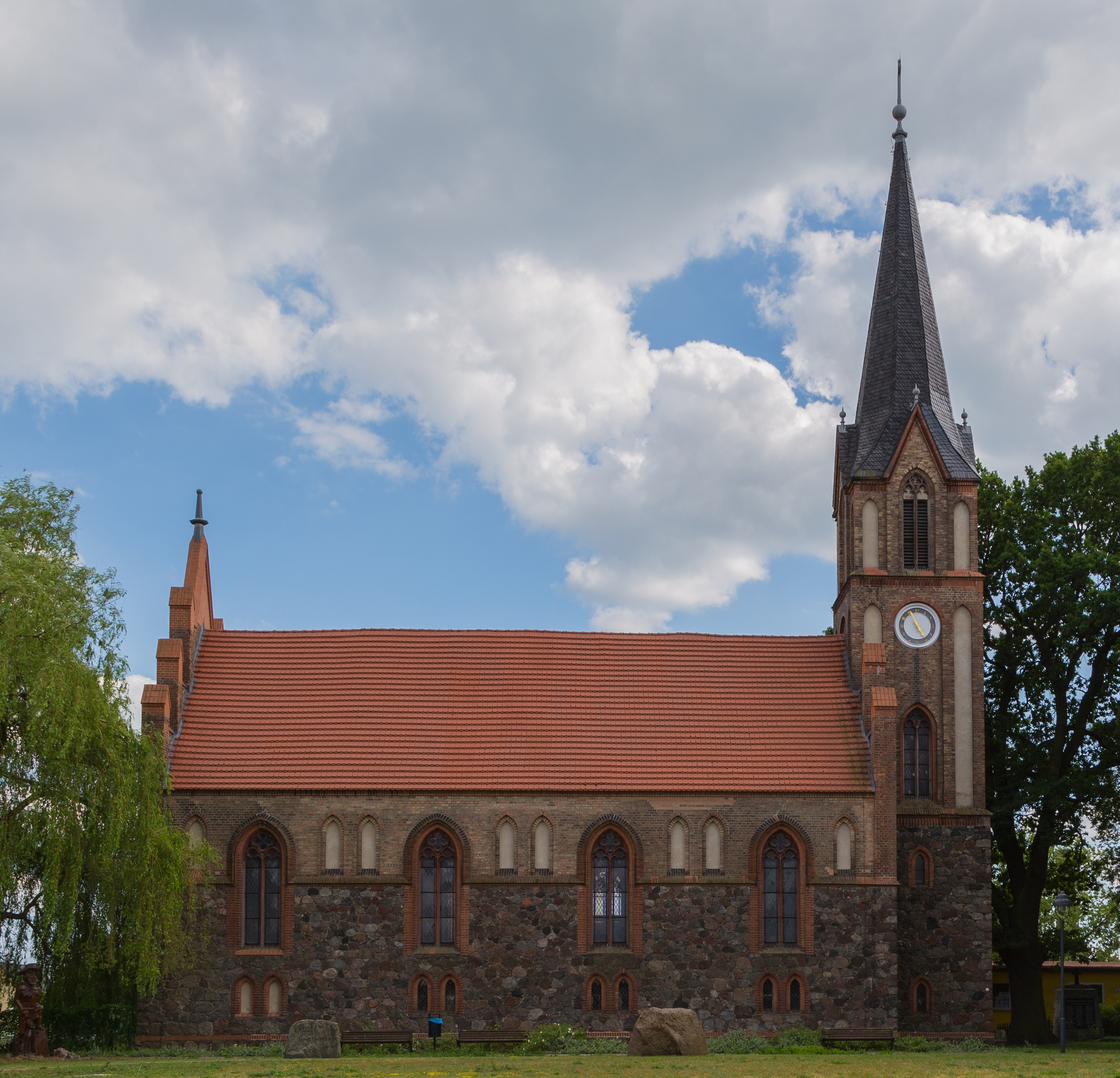
Dorfkirche Trebatsch
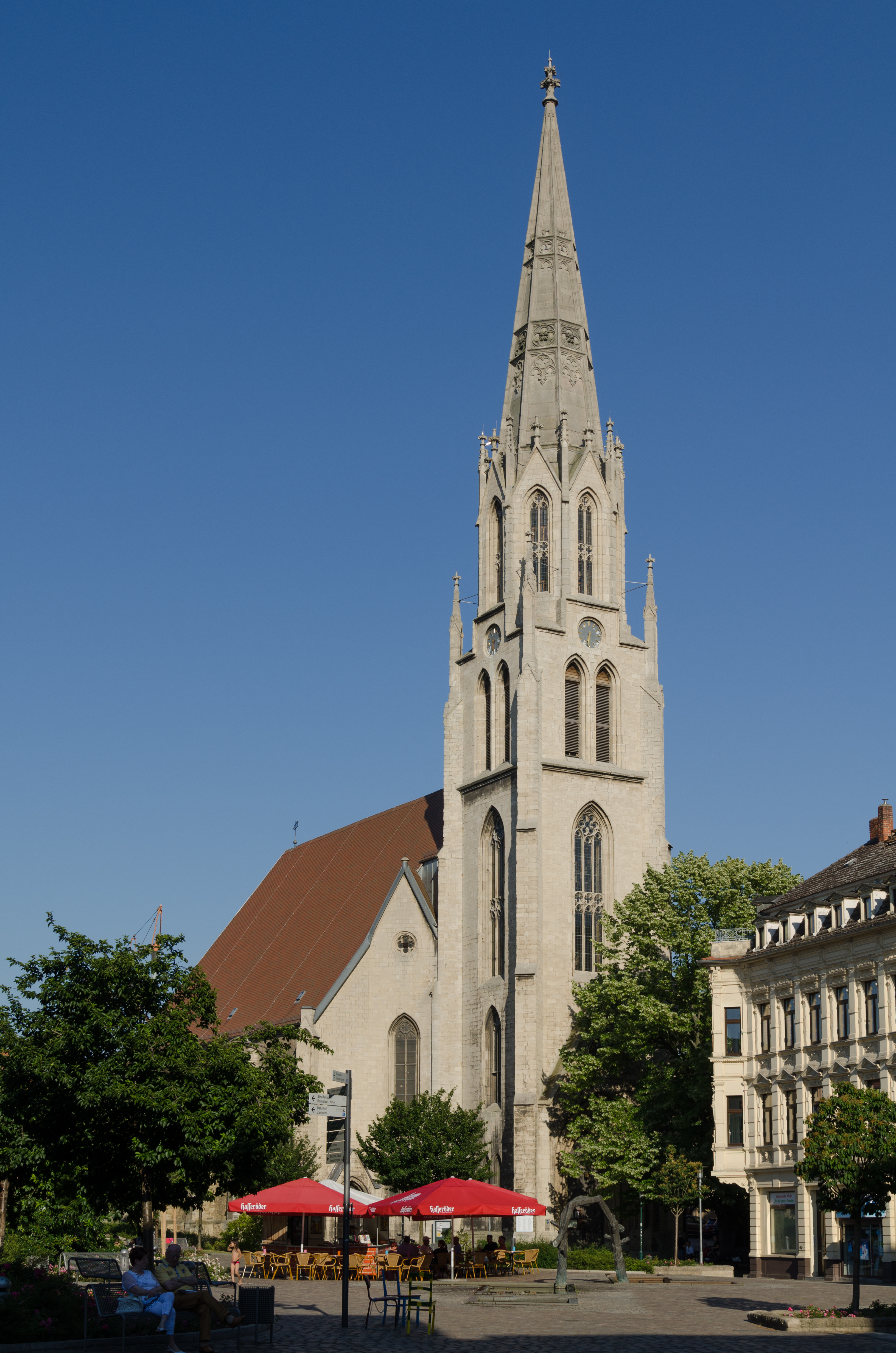
Turm von St. Maximi (Merseburg)

Einzelne Werke Stülers wurden ohne erläuternden Text publiziert im Architektonischen Skizzenbuch, u. a.:
- Gitter um die Statue Friedrich Wilhelm III. im Tiergarten, Heft 1, Blatt 6
- Erker eines Wohngebäudes am Askanischen Platz, Heft 34, Blatt 4
- Kandelaber vom Schloss Schwerin, Heft 21, Blatt 6